# ジョン・F・ケネディ
ジョン・フィッツジェラルド・ケネディ（英語: John Fitzgerald Kennedy; 1917年5月29日 - 1963年11月22日）は、アメリカ合衆国の政治家。同国第35代大統領（在任: 1961年1月20日 - 1963年11月22日）。名前のイニシャルをとってJFKないし通称であるジャック（Jack）と呼ばれることも多い。在任中の1963年11月22日にテキサス州ダラスで暗殺された（ケネディ大統領暗殺事件）。

## 概要
1960年アメリカ合衆国大統領選挙で民主党の大統領候補として指名を受け、対立候補の共和党のリチャード・ニクソンと歴史的な接戦の末にわずかな票差で破って当選し、翌1961年1月20日に第35代アメリカ合衆国大統領に就任した。大統領就任時の年齢は43歳で、アメリカ合衆国の歴史上、選挙で選ばれた大統領としてはもっとも若い大統領であった（就任時42歳であったセオドア・ルーズベルトは選挙では無く、副大統領からの昇格であった）。
20世紀生まれの最初の大統領にしてカトリック教徒として初の大統領であり、若くして大統領となったケネディは就任時からアメリカ国民に期待された。またカトリック教徒でアイルランド系アメリカ人としても最初の大統領となった。ケネディの在任中はキューバ危機や米ソの宇宙開発競争、公民権運動の高まりなど多くの歴史的事件が発生しているが、特にキューバ危機の対応においては「第三次世界大戦」と「米ソ全面核戦争」の危機を回避したと肯定的に評価する声が多い。
一方で、大統領選挙における不正やマフィアとの関係、マリリン・モンローをはじめとする複数の相手とのホワイトハウスでの不倫、ピッグス湾事件やベルリンの壁の建設における優柔不断な態度、ラテンアメリカ諸国に対する政治的干渉および軍事的干渉。そしてベトナム戦争の拡大や枯葉剤の散布に対する批判的評価も同時に存在する。
1963年11月22日、テキサス州ダラスで遊説のため市内をパレード中に暗殺された。犯人として捕らえられたリー・ハーヴェイ・オズワルドは、わずか2日後にジャック・ルビーによって射殺された。ケネディ暗殺事件はその衝撃と陰謀説など数々の謎に包まれて、歴史に残る事件となった。

## 生い立ち
1917年5月29日、マサチューセッツ州ブルックラインにてアイルランド系移民で実業家のジョセフ・P・ケネディ・シニア、ローズ・フィッツジェラルド・ケネディ夫妻の次男として誕生した。名前は母方の祖父で、当時ボストンでの実力者で連邦下院議員の後にボストン市長を務めたジョン・F・フィッツジェラルドにちなんでいる。

### ケネディ家のルーツ
ケネディ家のルーツは1848年にジョン・F・ケネディの曽祖父パトリック・ケネディ（1823 - 1858）が、まだ英国領であったアイルランドでの差別と飢饉を逃れて新大陸アメリカを目指したことに始まる。翌1849年にアメリカへと到着してボストンに居を構え、ブリジット・マーフィー（1824 - 1888）との間に男子2人を含む5人の子どもが生まれたが、3番目の長男ジョン・ケネディ3世がコレラでわずか2歳に満たずに早世した。父であるパトリック・ケネディは、1858年11月に死去し、彼の写真は残さず亡くなった。末子の二男がジョン・F・ケネディの祖父パトリック・ジョセフ・ケネディ（1858 - 1929）で、やがてボストンで港湾労働者から身を起こして実業家となり、マサチューセッツ州下院議員、そして上院議員を経て地元ボストンの有力な民主党員となった。彼はマリー・オーガスタ・ヒッキーと結婚して2男2女の4人を育て、次男は早世したが長男がジョセフ・パトリック・ケネディ（1888 - 1969）で、ジョン・F・ケネディの父である。

### ケネディの兄弟
父のジョセフ・パトリック・ケネディと母のローズ・フィッツジェラルド（1890年 - 1995年）との間には、4男5女の9人の子が誕生した。
- ジョセフ・パトリック・ケネディ・ジュニア（1915年 - 1944年）ジョー
- ジョン・フィッツジェラルド・ケネディ（1917年 - 1963年）ジャック
- ローズマリー・ケネディ（1918年 - 2005年）
- キャスリーン・ケネディ（1920年 - 1948年）キック
- ユーニス・メアリー・ケネディ（1921年 - 2009年）
- パトリシア・ケネディ（1924年 - 2006年）
- ロバート・フランシス・ケネディ（1925年 - 1968年）ボビー
- ジーン・アン・ケネディ（1928年 - 2020年）
- エドワード・ムーア・ケネディ（1932年 - 2009年）テッド

### ケネディの家族
36歳の時に結婚。
- ジャクリーン・ケネディ（1929年 - 1994年）ジャッキー

3人の子供が誕生した。しかし1人は2日後に死去。
- キャロライン・ケネディ（1957年 - ）
- ジョン・フィッツジェラルド・ケネディ・ジュニア（1960年 - 1999年）
- パトリック・ブーヴィエ・ケネディ（1963年）

### 幼少期
ジョン・F・ケネディは10歳まで家族揃ってボストンのブルックライン地区で暮らしたが、ジョンは幼少期からいくつもの原因不明の病気にかかり、病弱で不健康な子供だった。生まれつき背骨部分に障害があり、怪我をしやすく、しばしば激しい苦痛に襲われた。
3歳のときに猩紅熱にかかった際には、母・ローズが教会に通ってその回復を祈るほどであった。これに加えて水疱瘡やおたふく風邪にかかることがあり、また原因不明の「継続的な風邪の症状」に襲われて常に全身が熱っぽく、だるさを感じるものであった。
ケネディはブルックラインでエドワード・デボーション・スクールの幼稚舎から公立小学校へ上がり、小学4年生からは私立デクスター・スクールへ転校した。そして翌1927年に小学校5年生に上がった10歳の時に一家はボストンを離れてニューヨーク郊外のブロンクス地区リバーデールのハドソン川が見下ろせる家に引っ越し、ジョンはリバーデール・カントリー・スクールに転校した。この時期に父・ジョセフはボストン郊外のケープコッド（コッド岬）のハイアニスポートに別荘を、さらにフロリダ州パームビーチにも別荘を購入した。1929年にはリバーデールからニューヨーク市郊外のウエストチェスター郡ブロンクスビルへ引っ越し、6エーカーの広大な土地に屋敷を構えた。
1930年、13歳の時にコネティカット州ニューミルフォードのカトリックの寄宿学校であるカンタベリー・スクールに入学したが、麻疹や発熱、虫垂炎など数々の体調不良に見舞われ、翌年には家に送り返された。父・ジョセフはジョンを兄のジョセフ・P・ケネディ・ジュニアの在籍していたチョート校（現在のチョート・ローズマリー・ホール）に転校させた。
兄のジョセフ・ジュニアはスポーツ選手として活躍し学校に順応したが、兄に対して激しいコンプレックスを持っていたジョンにとってチョート校での日々も鬱屈したものになり、反抗的な生徒として有名になり、学校では「モッカー」（Mocker：校則違反者、人を馬鹿にする人）というあだ名をつけられ、放校処分になりかけたこともあった。卒業の前年には再び体調を崩し、消化器の障害 と判断され、ステロイドの投与を受けた。戦後下院議員になってから副腎機能不全（アジソン病）で苦しむことになるが、常に日焼けしたような皮膚の色であったのはその症状の一つであり、このときの大量のステロイド投与が原因であるとの説もある。ジョンは生涯、背骨の痛みに悩まされた。ケネディ家では「大学時代のフットボール中のけがが原因」とされていたが、実際のジョンはとてもフットボールなどできる健康状態ではなく、生来の腰痛を隠すためともいわれている。
1935年にチョート校を卒業したジョンは、兄のジョセフ・ジュニアと同じようにロンドン・スクール・オブ・エコノミクスでハロルド・ラスキ教授のもとで学んだが、すぐに体調を崩して「黄疸」の診断を受けて帰国した。その後プリンストン大学に入学したが、ここでも体調不良で白血病の診断を受けて通学できなくなり、ボストンの病院に入院し、プリンストン大学にはわずか6週間在学しただけであった。
成績も抜群でスポーツも万能な兄のジョセフ・ジュニアに対する劣等意識、そして厳しすぎる父・ジョセフへの負い目がジョンを苦しめた。幼児から何度も胃腸の不調で入退院を繰り返したのもそれが原因とされている。だが勝てないと知りながらも兄に挑戦し続けたことで、困難から逃げず、不可能なことに挑み続ける精神力と根気強さが養われた。彼は決して病弱ではなかった。
のちにケネディの大統領顧問を務めスピーチライターでもあったセオドア・C・ソレンセンが、ケネディ暗殺の2年後に出版した『ケネディの道』の中に、ジョンの幼い日のエピソードを書いている。母方の祖父ジョン・フィッツジェラルドに連れられて政治集会に行った際、老ジョン・フィッツジェラルドは幼いジョン・フィッツジェラルド・ケネディを抱き上げてテーブルの上に乗せ、「これがわしの孫じゃ。世界一の孫だ」と皆の前で紹介すると、幼いジョン・フィッツジェラルドは「僕のおじいちゃんは世界一のおじいちゃん」と言った。その場にいた人々は小さな少年に喝采を送ったという。これがケネディ大統領の生涯最初のスピーチとされている。
ソレンセンは、父・ジョセフの期待に応えるためや兄の身代わりとして政治家になったなど、ジョンについて後にそう語られることが多いが、彼の資質は政治家向きであり、不本意ではなく彼自身の理想と関心の表現であり、しかしそれにいたるまでの道のりは絶えず病気との闘いを強いられて、それがジョンに反抗心を植えつけながら練り上げられたものであったと述べている。
またマイケル・ドブズは、ケネディが富と特権を享受する名家に生まれながら典型的な御曹司タイプにならなかったのは、生涯彼を苦しめた健康問題と第二次世界大戦における最前線での経験（PT109）の2つの要素が彼の人格形成に影響を与えたからだと述べている。

## ハーバード大学
1936年、改めて兄のいたハーバード大学に入学した。ジョン・F・ケネディの成績ではハーバード大学入学は不可能だったが、父・ジョセフの尽力のもと入学できた。在学中の成績は当初落第ぎりぎりであった。このころから健康を取り戻して水泳、ゴルフ、ヨットに興じていた。
ハーバード在学中に父が在イギリスアメリカ合衆国大使に任命されたこともあり、ケネディは2度ヨーロッパを旅行して見聞を広めた。1939年にベルリンを訪れた際には、駐独アメリカ大使のアレクサンダー・カークから受けた「開戦近し」のメッセージを、ロンドンの父に届けている。1940年にハーバード大学の卒業論文において、イギリスのチェンバレン首相とドイツのヒトラー総統とのミュンヘン会談を扱った『ミュンヘンの宥和（Appeasement at Munich）』を執筆した。この論文は、教授達からは高い評価を得て、出版しても良いレベルだという声も挙がる程だった。ケネディは早速この論文を父に送ると、父は自らのスピーチライターであるハービー・クレマーに推敲させ、さらに自らの御用記者としていた『ニューヨーク・タイムズ』のコラムニスト、アーサー・クロックに送った。クロックはさらに原稿を手直しし、チャーチルの著書『英国が眠っている間に（While England Slept）』を踏まえて『英国は何故眠ったか（Why England Slept）』というタイトルをつけ、父・ジョセフが依頼して『タイム』および『ライフ』を創刊した保守派ジャーナリストのヘンリー・ルースに序言を書いてもらい、同年に出版した。『英国は何故眠ったか』はイギリスとアメリカで8万部が売れ、ケネディはイギリスでの利益をドイツ空軍により爆撃され被害を受けたばかりだったプリマス市に寄付した。そしてケネディは優等の成績で1940年6月にハーバード大学を卒業した。

## 海軍へ

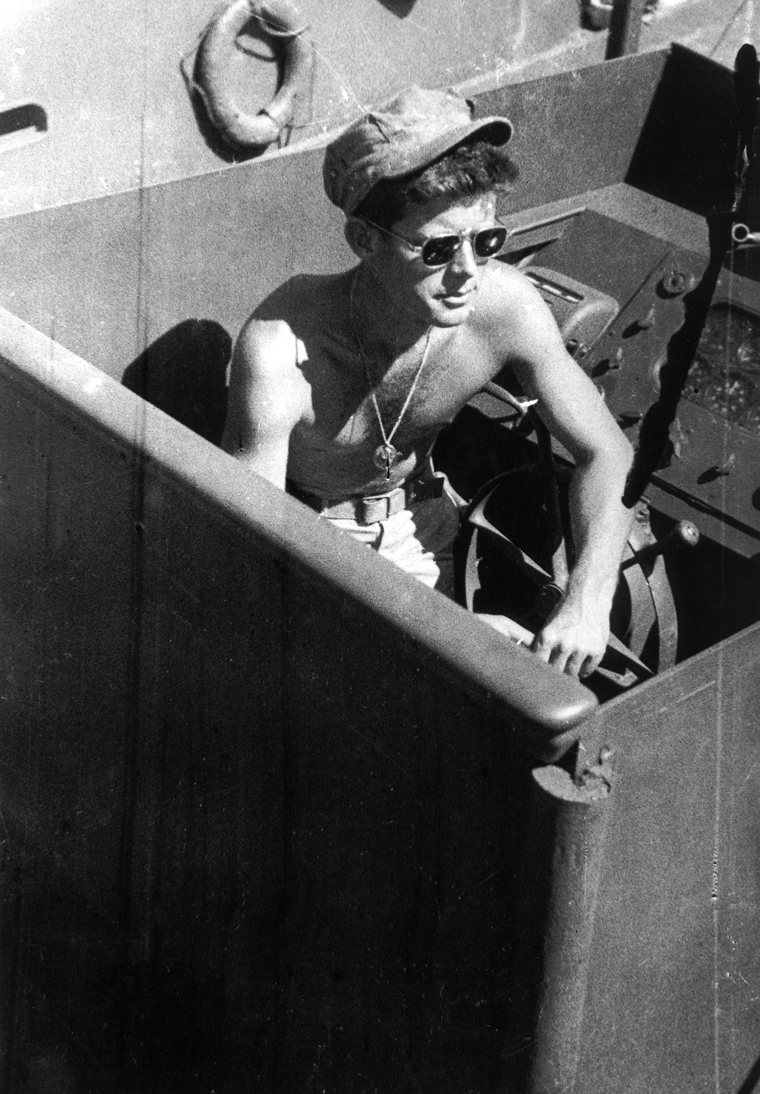
PT109に乗船中のケネディ

1940年の春にケネディは陸軍士官候補学校と海軍を受験したが、健康状態を理由に合格できなかった。そこで父・ジョセフは大使館付き武官だったアラン・グッドリッチ・カーク海軍大佐に頼み、海軍士官養成コースに入れるよう手配してもらった。
ケネディは1941年9月25日に海軍士官に任官されたが、父の配慮で戦場に赴くことがないワシントンD.C.の海軍情報局に配属された。このころに妹キャサリンがたまたまワシントン・タイムズ＝ヘラルド紙に勤めており、その妹がケネディに同僚記者として紹介したのがインガ・アバドであった。彼女はデンマーク人女性で、2人はすぐに深い関係となった。
インガが1936年に開催されたベルリンオリンピックの取材でアドルフ・ヒトラーと会ったことがあったために、FBIは彼女がナチ党支持者であるだけでなくドイツのスパイではないかと疑い捜査対象となったために、周囲の勧めもあって2人は別れた。そしてまもなくサウスカロライナ州チャールストンに再配属となったが、FBIはケネディとインガとの密会を盗聴していた。インガとの関係はチャールストンでも続き、ケネディは結婚を真剣に考えた時期もあった。しかし、やがてインガが別の男性との結婚を選び、この恋は終わりを迎えた。
その後アメリカが第二次世界大戦に参戦したうえに、ドイツからの宣戦布告を受けて交戦状態に入ったことから、父・ジョセフはこの後2人が会うことのないように1942年7月に海軍長官ジェームズ・フォレスタルに頼み、息子を海上勤務に転勤させた。そして、ケネディは、1943年4月25日に大日本帝国海軍と対峙していたソロモン諸島のツラギ島に配属され、パトロール魚雷艇の艦長となった。

## PT109

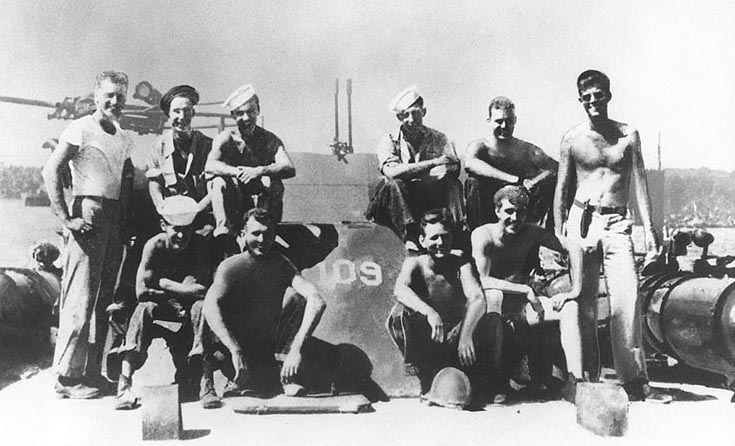
PT109の乗組員ら

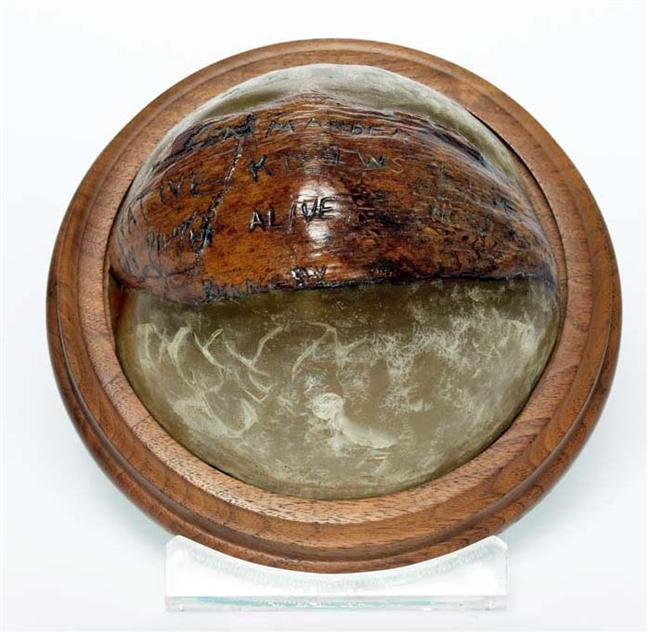
ガサとクマナにケネディが託したココナッツ

魚雷艇PT109は1943年8月1日にソロモン諸島のニュージョージア島の西で日本海軍艦隊の輸送業務を妨害すべくほかの13艘と出撃し、その帰路で、8月2日午前2時半、PT109は日本海軍の駆逐艦「天霧」に不意に遭遇し衝突された。
小さな魚雷艇の船体は引き裂かれて乗組員は海に投げ出され、2名が死亡、数名が重傷を負った。事故直後は生存していた10名の乗組員は海に飛び込み、日本軍が去るまでじっとしていた。その後、大破した船体の木にしがみついて夕刻になって近くの小島まで泳ぐこととした。ケネディは負傷した仲間を命綱で結びつけて6キロ泳ぎ、なんとか小さな島（プラム・プディング島。地元ではカソロ島とも呼ばれていた）にたどり着いた。そこはサッカー場程の大きさの小さな島で、ヤシの実が数本あったものの、ヤシの実は到底届かない場所にあったため水が得られなかった。そこでケネディは、1人でそこからさらに4キロ南にあるオラサナ島とナル島を泳ぎながら往復して救難方法を探り、食糧が確保できるところを探した。そしてオラサナ島に生存していた乗組員全員を導いた。この島にはヤシの実があり、水が確保できた。そこで島民に出会い、ビウク・ガサとエロニ・クマナが操るカヌーと接触した。
ケネディはココナッツにメッセージを刻んでガサとクマナに託し、2人はオーストラリア軍兵士にこれを届けた。司令官は痕跡を残さずに沈んだと判断して、捜索を開始せず、海軍省は乗組員全員が戦死したとみなしていた。しかしコースト・ウォッチャーズのオーストラリア軍監視員アーサー・レジナルド・エヴァンズ中尉はPT109の爆発を確認し、捜索のために原住民のカヌー2艘を派遣していた。救助隊が到着したときには遭難から6日がたっていた。
海軍内では、駆逐艦と魚雷艇の衝突時にケネディがとった行動および彼の魚雷艇指揮に疑問を呈する意見もあった。しかし、父・ジョセフはこのチャンスを見逃さずケネディが海軍・海兵隊勲章を受け取れるよう手を回した。1944年6月17日付の『ニューヨーカー』誌で記者ジョン・ハーシー にケネディの英雄譚を掲載させ、さらに『リーダーズ・ダイジェスト』1944年8月号がその要約を掲載したことでケネディの名前は全米に知られるようになった。のちにケネディが下院に立候補した際、父・ジョセフは『リーダーズ・ダイジェスト』のコピーを大量に配布した。
ただし、ケネディは自分が英雄視されることを好んでいなかったようで、なぜ英雄になることができたのかを問われた際には「簡単なことだ。日本軍が私のPTボートを真っ二つにしたせいだ」「本当の英雄は戦場で戦っている者だ」と語ったという。戦後1951年にケネディがアメリカ下院議員としてアジアを巡り来日も予定した際、交流があった細野軍治に自分の魚雷艇を撃沈させた駆逐艦の艦長を探すことを依頼し、それが「天霧」艦長の花見弘平と判る。花見弘平とは文通による友誼を結び、1952年の上院選と1960年の大統領選の際には天霧の元乗員一同から激励の色紙を贈られている。またメッセージを書いたココナッツはその後にケネディが大統領に就任してからホワイトハウスの執務室に置かれていた。
ケネディは救出後に部隊に復帰したが、健康不良を理由に1944年1月に本国に帰還した。1944年秋にケネディは海軍病院で背中の治療を受けたが、背中の痛みはとれずマラリア感染も判明したため、1945年3月1日に名誉除隊した。このときには、ヨーロッパ戦線も太平洋戦線もその帰趨が明らかで、第二次世界大戦の終わりが見えていた。父・ジョセフはもうすでに戦後の青写真を描いていた。
マイケル・ドブスは、ケネディが富と特権を持つ名家に生まれながら御曹司タイプにならなかった理由として、2つの要素が彼の人格形成に影響を与えたからであるとしている。1つは後述の健康問題で戦後に彼を苦しめることになるが、もう1つの理由として太平洋戦争で魚雷艇PT109での最前線の経験であった。大義のために死んでいくことへの疑問であり、全面戦争や総力戦といった言葉を軽蔑し、政治家は我が子を戦場に送り出すことに留意し、そこには目的が明確なものがなければならないとしている。そして大統領に就任したあとは、大国同士の誤算を懸念し、意図せずして戦争に巻き込まれていく危険を常に意識していた。

## 政界入り

### 連邦下院議員
ケネディは父・ジョセフの世話でハースト系のインターナショナル・ニュース・サービス社 の特派員となり、ポツダム会談やサンフランシスコでの国連創立総会、イギリスでのチャーチル首相の総選挙敗北を取材した。この通信社の各新聞への配信記事の末尾にジョン・F・ケネディの署名とあわせてその経歴を入れ、「魚雷艇PT109での活躍」「『英国は何故眠ったか』の著者」と書き入れていた。このころには父・ジョセフの政界への野心がはっきりとしており、長男ジョセフ・ジュニアが大戦中の1944年8月12日に海軍パイロットとして任務中事故死したため、彼の死去とともに、次男ジョンにかける期待は大きいものがあった。そして1945年11月に、当時マサチューセッツ州で合衆国下院議員であったジェームズ・M・カーレイが民主党下院議員を辞職し、ボストン市長に就任した。1946年6月、ケネディはまず民主党の予備選挙に立候補し、その後に共和党候補との本選の中間選挙に立候補した。
父・ジョセフは長男ジョセフ・ジュニアに期待した政界入りの野望を次男ジョンに担わせた。ジョンは父の支援により政治資金に困ることはなく、公約として戦地から戻ってくる兵士のための住居の保障、老齢年金を強化して老後の生活保障、最低賃金の値上げなどを掲げ、《新しい世代から指導者を》をスローガンにして選挙戦に入った。
選挙戦では母・ローズの陣頭指揮でユーニス、パトリシア、ジーンの妹たちとロバート、エドワードの弟たちの支援に支えられながら、長く精力的な選挙活動と母方の祖父で前ボストン市長でもあったジョン・F・フィッツジェラルドと父・ジョセフの多大な協力もあり、本選では69,000票を超える記録的な得票を獲得した。得票数26,000票あまりであった共和党候補レスター・ボウエンを破り、29歳の若さで下院議員となった。母方の祖父ジョン・F・フィッツジェラルドと、立候補のときには亡くなっていた父方の祖父パトリック・J・ケネディは、ともにボストン政界での民主党の有力者であった。特にフィッツジェラルドはボストン市長を退任してまだまもなく、その支持基盤がそっくりケネディに引き継がれている。
下院議員に選ばれてからの5年間は、当時の議会が共和党が多数を占めており、これという実権はなかった。新人議員としては教育労働委員会と退役軍人問題委員会に所属することとなったが、それは父・ジョセフと親交のあった民主党のジョン・マコーマック下院院内総務の特別な配慮があったとされている。
この間に多くの外国を訪問して見聞を広めた。1951年9月、7週間の視察旅行でインドを訪問した際にネルー首相と会見した。ネルーから、東西対立で共産主義国が多くなったのは西側諸国がこれらの国に対して何もしないことが原因であり、武力だけでは貧しい発展途上国の共産主義化は防げない、彼らが本当に必要としている問題に取り組むべきだと指摘を受けた。
下院議員のときにまだ独身であったケネディは、さまざまな女性とのロマンスが噂された。映画女優ジーン・ティアニー、モデルのフロレンス・プリチェット、テニスプレーヤーのケイ・スタマーズなどと社交界で浮き名を流した。またジュリー・マルコムの名も上がっている。

### 連邦上院議員
連邦下院議員を3期務めた後の1952年、マサチューセッツ州から合衆国上院議員選挙に出馬し、父・ジョセフから潤沢な選挙資金を得て総投票数2,353,231の51.5パーセントを獲得し、70,737票差で辛うじて共和党候補の現職ヘンリー・カボット・ロッジ・ジュニアを破り、上院議員となった。
ケネディに敗れた対抗馬のヘンリー・カボット・ロッジ・ジュニアの祖父ヘンリー・カボット・ロッジは、祖父のジョン・フィッツジェラルドの長年の宿敵であった。1893年から亡くなる1924年までマサチューセッツ州から合衆国上院議員を務め、当時の大統領ウイルソンの国際連盟加入に反対した実力者であった。1916年の合衆国上院議員選挙でマサチューセッツ州で民主党から立候補したのが母方の祖父ジョン・フィッツジェラルドで、共和党からはヘンリー・カボット・ロッジが立候補しており、ジョン・フィッツジェラルドはこのジュニアの祖父に敗れている。父ジョン・カボット・ロッジは若くして死去したため、孫のヘンリー・カボット・ロッジ・ジュニアが1936年の上院議員選挙でマサチューセッツ州から当選して合衆国上院議員となった。そして6年後の1942年にロッジが再選を目指したとき、当時マサチューセッツ州の民主党内が割れて、ジョセフが党内で対抗馬として立てたのがジョン・フィッツジェラルドだった。民主党が分裂したため、ロッジが漁夫の利で勝利した。その後、戦争に参加して上院議員を辞職し、戦後1946年に3度上院議員選挙に立候補して3回目の当選を果たしている。その6年後の1952年にジョン・フィッツジェラルドの孫がロッジを初めて破り、この後ジョン・F・ケネディが大統領となったあとに空席となったマサチューセッツ州の合衆国上院議員に、1962年に選挙で立候補して当選したのが弟エドワード・ケネディである。そのときの共和党からの対抗馬がジョージ・カボット・ロッジ・ジュニアで、ヘンリー・カボット・ロッジ・ジュニアの息子であった。19世紀末からマサチューセッツ州の合衆国上院議員を輩出しており1932年以降は無敗を誇ったロッジ家であったが、これ以後2009年にエドワード・ケネディが死去するまでケネディ家がマサチューセッツ州の合衆国上院議員を勝ち続けていく。
またヘンリー・カボット・ロッジ・ジュニア自身は、この上院議員選挙の落選直後に1953年に共和党のアイゼンハワー政権の国際連合大使となり、以降8年間務め、1960年にはニクソンと組んで共和党副大統領候補となり、民主党ケネディ・ジョンソン組と争った。その後、ケネディ政権で南ベトナム大使を務め、ケネディ暗殺の直前に起こった南ベトナムのクーデターで大きな役割を果たすことになる。その後もベトナム和平交渉のアメリカ代表を務め、アメリカ外交の分野で功績を残した。

### 結婚

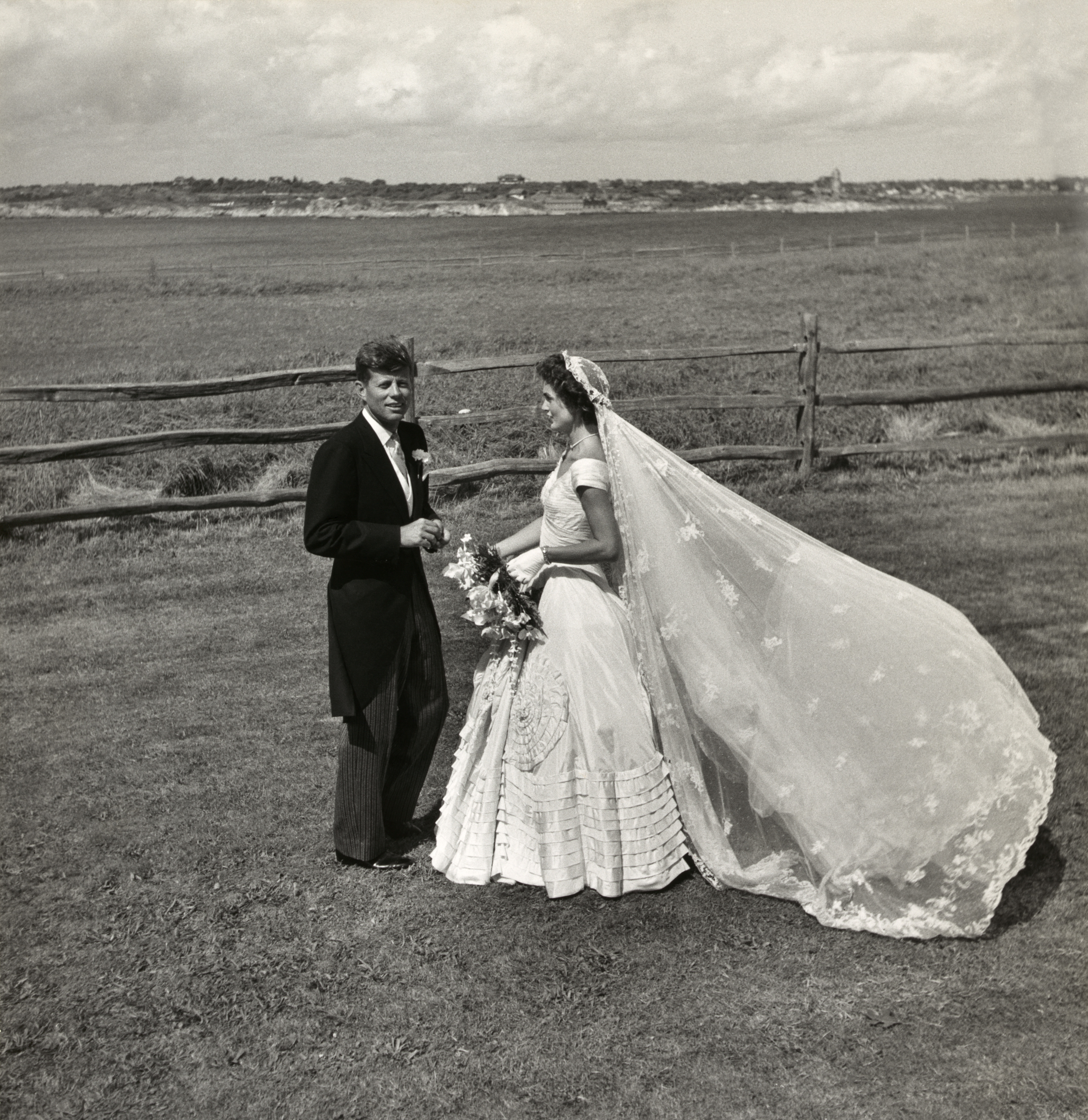
ジョン・F・ケネディとジャクリーン・ブービエの結婚式。(1953年9月12日・ニューポートにて)

ケネディは36歳になった1953年の9月12日にフランス系アメリカ人の名門の娘である当時24歳のジャクリーン・リー・ブーヴィエと結婚した。
ジャクリーンの父はフランス系のジョン・ブービエ、母はアイルランド系のジャネット・リーで、父のジョン・ブービエは株取引で財産を築いたが大恐慌で財産を失い、アルコール依存症となって妻のジャネット・リーとはジャクリーンが子供の頃に離婚した。ジャネットはその後裕福な株式仲買人でスタンダード・オイルの相続人の一人であったヒュー・D・オーチンクロスと再婚した。名門ヴァッサー女子大に進学し、フランスのソルボンヌ大学に留学し、アメリカに戻るとジョージ・ワシントン大学に編入してフランス文学を専攻した。
二人が知り合ったのは、ジャクリーンが1951年にジョージ・ワシントン大学を卒業後、継父オーチンクロスの紹介でワシントン・タイムズ・ヘラルド紙の記者となったときに、ケネディ兄弟と親しいチャールズ・バーレットの自宅で開かれたパーティーに招かれたときだった。1951年6月からデートを重ねていたが、1953年に入ってドワイト・アイゼンハワーの大統領就任祝賀舞踏会に同伴で出席してから真剣な交際に発展した。
父・ジョセフは早くからジャクリーンを気に入った様子だった。二人の仲は深まり、「オムニ・パーカー・ハウス・ホテル」 でプロポーズした。
ジャクリーンがケネディのプロポーズを受け入れると、ケネディ家は豪華な挙式を執り行った。ただし、場所はジャクリーンの継父ヒュー・D・オーチンクロスが持つ97エーカーの広大な土地と豪邸のある、ロードアイランド州ニューポートのハマースミス・ファームであった。まず6月25日にヒュー・D・オーチンクロスとジャネット夫妻の主催で正式な婚約披露パーティーが開かれ、9月12日に結婚式がニューポートのセント・メアリー教会で行われ、クッシング大司教のもとで二人は愛を誓い合った。このとき、ローマ教皇ピウス12世からの祝辞が読み上げられ、また式後の結婚披露宴はハマースミス・ファームで1,300人が出席する豪華なものであったが、この日に参加したジャクリーンの実父ジョン・ブービエは前日に酔い潰れて式に出席できなかった。

### 病との闘い

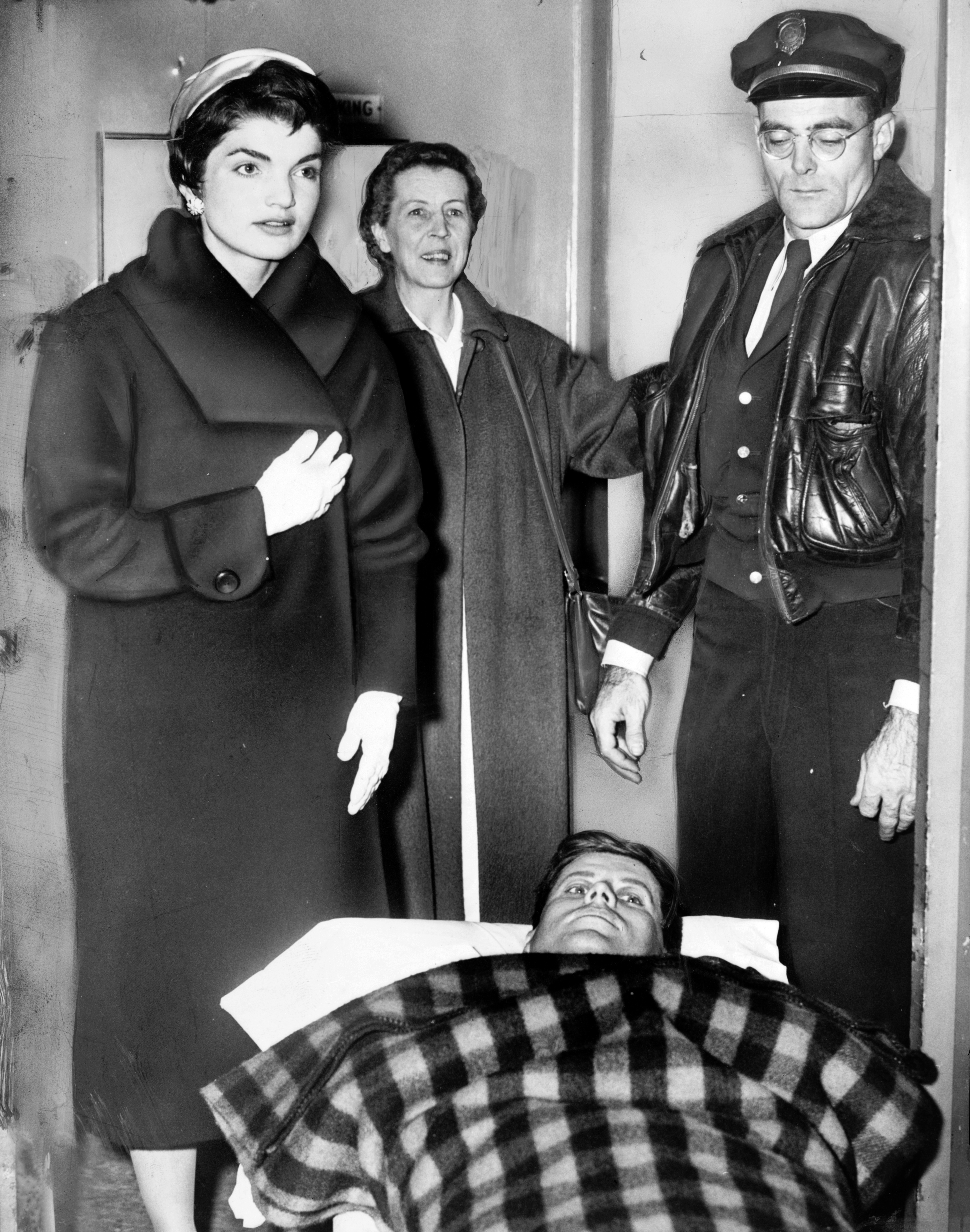
病院を退院するため担架で運ばれるケネディ。立っているのはジャクリーン。1954年12月

ケネディは結婚直後からその後2年間にわたり多くの脊椎の手術を受け、上院本会議を長期にわたって欠席せざるをえなくなった。
下院議員時代の1947年9月、アイルランド訪問中に体調を悪くし、ロンドンで診察の結果アジソン病と診断されていた。副腎の機能不全により虚弱体質で食欲不振・体重の減少、そして循環器系が衰弱する病気であり、病原菌に対する抵抗力がなくなるため不治の病と考えられた。その後コーチゾン剤（ハイドロコーチゾン、今日のコルチゾール）の開発で病死を免れて議員活動を続けられるようになったが、そのコーチゾンの副作用は「著しく気分が昂揚し陶酔状態に似て、また精力・集中力・筋力および筋持久力の増進をともなう」とされ、歳を取ってもふさふさの髪、日焼けしたような肌の色、過剰なまでの自信、さらに際限のない性的衝動が現れるともされていた。ケネディの身体はこのときに進行性副腎機能障害で寿命はあと10年か15年と告げられ、今日の医学的見地から見るとすでに彼の脊椎の組織はステロイド治療の影響で壊死しかけていたと考えられている。
ケネディ家はジョンのアジソン病もハイドロコーチゾンによる徹底した治療も一切秘密としていた。
結婚して翌年の1954年の春から夏にかけて、幼少時から悪かった背中の具合が悪化し、松葉杖をつかないと歩けない状態になった。ケネディはアジソン病にかかってからコーチゾン療法を続けており、3か月ごとにホルモン注射を打ち、毎日錠剤を服用していたため、手術は複雑で非常に危険性が高いとされた。1954年10月21日に背骨をいったん取り除き接合しなおす手術を受けた。その間は「ケネディ上院議員は戦争中に受けたケガを完治させるために脊椎の手術を受ける」と公式発表した。しかし術後に昏睡状態に陥り、病室に司祭が呼ばれて終油の秘蹟が施されるほどになったが、ようやく回復して12月下旬にはいったん退院した。しかし翌1955年2月には再び容態が悪化して2回目の手術を受け、その後はパームビーチに戻ってじっくりと回復を待ち、ワシントンに戻ってきたのは1955年5月であった。手術後に退院して回復したあとも、1955年から1957年の間に実に9回も入院し、背中の腫瘍や大腸炎、性感染症にかかり、自分では靴ひもが結べない状態であった。ホルモン剤のテストステロンや鎮静剤のネンブタールを含む何種類もの薬を摂取して身体を維持していた。
これより7年後の1961年6月、米国大統領としてフルシチョフ首相とのウィーン会談に臨んだときに随行した侍医のジャネット・トラヴェルは、腰痛 を和らげるためにノボカインの一種である強力なプロカインを注射していた。ホワイトハウス医務官のバークリー提督はこのプロカインについて懸念していた。
またトラヴェルは大統領となった彼に慢性腎炎、高熱、高コレストロール血症、不眠、そして胃・結腸・前立腺の異常で治療して、この時期に大統領に与えた錠剤や注射について「薬剤投与記録」をつけていた。尿路感染症と膿瘍のためのペニシリン、睡眠用としてツイナール、下痢と体重減少を防ぐためのトラセンチン、テストステロン（男性ホルモン）やフェノバルビタール（睡眠・鎮静剤）などで、このほかに特異な医師による特異な治療が行われていた。

### 「勇気ある人々」のピューリツァー賞受賞
手術から回復するまでの間に、ケネディはこれまでの歴史で勇気ある行動をとった上院議員たちについて本を書くことを思い立った。病室でハーバード・エイガーの『統合の代償』を読み、第6代大統領ジョン・クインシー・アダムスの何ものにも動じない信念に大きな刺激を受けていた。このジョン・クインシー・アダムスとダニエル・ウェブスター、トーマス・ハントン・ベントン、サム・ヒューストン、エドモンド・ロス、ルキアス・レイマー、ジョージ・ノリス、ロバート・タフトの7名の上院議員の計8名を選び、多勢に媚びず自己の信念に従って行動（この中には1860年代のリンカーン暗殺後に昇格した大統領アンドリュー・ジョンソンの弾劾裁判で反対に回り、その1票差で大統領弾劾が否決されたケースも描いている）した者たちの伝記と、ケネディの政治家としての信念を綴った『勇気ある人々』 （Profiles in Courage）を執筆した。
この本は1956年1月2日にハーパー＆ロー社から出版されるとベストセラーとなり、ピューリツァー賞を受賞した。しかし出版当時から、スピーチライターのセオドア・C・ソレンセン（のちの大統領顧問）が執筆したものだとの噂が囁かれ、コラムニストのドリュー・ピアソンは1957年のABCのテレビ番組で「ケネディはゴーストライターの本で賞をとった」と発言し、セオドア・C・ソレンセンは2008年に出版した自伝の中で、自身が『勇気ある人々』の調査、執筆に関わっていたことを認めている。そしてピューリツァー賞の審査では最終選考になって突然現れたことに対しても不正が疑われている。

### 赤狩りへの協力

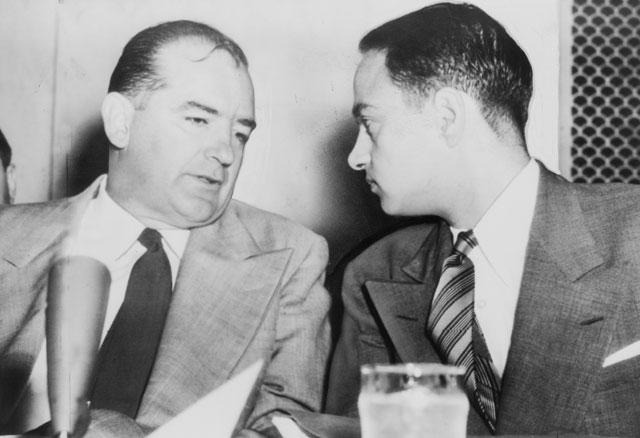
ジョセフ・マッカーシーとロイ・コーン

ケネディはのちにリベラル派とみなされるようになったが、1950年代初めには父・ジョセフの友人であるアイルランド系カトリックの共和党上院議員ジョセフ・マッカーシーによる赤狩り（マッカーシズム）に協力的であった。民主党リベラル派のエレノア・ルーズヴェルトはそのことを忘れず、のちの大統領選でもケネディを信用しなかった。マッカーシーの行きすぎた言動は批判を呼ぶようになり、1952年にハーバード大学である演説者が、ハーバードからはアルジャー・ヒス（国務省職員でソ連のスパイ）やジョー・マッカーシーのような人物を出していないのが自慢であるという発言をしたのに対し、ケネディは、有罪判決が下されたヒスだけが、そのような蔑みに値すると反論した。
上院では1954年6月にマッカッシーの譴責決議案が上程され、12月2日に65対22でマッカーシーを「上院に不名誉と不評判をもたらすよう行動した」として決議案は可決された。民主党の方針でマッカッシーの譴責決議案に賛成票を投じざるを得なくなったケネディだったが、「かねてから必要とされていた手術を受ける」ことを口実に投票を棄権している。脊椎の手術後で生死の境をさまよった時期であるが、誰も知る由もなく、このことでエレノア・ルーズヴェルトから「世間の目ばかりを気にせず、勇気を示すことはできたはず」と非難されてしまった。
1950年のカリフォルニア州選出上院議員選挙で共和党候補リチャード・ニクソンがリベラル派の民主党候補ヘレン・ガーガン・ダグラスを「共産主義者」「アカの信奉者」と批判するなど激しい組織的中傷により勝利した際には、秘密裏にニクソン陣営に献金していたとされる。

### マクレラン委員会
ケネディは組織犯罪と労働組合の腐敗を追及する「上院マクレラン委員会」（ジョン・マクレランが委員長を務めた。旧称「バラキ公聴会」）の委員として名を連ねていた。実弟でロバート・ケネディはこの委員会の首席顧問として司法省から派遣され検事役を務めた。この委員会の最大の功績は、アメリカ一の組合員数を誇ったトラック運転手組合の「チームスター組合」とマフィアとのつながりを明らかにしたことであり、また「マクレラン委員会」はバティスタ政権下のキューバからアメリカに密輸されるヘロインの中継基地が、南部の港湾都市で港湾労働者組合をマフィアが掌握していたニューオリンズであると特定した。
これにより、チームスター組合のジミー・ホッファとケネディとの対立が始まった。この委員会の活動によりケネディ兄弟は知名度を高めた。それと同時に、妹パトリシアの夫でハリウッド俳優のピーター・ローフォードとその親友のフランク・シナトラを通じて、サム・ジアンカーナやジョニー・ロセリなどのマフィアとの関係を構築していった。

### 1956年アメリカ合衆国大統領選挙

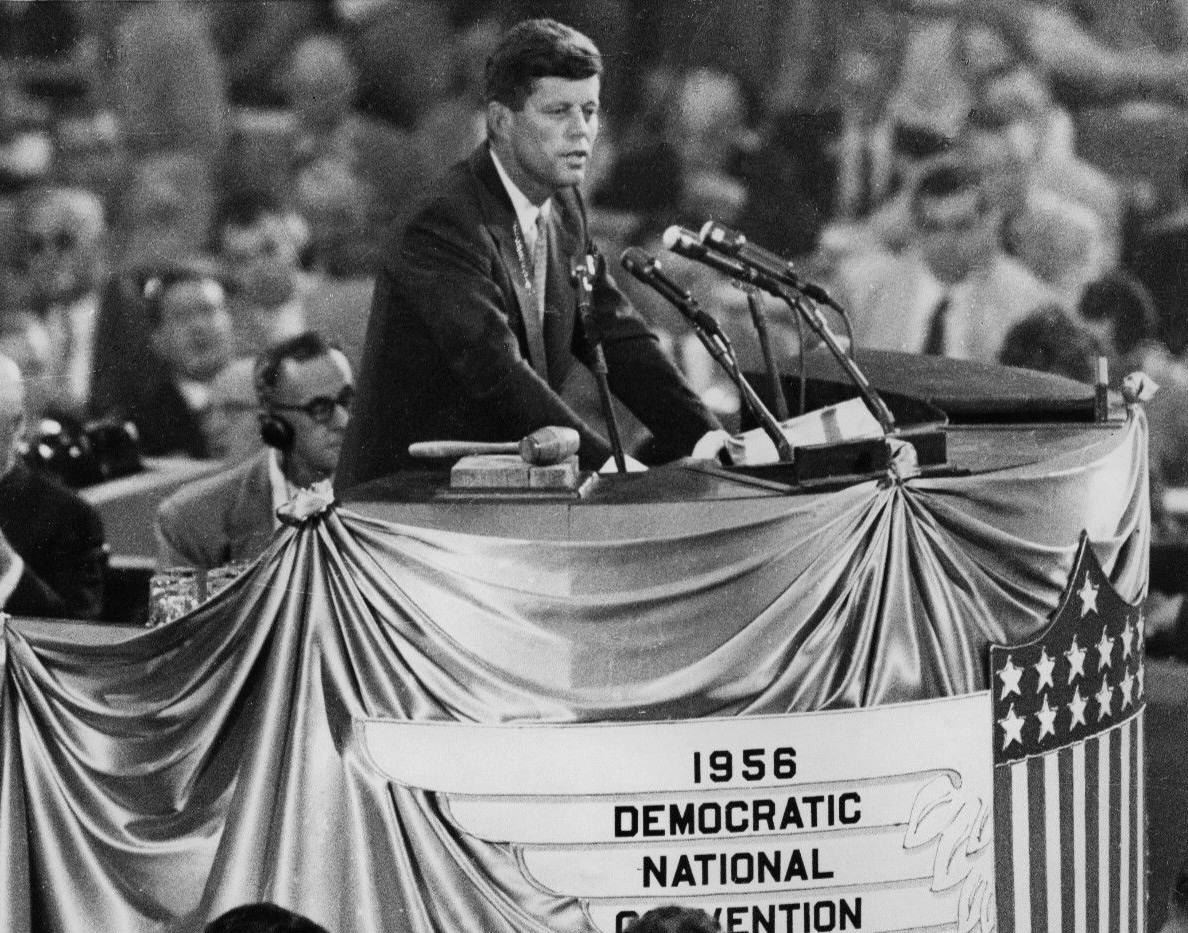
1956年民主党全国大会でアドレー・スティーブンソンの指名推薦演説をするケネディ。

ケネディの政治家としての最初の10年間は全米で知名度の高い政治家とは言えなかった。全国的な舞台に立つことも無く、議会でも重要な法案を任される事も無かった。そのケネディが一躍全米で知られるようになったのは1956年民主党全国大会においてであった。
現職の大統領アイゼンハワーと大統領選挙を争う民主党候補に指名されたアドレー・スティーブンソンと組む副大統領候補の1人となり、エステス・キーフォーヴァーと民主党副大統領候補を争い敗れたが、このときの風格ある敗北宣言が党内で称賛された。また民主党大統領候補となったアドレー・スティーブンソンの指名推薦演説を任され、演説は見事な出来であり、有力候補でなかったケネディの善戦が民主党党員に強い印象を残し全国的にその名を知られるようになり、次の大統領選挙への足がかりを掴んだ。
やがて1958年の中間選挙では上院議員の再選を目指して、次の大統領の有力候補者として雑誌『LIFE』にもジャクリーンと二人での写真および生まれたばかりのキャロラインを抱いての家族写真が表紙に掲載されて、着々と大統領への道を切り開いていった。共和党の対抗馬がヴィンセント・セレストで知名度が無く、87万4,608票で73.6パーセントの得票率を獲得し、圧倒的な勝利を収めた。これはマサチューセッツ州で過去に例を見ないほどの圧勝であった。上院議員としても外交委員会のメンバーに入り、全国的な注目を集める政治家となった。1958年8月14日の上院本会議でケネディは演説し、米ソ間で大きな軍事力の差が存在しているとしてアイゼンハワー政権を批判した。このときにミサイル・ギャップという言葉を使い、アメリカの弾道ミサイルの開発、配備が遅れていると主張し、これはアイゼンハワー政権の共和党の責任であると批判した（ミサイル・ギャップ論争） 。このころのケネディは後年高い評価を受けた平和主義者ではなく、共産主義の拡大を阻止しなければならないという冷戦の闘士の一人であった。

## 1960年アメリカ合衆国大統領選挙

### 民主党予備選挙
1960年1月2日にケネディは上院幹部会議室において民主党予備選挙に立候補することを表明した。この予備選挙には、有力候補とみられた上院議員リンドン・B・ジョンソンや、前回の大統領候補アドレー・スティーブンソンは立候補しなかった。この時代はまだ予備選挙を実施する州が少なく（50州のうちの7州）、予備選に立候補しなくても党大会で大統領候補になれる時代で、予備選をせずに党員集会や州幹部会で代議員を決める州が多かった。したがって民主党の中には、元大統領ハリー・S・トルーマンが支持する上院議員ウイリアム・S・サイミントンが最終局面でダークホースとして浮かび上がってくることも予想された。
ケネディは民主党予備選挙が行われる7州で出馬し、その中で特にウィスコンシン州とウエストヴァージニア州が注目され、ヒューバート・H・ハンフリーやほかの候補者に対し勝利を収めた。ウィスコンシン州は上院議員であるハンフリーの地元ミネソタ州の隣に位置しており、ウエストヴァージニア州は圧倒的にプロテスタントが多い州であった。そこでケネディは56%（ウィスコンシン州）、61%（ウエストヴァージニア州）の得票率を得た。特にプロテスタントが95%のウエストヴァージニア州で圧勝したことは、一部の民主党幹部がカトリック教徒であることが不利になると考えていたことが、何ら問題になることではないことを示していた。むしろ、その若い年齢が不安視して経験不足を指摘する声が多く、その彼らの声を代表して元大統領のハリー・S・トルーマンは記者会見を行い、ケネディに出馬を思いとどまるよう訴えた。その若さが不利であるとのトルーマンの指摘に、ケネディはこれを逆手にとってニューヨークで記者会見を開き、すべての予備選に出馬したのは自分だけであること、14年間の自分の政治経歴が大統領職に十分でないのであれば、トルーマン自身を含めて歴代の大統領の大部分が経験不足ということになること、44歳以下の人間が国家に対して責任ある地位に就けないのであれば、建国の父たちは存在し得なかったことを挙げて反論した。

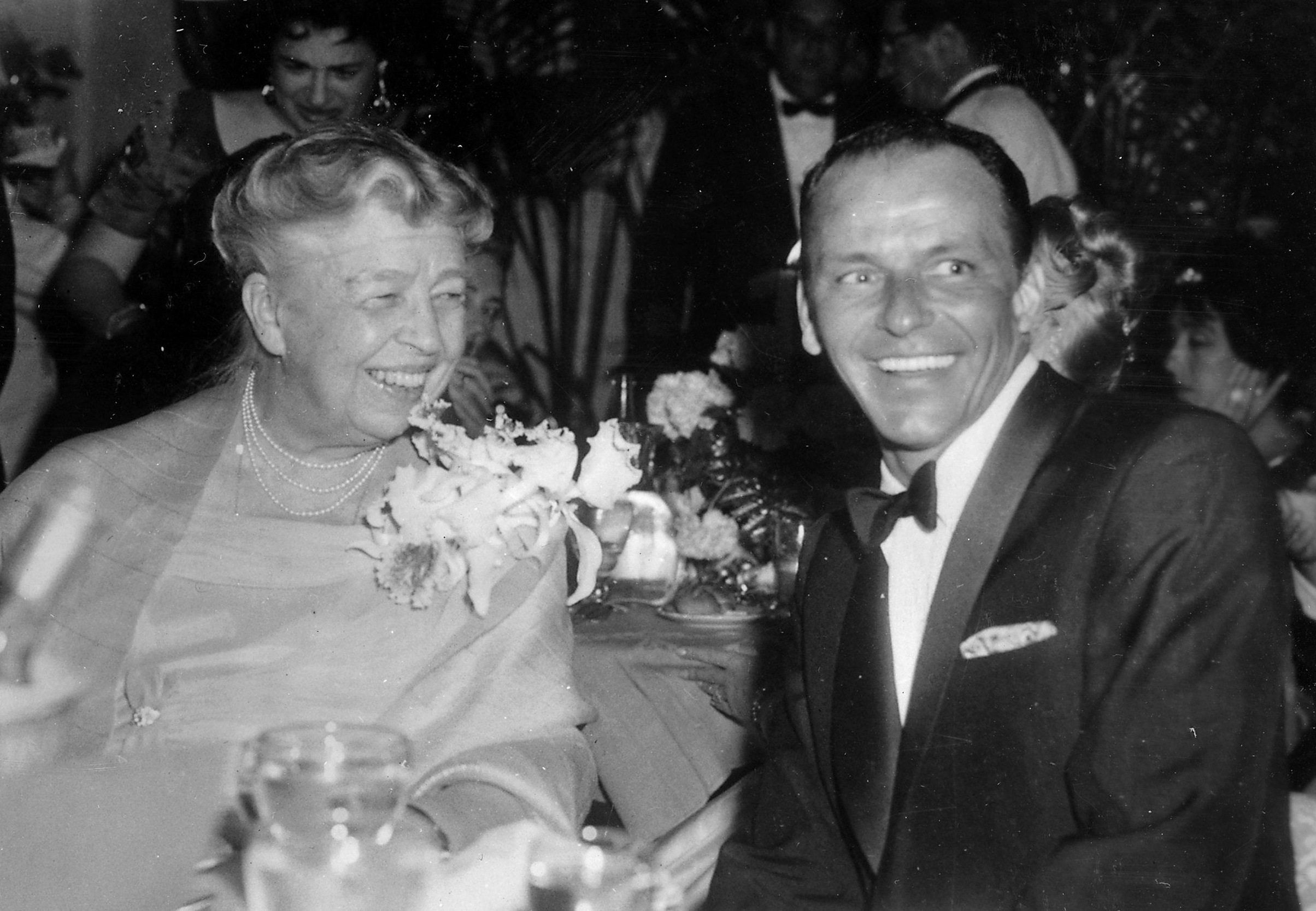
資金調達パーティーにおけるフランク・シナトラと元大統領夫人エレノア・ルーズベルト

また、妹パトリシアの夫で映画俳優のピーター・ローフォードの協力を受けて、ハリウッド俳優や歌手などの芸能人による選挙協力を受けた。ローフォードの友人でマフィアとの関係も深いフランク・シナトラやサミー・デイヴィスJr.などが、カリフォルニア州やネバダ州、ハワイ州で行われた選挙資金調達パーティーに出演するなど、ケネディの予備選勝利に向けて協力を行った。
さらに民主党全国大会直前の7月10日、ビバリーヒルズのビバリー・ヒルトン・ホテルで開かれた資金調達パーティーでは、シナトラやローフォード、デイヴィスのほか、ジュディ・ガーランドやトニー・カーティスが出席し、シナトラはアメリカ国歌を斉唱したばかりか、会場をまわり代議員へのケネディへの投票を呼びかけた。

### 民主党全国大会

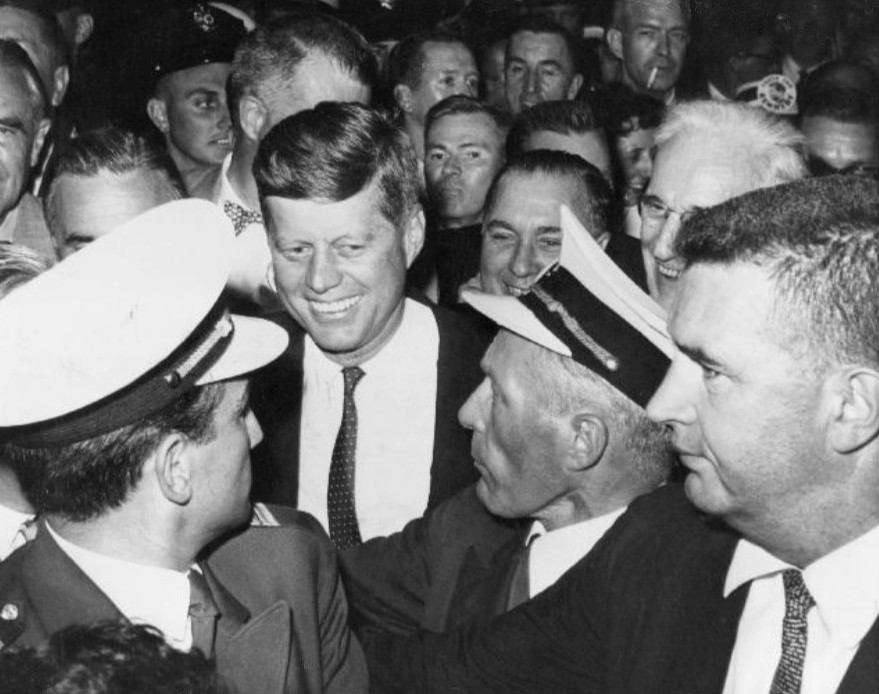
1960年民主党大会で大統領候補の指名を受けて、会場に到着したケネディ。(1960年7月13日)

こうした事前の派手な選挙活動の結果、カリフォルニア州ロサンゼルスのロサンゼルス・オーディトリアム で行われた1960年民主党全国大会3日目の7月13日の大統領候補指名投票において、ケネディは獲得代議員数806票で、ジョンソン409票・サイミントン86票・スティーブンソン80票を押さえ、1960年アメリカ合衆国大統領選挙の民主党の大統領候補に指名された。
そして翌日の民主党全国大会4日目にケネディは民主党副大統領候補にテキサスの上院議員リンドン・B・ジョンソンを指名して、7月15日の全国大会最終日には会場をロサンゼルス・メモリアル・コロシアム に移し、演壇に立って大統領候補指名受諾演説を行い、その演説でケネディは「ニューフロンティア精神」を高く掲げた。
- 「今日、我々はニュー・フロンティアに直面している。1960年代のフロンティア、いまだ知られぬ機会と道、いまだ満たされぬ希望と脅威を孕んだフロンティア、私はあなた方の一人ひとりにこの新しいフロンティアの新しい開拓者となるように求めたい。」[123]
- 「私は米国民に与えようとしているものでなく、求めているものである。プライドに訴えるものであり、財布に訴えるものではない。より大きな安全ではなく、より大きな犠牲の約束を差し出すものである。ニューフロンティアは、我々が求めようが求めまいが、ここにある。公共利益か私的利益か、国の発展か衰退か、新鮮な進歩の空気か凡庸な陳腐の空気かの選択を迫られているのである。」[122]
- 「ソ連が将来のために現在を犠牲にしているのに、我々は現在を犠牲にできるでしょうか。それができなければ現在を享受するために将来を犠牲にしなければならない。」[124]

当時日本では「ソ連は将来のために現在を犠牲にしている。我が国は現在のために将来を犠牲にしている」とも訳されたが、このときケネディは、戦後の東西対立の時期にあって、やや停滞気味であった1950年代のアメリカの現状を見て、国民に現状維持に固執するのではなく新しい未来への先駆者となるように呼びかけたのである。

### 宗教問題
ウエストヴァージニア州の予備選挙でケネディがカトリックであることが論点になったが、民主党大統領候補に指名されて大統領選挙の本選挙が始まる段階でもこの議論は蒸し返されてきた。そこで9月12日、ケネディはテキサス州ヒューストンに集まった300人のプロテスタントの牧師たちを前に演説を行った。宗教上の問題がまだすっきりしていないことで、改めて自身の見解を表明するためにあえて出席したものである。
ケネディは、自分はカトリックの大統領候補ではなく、民主党の大統領候補であり、カトリックの信条を代表するものではないと演説した。そして自身の帰依するカトリックへのプロテスタントらの偏見を宥め、「私は教会と政治の分離が絶対であるアメリカを信じる（I believe in an America where the separation of church and state is absolute.）」 と演説し、信仰と政治とは無関係であると訴えた。この演説は見事なもので、テレビで見ていたサム・レイバーン下院議長も絶賛した。

### テレビ討論会

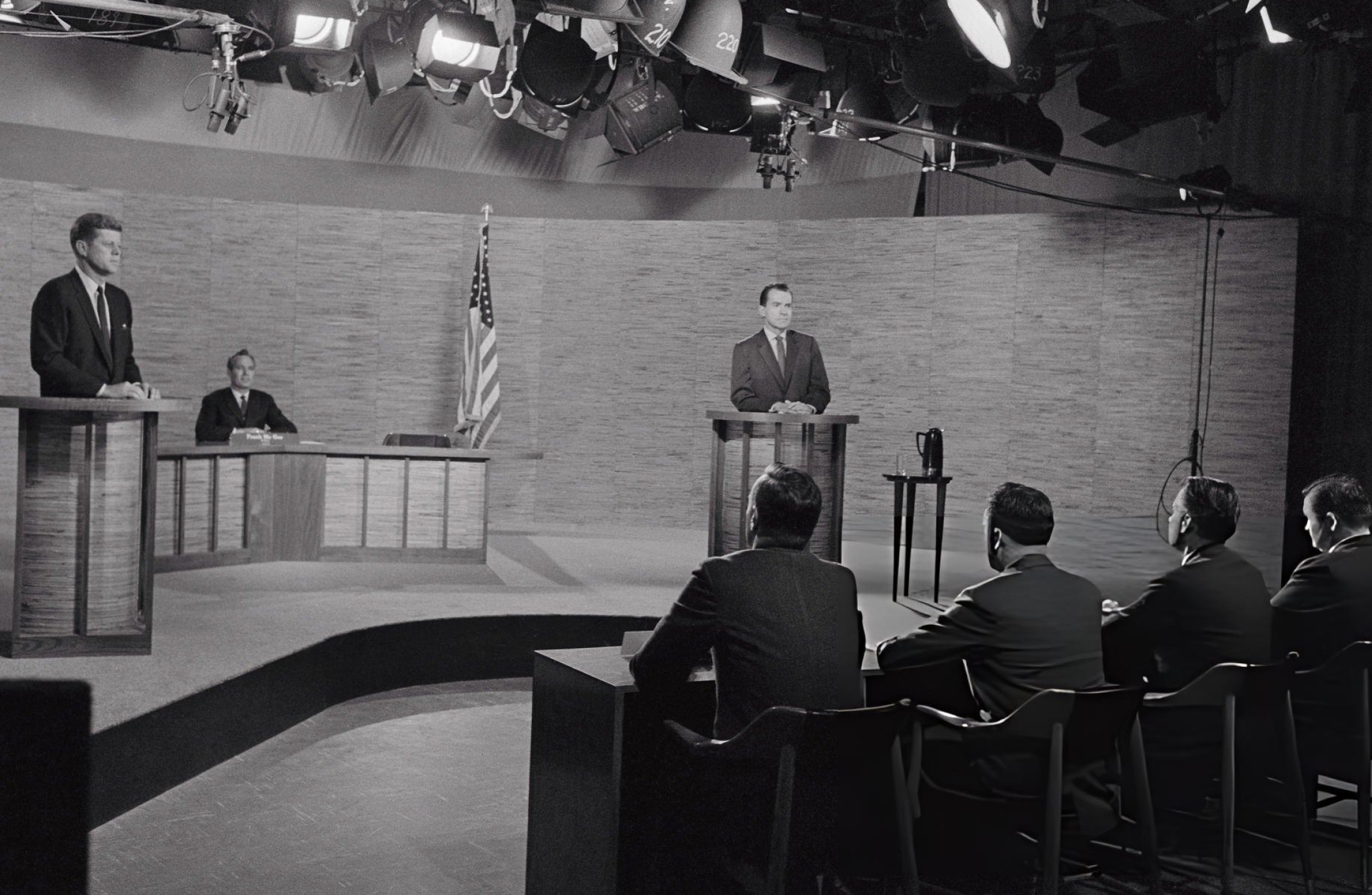
ニクソンとのテレビ討論

1960年9月26日に大統領選挙では初めて大統領候補者同士のテレビ討論が行われ、この日から合計4回実施された。その模様はテレビで全米に放送され、約7,000万人のアメリカ国民が見ることとなり大統領選挙に大きな影響を与えた。ケネディは知名度では現職の副大統領であるニクソンに劣っており、テレビ討論の直前に行われた支持率調査でもニクソンの支持率が優っていた。選挙後に出版された多くの書物内ではテレビ討論会がケネディがニクソンに勝利した原因であるとされている。
ケネディの好印象の理由の1つは彼が着ていたスーツの色と言われる。演説の時にケネディは濃い色のものを、それに対してニクソンは薄い色のものを着ていた。当時のモノクロテレビに映しだされた画面では、ケネディは濃い色で力強く見え、反対にニクソンは薄いグレーの色で、印象が弱く見えたとされている。後にラジオで討論を聞いていた人は「（討論内容だけ聞く限りでは）ニクソンが優勢」という意見が多く、テレビで討論を見た人は「ケネディが優勢」という意見が多かった。ケネディは俳優のピーター・ローフォードのアドバイスを受けて、綿密にテレビ用のメーキャップをしたうえに、持病の治療のために服用した薬の副作用で肌の色が浅黒くなったために「日焼けしたスポーツマン」に見えた。それに比べ、ニクソンは直前に病気をしたため、病み上がりで顔色が悪かったにもかかわらず、「議論の内容が重要である」と言ってメーキャップを断り、さらに選挙戦の疲れも相まってやつれて見えた。さらに、照明の暑さから何度も汗をぬぐう場面もあり、これが有権者からは焦っている仕草とみられてしまった。これ以降、大統領選では両党の候補者によるテレビ討論会を行うことと、さらにメーキャップを行うことが定着化している。
テレビ討論会が結果として選挙戦の大きな分水嶺になったことは、ケネディにとって2つの重要な意味があったとされている。第1はテレビを通じて生き生きとしたイメージを有権者に伝えたこと、第2は討論を通じて弁論の巧みさを示して有権者を魅了したことで、この討論会でケネディはニクソンをリードしたことになった。当選後の11月12日にケネディは「運命の分かれ目を決めたのは、何よりもテレビ討論会であった」と語っている。

### 人種問題
ニクソン陣営は、当時注目を受けつつあった人種問題には積極的な対応を見せ、副大統領候補のヘンリー・カボット・ロッジ・ジュニアが「我々は、閣僚に黒人を入れることを考えている」と明言した。これは当時としては画期的な出来事であった（なお、実際にケネディが政権を取ると、閣僚はおろか次官クラスにさえ有色人種を入れることはなかった）。また、大リーガーのジャッキー・ロビンソンが人種問題に冷たいケネディ陣営を嫌い、ニクソン陣営支持を明言するなど、人種問題に対し相変わらず中途半端な対応に終始していたケネディ陣営を大きく揺さぶった。
さらにジョンとロバートをはじめとするケネディ陣営が、南部の保守的な白人票欲しさに、公民権運動家のマーティン・ルーサー・キング・ジュニア牧師を「共産主義者」呼ばわりしたマッカーシーと未だに良好な関係を保っていたことも、黒人票をニクソンに向かわせた大きな理由となった。
さらに、大統領選キャンペーンが最後の追い込みに入った10月半ば、キング牧師が、座り込みデモのために南部のジョージア州アトランタで逮捕された。この事件に対しコメントを求められるとニクソンはこれにコメントせず、ケネディも何のコメントもしなかった。
しかし、ケネディ陣営のアドバイザーで急進的改革派のハリス・ウォルフォード（ノートルダム大学法学部教授でのちに上院議員）は、ケネディに対してキング夫人に電話をかけるようにすすめ、同時にケネディ陣営はこの電話のことをすぐにマスコミに公開し黒人を中心に好意的な反応を受けた。これを受けて、この件においてキング牧師側に立つことが有利になる（黒人票獲得に優位になる）と踏んだケネディ陣営は、翌日に弟のロバート・ケネディからジョージア州知事に連絡させ、キングに有罪判決を言い渡した判事に電話をかけて釈放を求め、この翌日キングは釈放された。
黒人の多くはプロテスタントの一派であるバプティスト派の信者であり、プロテスタントのクエーカー教徒であり、さらに人種問題に積極的なニクソン支持に回っていたが、この一件により黒人層のケネディ支持が拡大した。直後の世論調査で常にニクソン有利とされたデラウェア、イリノイ、ミシガン、ニュージャージー、サウス・カロライナの5州では、ケネディ有利という予測に変わった。
この詳細を知らないキングの父親は、ニクソン支持からケネディ支持に鞍替えした理由を尋ねられたとき、「私の妻が息子の逮捕に涙を流しているとき、彼（ケネディ）は、その涙を拭ってくれた。このようなときにこうした行動をとるのは勇気のいることだからだ」と答えた。前大統領のドワイト・D・アイゼンハワーは、「たった2回の電話（ジョン・ケネディからキング夫人への電話と、ロバート・ケネディから判事への電話）が民主党を勝たせる結果になってしまった」と語った。

### 大統領当選

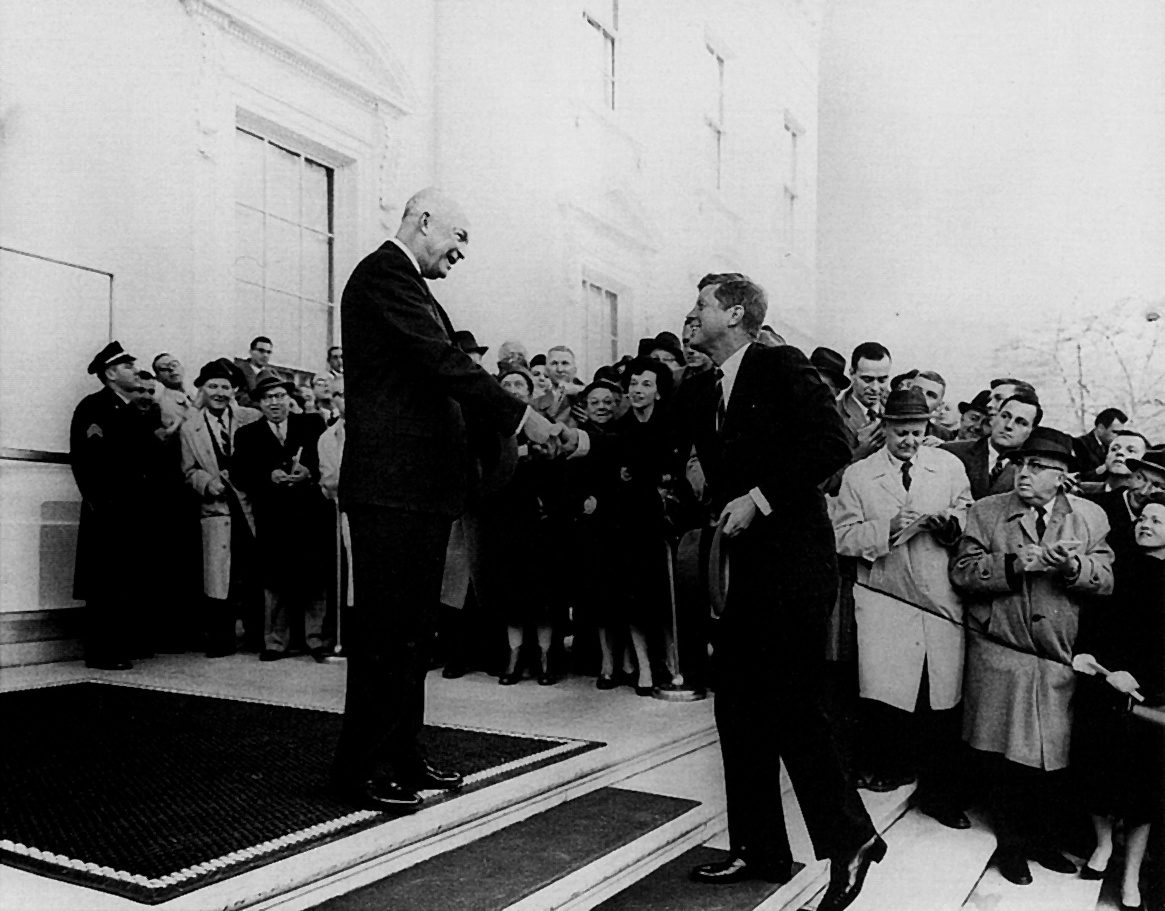
前大統領アイゼンハワーとケネディ（1960年）

1960年11月8日に行われた大統領選挙は史上例を見ない接戦であった。極めて伯仲した戦いとなり、ケネディは3,422万6,731票（49.7%）を獲得、ニクソンは3,410万8,157票（49.5%）と、その差はわずか11万8,574票（0.17%）であった。これは全米のすべての投票所の数が約12万に上るため、単純に1つの投票所でわずか1票の差でしかなかったことになる。
ただし、大統領選挙人の獲得数はケネディ303人、ニクソン219人だった。しかし勝った州はケネディが23州で、ニクソンは26州だった。アメリカにおいて選挙で選ばれた大統領としては史上もっとも若く、カトリック教徒が大統領になったのは初めてであった。

### 選挙不正とマフィアとの関係

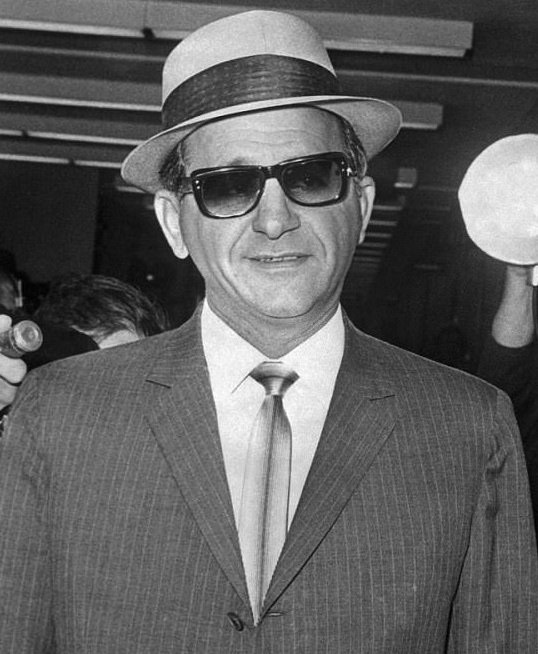
サム・ジアンカーナ

ケネディは選挙において大規模な選挙不正を行ったことが、選挙後に行われた様々な調査、報道で明らかになっている。
父・ジョセフは禁酒法時代に密造酒の生産・販売を行っており、マフィアと緊密な関係を持っていた。大統領選挙において父・ジョセフの依頼でマフィアやマフィアと関係の深い労働組合、非合法組織により、ケネディのために買収や不正な資金調達、複数の州における二重投票など、大規模な選挙不正が行われた。
さらにケネディは、予備選挙中にフランク・シナトラから紹介されたシナトラの元恋人で、その後愛人関係を持つことになったジュディス・キャンベルを経由して、マフィアの大ボスのサム・ジアンカーナを紹介してもらい（キャンベルはジアンカーナの元愛人でもあった）、ウェスト・ヴァージニア州における選挙への協力を直接要請した。さらにシナトラが同州のマフィアからケネディのために寄付金を募り、ケネディの選対関係者にばらまいたこともFBIの盗聴により明らかになっている。
なお、選挙終盤にケネディ陣営の大がかりな不正に気づいたニクソン陣営は正式に告発を行おうとしたが、アイゼンハワーから「告発を行い、泥仕合になると国家の名誉を汚すことになる」と説得されたうえに、ニクソンが過去に精神科のカウンセリングを受けた事 がある証拠をケネディ陣営がつかんでいたものの「切り札」として公開しなかったこともあり、やぶ蛇になることを恐れ、告発に踏み切れなかったため取りやめている。
このようなケネディ個人とケネディ家とマフィアとの深い関係は、大統領就任後もさまざまな形でついてまわっただけでなく、自らの暗殺の原因の1つとしてささやかれ続けることとなる。

### 政権の組閣

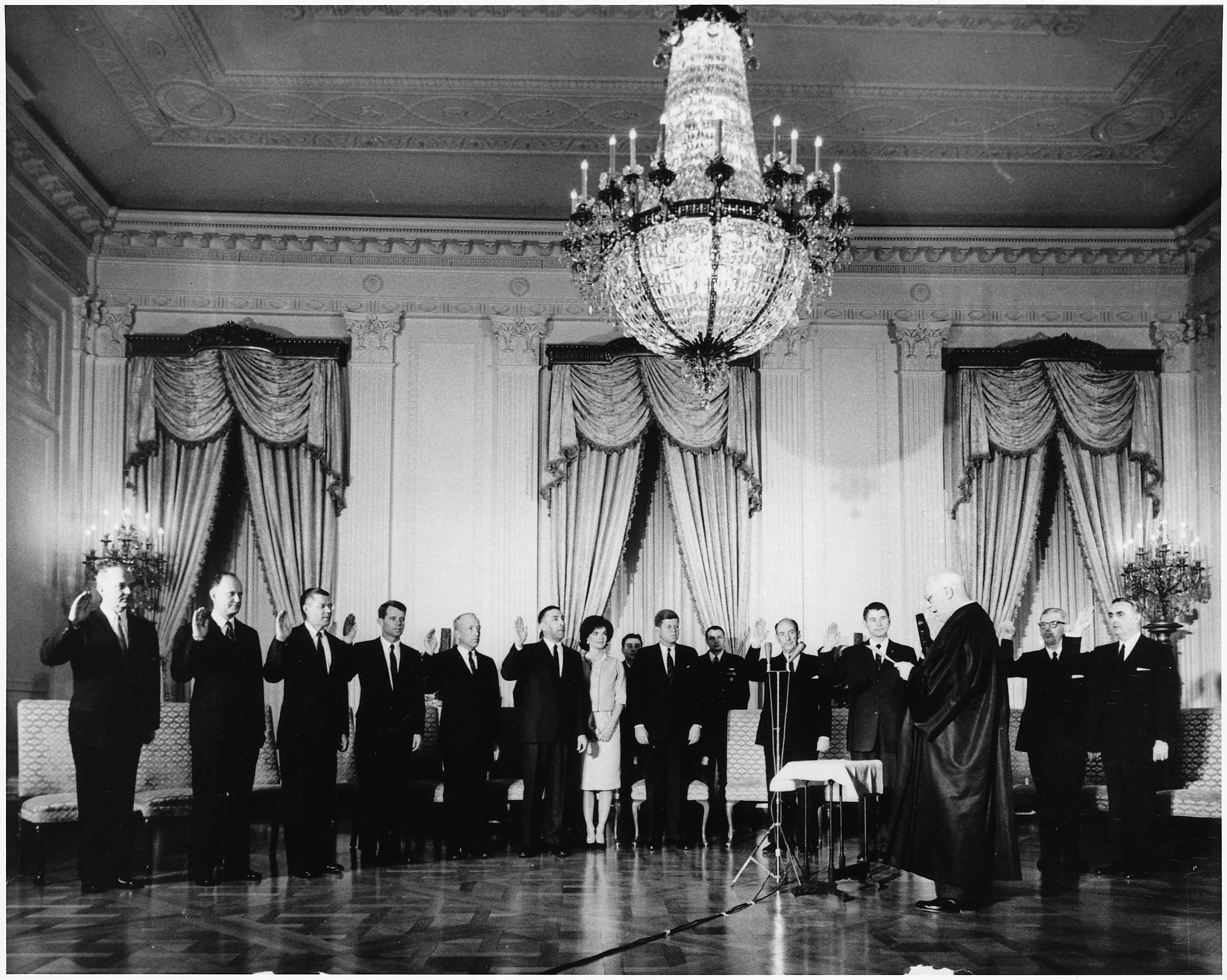
ウォーレン最高裁長官に宣誓するケネディ政権の各閣僚（1961年1月21日）

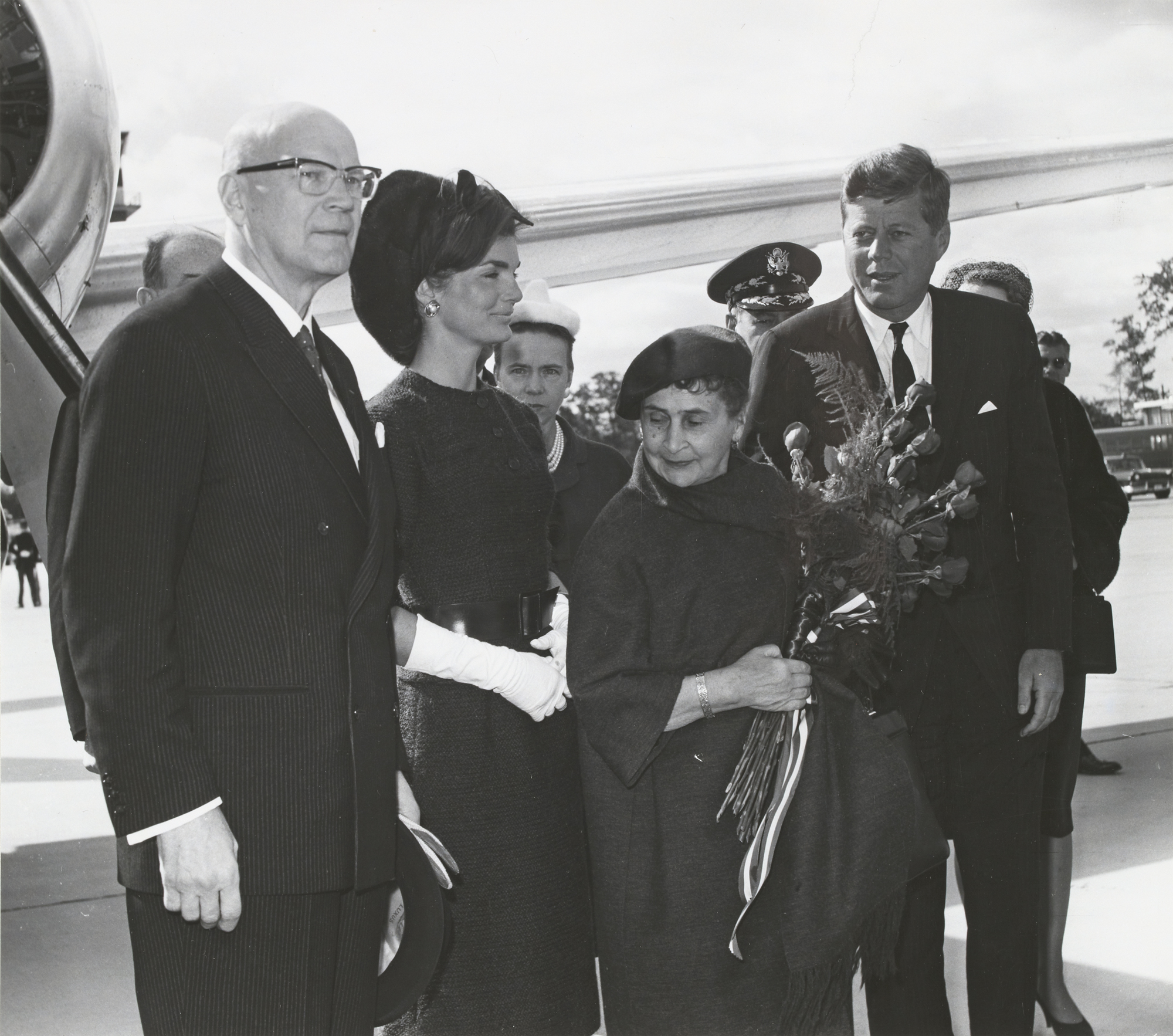
1961年のケネディ（右）、フィンランドの大統領ウルホ・ケッコネン（左）

1960年アメリカ合衆国大統領選挙で当選後にケネディはすぐに組閣にとりかかった。FBIとCIA長官については、エドガー・フーバーとアレン・ダレスを問題が多いもののそれぞれ留任させ、トルーマン政権末期の国務長官だったディーン・アチソンに国務長官の就任要請をしたが固辞され、一方父・ジョセフから、同じトルーマン政権末期に国防長官を務めたロバート・A・ラヴェットに長官のポストを与えるよう強く進言されて、財務長官への就任を要請した。ラヴェットは健康を理由として丁重に断ったが、非公式な顧問を引き受けることになった。
国務長官にはアチソンをとラヴェットも最初は考えたが、このときにケネディはスタッフのコロンビア大学教授リチャード・ニュースタットから「あなたがあなた自身の参謀長になるべき」との考えを聞いた。
国務長官について、前政権でのアイゼンハワーがダレス長官に外交を任せきりになったことの弊害を見て、自分が外交を直接行うので長官は次官級で結構との話をラヴェットにすると、ここで彼はディーン・ラスクを国務長官に、ロバート・マクナマラを国防長官に、そしてC・ダグラス・ディロンを財務長官に任命すべしとケネディに勧告した。
この3人の中で、C・ダグラス・ディロンはハーバード大学の同窓でアイゼンハワー政権の国務次官であったが、あとの2人をケネディは知らず、まったくラヴェットの人物眼だけを信用した人事であった。ディーン・ラスクはラヴェットの私淑したジョージ・マーシャル将軍のお気に入りであり、このときロックフェラー財団理事長であった。ロバート・マクナマラは、第二次世界大戦中にラヴェットが空軍次官補時代の部下で、国防総省であらゆる兵器の現状を把握するシステムを構築したマクナマラの卓抜さに強い印象を受けたとされ、終戦後の1946年にフォードモーターに彼を推薦したと言われている。マクナマラはこのときにフォードの社長に就任したばかりであった。早速マクナマラにケネディが就任要請をすると、マクナマラがすぐラヴェットに相談に行っている。この国務・国防・財務の三本柱に登用した3名については案外に保守派に好評であった。
そのほかではハーバード大学教授アーサー・シュレジンジャーを大統領顧問、同じハーバード大学行政学教授マクジョージ・バンディを国家安全保障担当補佐官、マサチューセッツ工科大学経済学教授ウオルト・ロストウを次席補佐官、シカゴ大学法学教授ニコラス・カッツェンバッグを司法次官、EEC法律顧問ジョージ・ボールを経済担当国務次官、CIA分析担当官ウイリアム・バンディを東アジア担当国務次官に任用した。彼らはのちにラスクとマクナマラとともに「ベトナム戦争を泥沼化させた顔ぶれ」とされ、デヴィッド・ハルバースタムが皮肉交じりに「ベスト＆ブライテスト」と名づけたメンバーである。
この他に農務長官はミネソタ州知事を務め、ハンフリーの選対事務局長から途中でケネディ支持に回り、民主党大会でケネディの指名推薦演説をしたオーヴィル・ロスロップ・フリーマンに決めた。そして父・ジョセフからまた強く進言されて司法長官に弟のロバート・ケネディを起用し、民主党の前大統領候補であったアドレー・スティーブンソンは国際連合大使に任じた。
なお上記のように黒人やスパニッシュ、黄色人種を含む有色人種の閣僚および次官などは皆無であり、人種問題に理解がある態度はこの時は単なる集票マシーンに過ぎなかった。
ディーン・アチソンとロバート・A・ラヴェットは1962年のキューバ危機の時に国家安全保障会議執行委員会のメンバーに選ばれ、それぞれ重要な役割を果たし、翌1963年に2人は自由勲章を受章している。

## 第35代大統領就任

### 内閣
| 職名                         | 氏名                                   | 任期            |
| ---------------------------- | -------------------------------------- | --------------- |
| 大統領                       | ジョン・F・ケネディ                    | 1961年 - 1963年 |
| 副大統領                     | リンドン・ジョンソン                   | 1961年 - 1963年 |
| 国務長官                     | ディーン・ラスク                       | 1961年 - 1963年 |
| 財務長官                     | C・ダグラス・ディロン                  | 1961年 - 1963年 |
| 国防長官                     | ロバート・マクナマラ                   | 1961年 - 1963年 |
| 司法長官                     | ロバート・ケネディ                     | 1961年 - 1963年 |
| 郵政長官                     | J・エドワード・デイ                    | 1961年 - 1963年 |
| 郵政長官                     | ジョン・グロノウスキー                 | 1963年          |
| 内務長官                     | ステュアート・リー・ユードル           | 1961年 - 1963年 |
| 農務長官                     | オーヴィル・ロスロップ・フリーマン     | 1961年 - 1963年 |
| 商務長官                     | ルーサー・ハートウェル・ホッジズ       | 1961年 - 1963年 |
| 労働長官                     | アーサー・J・ゴールドバーグ            | 1961年 - 1962年 |
| 労働長官                     | W・ウィラード・ウィルツ                | 1962年 - 1963年 |
| 保健教育福祉長官             | エイブラハム・アレグザンダー・リビコフ | 1961年 - 1962年 |
| 保健教育福祉長官             | アンソニー・ジョーゼフ・セレブレズ     | 1962年 - 1963年 |
| 国家安全保障担当大統領補佐官 | マクジョージ・バンディ                 | 1961年 - 1963年 |
| CIA長官                      | アレン・ウェルシュ・ダレス             | 1961年          |
| CIA長官                      | ジョン・マコーン                       | 1961年 - 1963年 |

### 最高裁判所判事
- バイロン・レイモンド・ホワイト - 1962年
- アーサー・J・ゴールドバーグ - 1962年

### 就任式

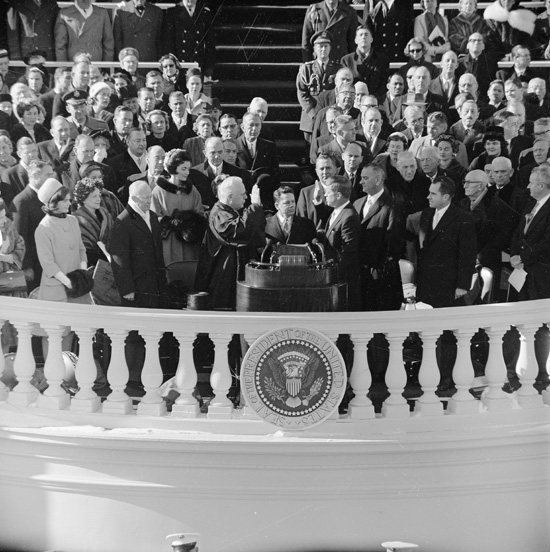
大統領就任式

1961年1月20日、第35代アメリカ合衆国大統領に就任した。このときジョン・F・ケネディは43歳8か月で、合衆国史上もっとも若くして選ばれた大統領であった。20世紀生まれ最初の大統領であり、初めてのカトリック教徒の大統領であった。当日のワシントンは冷え込んで雪が積もっていたが天気は晴れていた。
アール・ウォーレン最高裁長官 の立会いで就任宣誓式に臨み、「私、ジョン・F・ケネディは合衆国大統領の職務を忠実に遂行し全力を尽くして合衆国憲法を守り擁護することを厳粛に誓う」と宣誓した。
そして大統領就任演説において、冷戦で東西対立が厳しい時代に自由を守る決意を明らかにした。さらに「人類の共通の敵」である暴政、差別、貧困、疾病そして戦争との戦いにともに参加するように世界の国々に訴えた。就任演説はその多くが「自由」の価値と、自由を守り発展させるために人々がなすべき行動をアメリカ国民および世界の人々に問うものであった。
またそれが困難さを伴うことも明確にした上で次のように呼びかけた。
日本では演説の最後に語られた次の一句がよく引用されている。
しかしこの日に、友人のシナトラのプロデュースでワシントンD.Cで行われた大統領就任パーティーに、黒人と白人の異人種間の結婚を差別していたケネディは、シナトラの友人であったサミー・デイヴィスJr.夫妻の出席を拒否した。シナトラは渋々これ承諾せざるを得なかった。

### 国内政策
ケネディは、民主党大統領候補指名の受諾演説で提唱した「ニューフロンティア精神」に基づき、その国内政策を「ニューフロンティア政策」と総称した。この政策には7つの項目があり、以下のように名づけた。
1. 人口のニューフロンティア
2. 生存のニューフロンティア
3. 教育のニューフロンティア
4. 住宅および都市郊外のニューフロンティア
5. 科学および宇宙のニューフロンティア
6. オートメーションのニューフロンティア
7. 余暇のニューフロンティア

ケネディは、この7つの項目を政策として具体化したものを66にのぼる特別教書をもって議会に送り、立法措置を勧告した。景気回復と経済成長、国際収支と金の情勢、老齢健康保険、教育、天然資源、平和部隊、国防予算、税制改革、月探検計画、後進国援助に関するものであった。それは公立学校や教員給与の補助のため教育への連邦政府支出拡大、住宅施策の促進、高齢者医療の拡充、都市の再建、そして黒人や少数民族の地位向上や公民権法の制定などの野心的な公約であり、独立以来続いていた人種差別法案の撤廃も含まれた。そして1年目には不況対策、最低賃金引き上げ、平和部隊創設および軍縮協の創設、2年目には通商拡大法を成立させ、また人種差別についての取り組みはケネディの業績として高く評価されている。
しかし概して議会との調整はうまくいかず、連邦政府の権限拡大や選挙に直結するものについて連邦議会は否定的であった。ことにニューフロンティア政策の社会・経済立法計画は南部民主党と共和党保守派のいわゆる「保守連合」勢力の前に阻まれて難航し、公民権法も彼の在任中は議会を通過しなかった。これに加え、在任中の人気が高かったわりには実際に大統領の進歩的計画に対する支持が少ないことや、当時の与党民主党の院内指導部が弱体であったことなどの要因がその背景にあったとされている。
しかし、ケネディ暗殺後に昇格したジョンソン大統領の時代に入ると、院内総務を歴任して議会との駆け引きを得意とした生粋の議会政治家であったジョンソンが1964-65年度会期中に公民権法や老齢健康保険法、住宅都市局の設置などを議会との折衝で次々と可決させた。
ソ連に遅れをとり劣勢であった宇宙開発競争では、初の有人飛行でガガーリンが地球を一周に成功した直後に挽回のための施策として1960年代の終わりまでに月に人類を送る計画を発表し、それは彼の死後もアメリカの大きな夢として推進され、1969年に実現した。

#### 経済政策
ケネディはアイゼンハワー政権末期から始まった不況への対策として、失業手当の13週間延長・失業者の子供への補助金・早期退職を奨励するための年金増額・最低賃金の向上・スラム再開発のための政府融資などの法案を通過させると共に各省庁の物資調達や公共投資の前倒しを行い、経済回復へと向かわせようとした。
経済政策では共和党の伝統的な財政均衡策を理解しつつもケインズに近い考え方を持っていた。経済諮問委員会委員長にケインズ主義者であったミネソタ大学のヘラー教授を指名し、積極的な財政・金融政策、とくに大幅減税による経済成長と完全雇用を目指した。
しかし、就任当初に景気が上向きになったため経済に急進的な介入を行う必要がなくなった。失業率は依然として6%以上と高く、1962年3月にはニューヨーク株式市場が暴落するなど問題が生じている。ケネディはこの時点で企業と高所得者に対する減税政策を打ち出したが、議会で民主党から反対にあい挫折した。
またアメリカ主導の国際経済・金融体制を維持するために本格的なドル防衛策をとった。1960年代にはすでにアメリカは膨大な対外援助と海外での軍事支出、EEC（ヨーロッパ経済共同体） や日本の経済的台頭により1950年代後半から国際収支の赤字と金の流出に見舞われていた。貿易収支も1959年には10億ドルの黒字に減り、黒字額はその後好転したが、金保有額は1961年に169億ドルまで低下した。
1962年1月にフランクリン・ルーズベルト時代以来の「互恵通商協定」に代わり、関税の大幅な一括引き下げの権限を大統領に与えることを骨子とする通商拡大法を提案し議会で成立した。この法律の大きな目的は、貿易の拡大を通じたアメリカの貿易収支の改善と、1950年代から悪化した国際収支の好転であった。そのために関係各国との関税引き下げ交渉をスタートさせた。いわゆるケネディ・ラウンドと呼ばれる大幅な関税一括引き下げ交渉である。これはEEC（ヨーロッパ経済共同体）の発展とそれにともなう世界貿易構造の変化に対処し、EECとの間の関税を引き下げ、貿易自由化を進めることが必要となったものである。
またこの時2国間での通商に関する摩擦を起こす諸問題を調整する、その外国との間の調整の窓口としてアメリカ合衆国通商代表部を創設した。トップの通商代表は1970年代から1980年代に入るとアメリカを代表して通商外交と称されるほど絶大な権限を持ち、大統領に直属する閣僚級ポストとなった。さらに翌1963年、ケネディは国際収支の赤字是正のために外国企業のアメリカでの起債に課税する利子平衡税を導入し、さらに西欧や日本など同盟諸国に相応の負担を要請して対外軍事支出の軽減を図った。
1963年に再び所得税減税を含んだ税制改革を提案したが、またもや議会で反対で改革案は宙に浮いた状態となった。東西対立が厳しい状況の冷戦下においてアイゼンハワー大統領の時代よりも170億ドルも増加した軍事費 や、ソ連に対抗して月に人類を飛ばす壮大なアポロ計画などへ対する支出の増加に対する明確な財源の確保が増税による税収増を狙うことしか施策を持ち合わせていなかったため、予算法案の多くが、ケネディの死後の1964年まで議会を通過することはなかった。この当時は会計年度が7月1日から翌年6月30日までで、1963年7月1日より1964年度の財政が始まっていたが、重要な13の予算法案のうち9つの法案が議会を通過せず、議会の議事妨害（フィリバスター）によってケネディ政権の国内政策は行き詰まっていた。
ケネディの経済政策で特筆されるのが鉄鋼産業との対決であった。第二次世界大戦後から1960年にかけて、鉄鋼産業の労使交渉ではストライキ、大幅な賃上げ、鉄の価格引き上げというパターンが続いていたが、アメリカの輸出品目で農産物と並んで大きなシェアを占めるのは重機械、飛行機、自動車など鉄を主体としたもので、鉄の値段が上がることは輸出の国際競争力に影響し、この時代から国際収支が赤字になっている現状からしてどうしてもケネデイ政権にとって避けたい事態であった。そこでインフレーションを懸念したケネディは鉄鋼業界の経営陣と労組の幹部をホワイトハウスに招き、労組の幹部に「責任ある」要求をするよう説得、労組側もこれを受け、経営陣が鉄価格の値上げなしに飲み込めるだけの賃上げ率に抑えた。しかし1962年4月10日、USスチール会長のロジャー・ブローは大統領を訪ねて従来通り3.5パーセントの値上げを通告し、それに合わせるように他の大手鉄鋼各社も続々と値上げを発表した。
そのためケネディはこれを非難する演説を行い、司法省はこのような鉄鋼産業の値上げが独占禁止法違反に抵触するかどうかの調査を始め、国防総省は値上げに加わらなかった鉄鋼会社の材料を使ったメーカーのものを調達することを決定した。このような政府の動きを受けて、4月13日にはUSスチールをはじめ鉄鋼各社は値上げを撤回した。値上げを発表してからわずか72時間後であった。ケネディは「賃金や商品価格の設定は自由に行われるべきであるが、経済人には公共の利益に対する責任がある」と演説の中で訴えた。しかし『ウォール・ストリート・ジャーナル』は政府が経済に介入するこのような事態に対して「政府の力による抑圧」であると批判した。一方国民世論は歓迎し、保守的な『シカゴ・トリビューン』紙でさえ、大統領の決断を讃えている。またケネディと経済界との折り合いは良くなく、お互いに敵意を剥き出しにすることもあり、「ウォール街を敵にまわした」と見なされるようになった。
また、国内企業で海外にある子会社の留保所得として課税を繰延べたり、あるいは子会社を税を免除および著しく軽減される租税回避地（タックス・ヘイヴン）に置いたりして、租税負担の回避を図る動きに対して、ケネディは税負担の公平を損なうことと国内への投資が影響を受けることを憂慮して、このような国内納税者が支配する外国法人の租税回避の動きを阻止するために、1961年に海外での留保所得の課税の繰延べを排除することを提案 した。議会での審議では、外国での子会社の留保所得まで課税することはアメリカの国際競争力に影響するとして反対が多く、その部分を除き、ケネディの最初の提案からすれば後退したがタックス・ヘイヴン対策税制に限定したことによって、1962年に議会との妥協でサブパート・エフ条項という形で実現した。
ケネディはまた1963年6月4日にフランクリン・ルーズベルト以来となる政府紙幣の発行も行っている。政府紙幣#アメリカ合衆国も参照の事。

#### アポロ計画

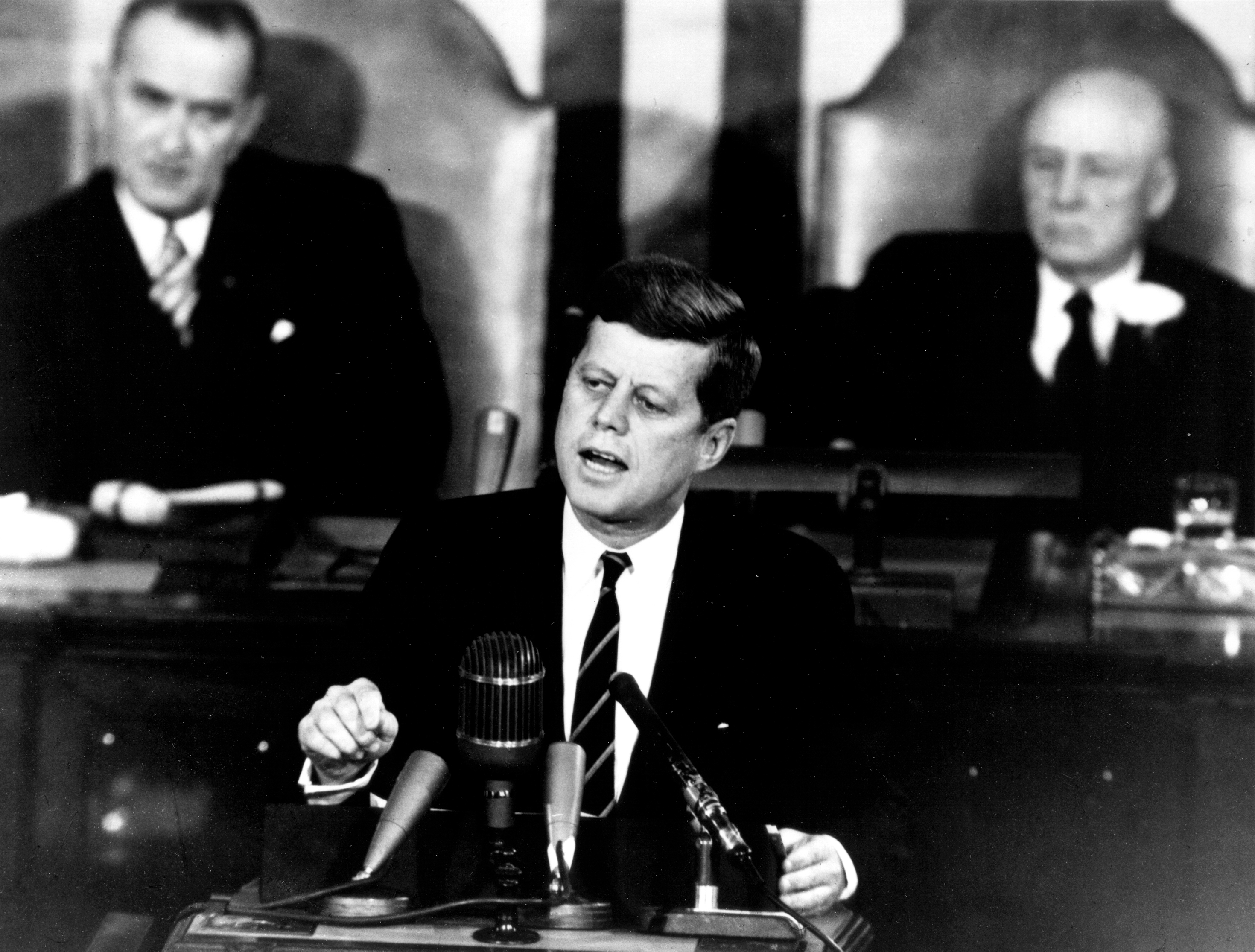
1960年代の終わりまでに月に有人飛行することを宣言したケネディ。（1961年5月25日）

ケネディは、アメリカが宇宙開発競争の先頭に立つことを熱望した。
1957年、ソ連はアメリカに先駆けて世界で最初の人工衛星スプートニクを打ち上げて地球の周回飛行に成功、アメリカ国民に「スプートニクショック」と呼ばれる衝撃を与えた。アイゼンハワー大統領は、翌1958年にそれまでの軍部によるロケット打ち上げを宇宙開発の名のもとに軍部と分離させ、NASA（アメリカ航空宇宙局）を設立した。そして、人間を宇宙空間に送り無事帰還させることを目標に「マーキュリー計画」を実行していた。しかしその後、1961年にソ連はガガーリン大佐を乗せてボストーク1号を打ち上げ初めて有人飛行で地球一周を成し遂げ、この時点ではアメリカはシェパード中佐やグリソム大尉を宇宙に送ったが、それは周回飛行ではなく大気圏外に15分程度滞在する程度の弾道飛行で宇宙開発については完全にアメリカはソ連に差をつけられた。
「アメリカが宇宙開発競争で後れをとることはできない」と発言していたケネディは、1961年5月25日の上下両院合同会議の席で「10年以内にアメリカは人間を月に送り、無事帰還させる」と述べて、この壮大な計画（アポロ計画）を実行に移すために400億ドルと見積もられた巨額の予算の承認を議会に求めた。先に月に到達すれば、ソ連に宇宙開発で勝利し、アメリカ国民の自尊心と士気を高め国内経済を活性化させるとケネディは信じていた。この演説直後のギャラップの世論調査では、58%の国民が宇宙開発に反対であった。しかし宇宙開発に投じる費用は仕事を生み、雇用を生み、地域の発展にもつながる。ケネディはライス大学における演説で「なぜ月へ10年で行くのか。それがやさしいからでなく、難しいからだ。この目標が我々から最高の活力と技術を引き出すからだ」と語った。

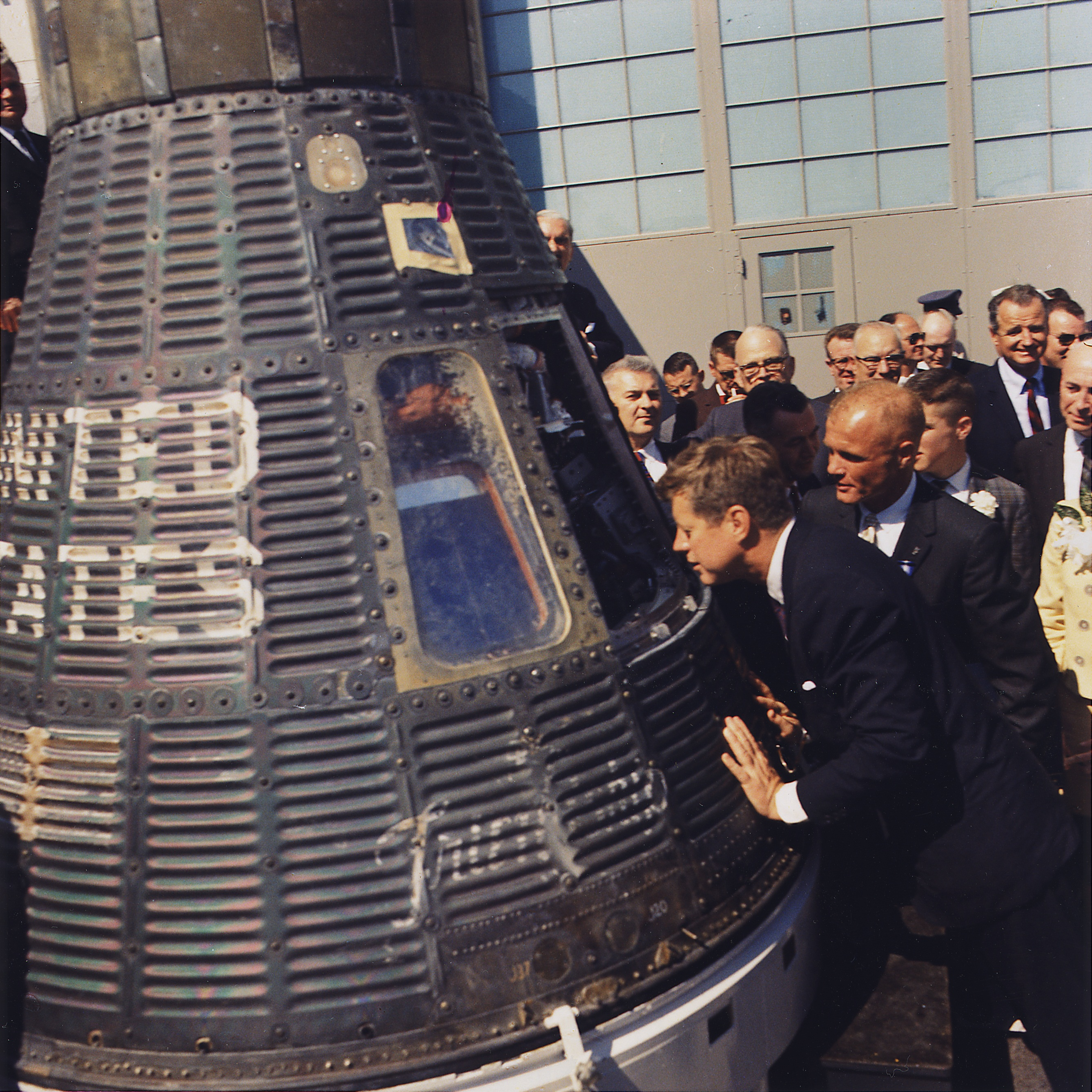
有人宇宙船フレンドシップ7号を見学するケネディ。その右はジョン・グレン宇宙飛行士。

1962年2月20日、それまでに天候不順で2か月も順延されたジョン・ハーシェル・グレン中佐の乗った「フレンドシップ7」がアメリカとしては初の地球周回飛行で地球を3周し、4時間56分で帰還した。初めて宇宙を飛んだグレン中佐を招きホワイトハウス南庭で開かれた表彰式で、勲章を授与する直前にケネディ大統領が誤って勲章を足元に落とし、そのときに「宇宙から帰ってきたグレンに地上から上がった勲章を」とケネディが持ち前のウイットで参列者を笑いに包んだ場面は、その後長く記憶されている。そしてカーペンター、シラーを経て1963年5月にゴードン・クーパーが22周34時間20分の宇宙滞在を記録した。
宇宙開発がほかの科学技術の発展に継がれ、また軍事的技術の発展を促すことを押さえたうえで、この計画の推進によって大きな利益を得ることになる大手軍事産業のロビー活動の後押しもあり、これを無事に通過させることに成功した。ケネディによって推進された宇宙開発は「マーキュリー計画」でまず地球を周回する軌道に乗せたあと、ケネディの死後、ジョンソン政権下で1965年から「ジェミニ計画」を開始。二人乗りの宇宙船ジェミニ号で長期間の地球周回飛行とドッキングやランデブー、そして船外活動を経験し、挫折しつつも、1968年から「アポロ計画」で宇宙船アポロ号で地球の引力圏を離れて月を目指した。そしてニクソン政権に引き継がれ、1969年にアポロ11号はついに月面に人類を送り届けることに成功した。
アポロ計画をはじめとする宇宙開発競争には、宇宙空間における探検や冒険、研究といった側面のほかに、冷戦下においてソ連との間で宇宙空間の軍事的覇権を争う側面や大手軍事企業へ利益を与える側面もあった。ケネディが議会を通過させたアポロ計画をはじめとする宇宙開発競争が、ジョンソン政権下で拡大したベトナムへの軍事介入の拡大とあわせて進んだ結果、マクドネル・ダグラスやノースロップ、ロッキードなどの軍産複合体の中心的存在である大手軍事産業は大きな利益を得た。しかし、同時にアポロ計画の莫大な開発費と、拡大するベトナム戦争による戦費支出の増加は、国家予算を圧迫して公共事業などへの投資の縮小をもたらし、また月へ到達したころからアポロ計画の縮小で不況を後押しすることとなった。

#### 人種差別問題

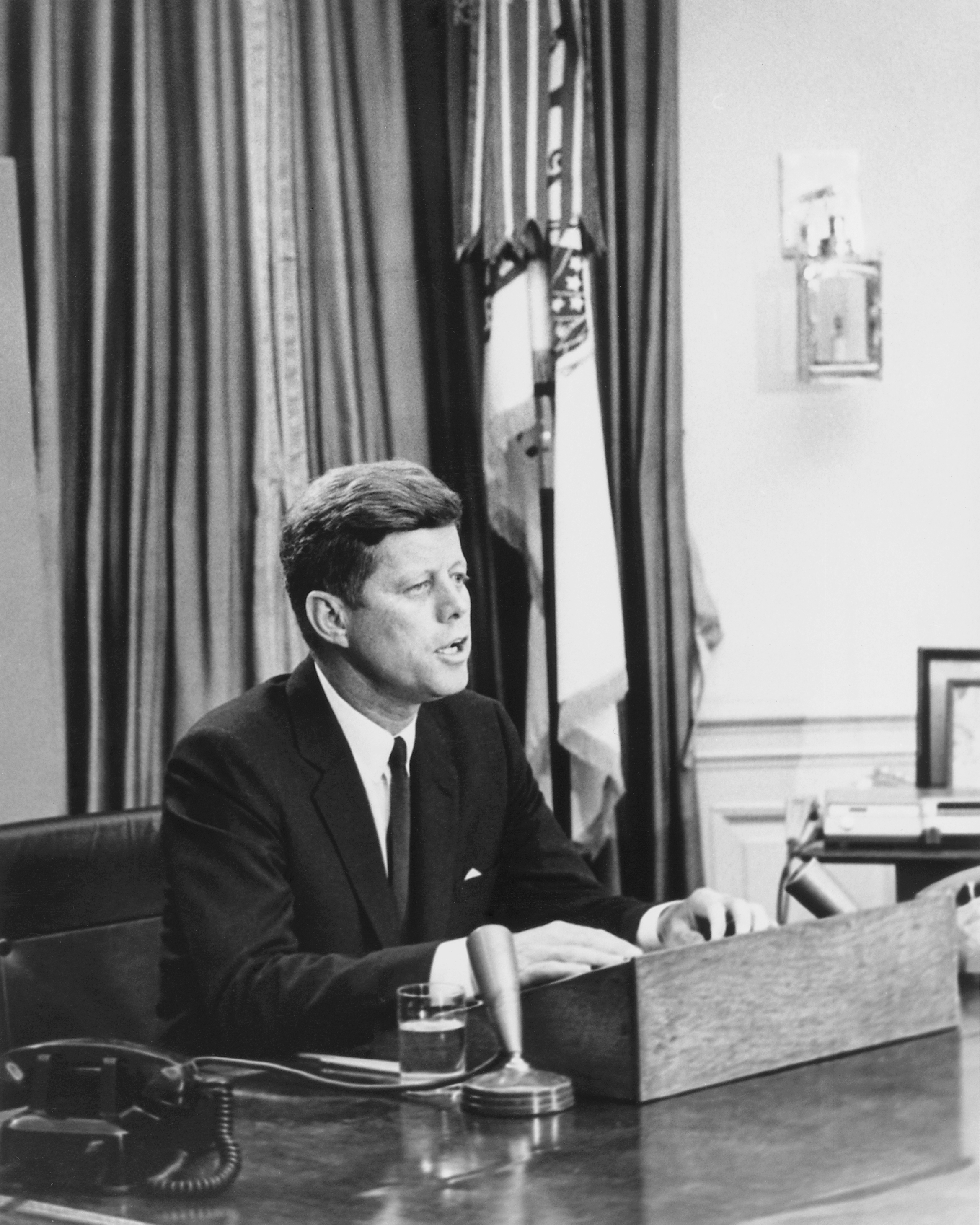
大統領執務室から公民権についての演説を行うケネディ

ケネディは、「我々は、閣僚に黒人を入れることを考えている」と明言したニクソン陣営とは違い、ケネディは自らの閣僚のメンバーに黒人が入閣することは一度もなかった。
またケネディは言論こそ巧みだが、閣僚のメンバーに黒人が入閣することがないばかりか、自分の結婚式で黒人と白人の夫婦の出席を拒否したこと、さらに友人のシナトラのプロデュースでワシントンD.Cで行われた大統領就任パーティーに、黒人と白人の異人種間の結婚を差別していたケネディは、シナトラの友人であったサミー・デイヴィスJr.夫妻の出席を拒否し。このことが大きな批判を浴びた。
批判をかわすため、黒人の選挙権に対する2つの南部の悪習「ポール・タックス」（投票するために支払う税金）と「リテラシー・テスト」（黒人を選挙から締め出すことを目的としたテスト）を撤廃させるため、ポール・タックスを廃止する法案を通過させ、この法案は合衆国憲法修正第24条となったが、リテラシー・テストを廃止する法案は上院を通過できなかった。また大統領権限でできることとして、アフリカ系アメリカ人を積極的に連邦政府の幹部に任命した。その結果司法省では黒人の連邦検事は10人から70人に増え、また連邦判事もゼロから5人に増えた。また、企業や労働組合に対しても黒人を積極的に雇うよう働きかけた。連邦政府の補助金を受けている病院や図書館での差別は大統領府令によって禁止し、連邦雇用局に対しては白人だけを雇う企業の求人を拒否するよう命じた。
連邦最高裁は、1954年に公立学校の中での人種の分別を違憲とする判決（ブラウン判決）を下していたが、南部の州には、依然としてこの決定に従わない学校が多くあった。1962年、ジェームズ・メレディスという黒人学生がミシシッピ州立大学に入学しようとして拒否される事件が起き、ケネディは軍隊を動員して人種差別主義者の暴動を鎮圧した（メレディス事件）。
この事件後、黒人学生を認めなかったほかの南部諸州も黒人学生を受け入れはじめたが、アラバマ州知事のジョージ・ウォレスだけは違った。ケネディは司法省幹部によるバーミングハムの地域リーダーの説得を続け、大学側に黒人学生の入学を認めさせた。1963年6月11日、2人の黒人学生ジェームズ・フッドとヴィヴィアン・マローンが司法次官ニコラス・カッツェンバックに付き添われてアラバマ州立大学の門前に到着した。司法長官ロバート・ケネディはウォレスに対して電話で妨害しないよう説得したが、ウォレスはこれを拒否し、州兵で大学の周囲を固めて自ら大学の門に立ちはだかった。ケネディは州兵を連邦軍に編入・指揮下に置くとともに大学周辺を関係者以外立ち入り禁止にし、バーミングハム郊外に連邦軍を集結させた。カッツェンバックが大統領布告を読み上げ、州兵の司令官が連邦政府の任務遂行を妨害するなら逮捕すると宣告し、ウォレスはようやく引き下がった。これにより全米50州の中で黒人学生を締め出す州はなくなった。
ケネディは同日夕方、翌年に控えた中間選挙に勝つために黒人票を獲得すべく、公民権運動を助けるためにより強い処置を講ずる時期がきたと決断し、議会へ新しい公民権法案を提案、テレビで大統領執務室から直接国民に訴えかけた。「エイブラハム・リンカーンが奴隷を解放して以来100年間の猶予が過ぎた。彼らの相続人、彼らの孫は完全に自由ではない」と述べた。
しかしこの公民権法は、そもそもが黒人票集めに人種問題をやってるに過ぎなかった上に、内政より外交問題に忙しいケネディ政権下では成立しなかった。もしケネディが2期目に当選しても、ケネディ政権下では成立しなかったとも言われている。

### 外交政策
ケネディ大統領の在任中は第二次世界大戦後の冷戦下で米ソ対立の非常に厳しい時代であった。まずキューバに対してピッグス湾事件では優柔不断な対応により大きな失敗を招いた。
1961年6月にソ連のフルシチョフ首相との首脳会談で互角にやりあったあとに、ベルリン危機やキューバ危機で硬軟取り交ぜた機敏な対応を取り事態を収拾した。また、混乱していた東南アジアのラオスでは武力介入せず、1962年6月に三派連合政府の樹立に成功した。
しかしベトナム情勢に対しては、南ベトナムのジェム政権と対立したまま、1960年以降の軍事援助の大規模な増加と、「軍事顧問団」名義でのアメリカ正規軍の増派を行い、ジェム政権の崩壊後に状況が悪化して、のちに泥沼化させるきっかけを作ることとなった。

#### ピッグス湾事件
大統領就任後にすぐにケネディは試練に立たされた。ピッグス湾事件の失敗である。カストロ政権の転覆を狙い、キューバ南部のビッグス湾（コチノス湾）のサパタ沼沢地に反カストロの亡命キューバ人部隊1,400人を輸送船で上陸させた（ピッグス湾事件）。しかし上陸部隊はキューバ軍に撃退され、この作戦は失敗した。
このキューバ侵攻計画は前大統領のアイゼンハワー政権末期にCIAの主導で進められたもので、亡命キューバ人部隊の訓練もCIAが担当していた。大統領（当時）のアイゼンハワーはこの作戦にはほとんど関わらず、副大統領（当時）のリチャード・ニクソンが主導していた。大統領選挙期間中にケネディもキューバに関して「必要とあらばキューバ侵攻を認める」という姿勢を示していた。そしてケネディが大統領に当選すると、作戦を主導してきたCIA長官のアレン・ウェルシュ・ダレスや作戦局担当次官リチャード・ビッセルらはケネディにこの侵攻計画を説明した。当選したばかりのケネディは、この作戦計画の重要さと大胆さに仰天した。その後レムニッツァー統合参謀本部議長とバーグ海軍作戦部長の専門的意見を聞いたがいずれも成功する作戦として問題ないというものであった。

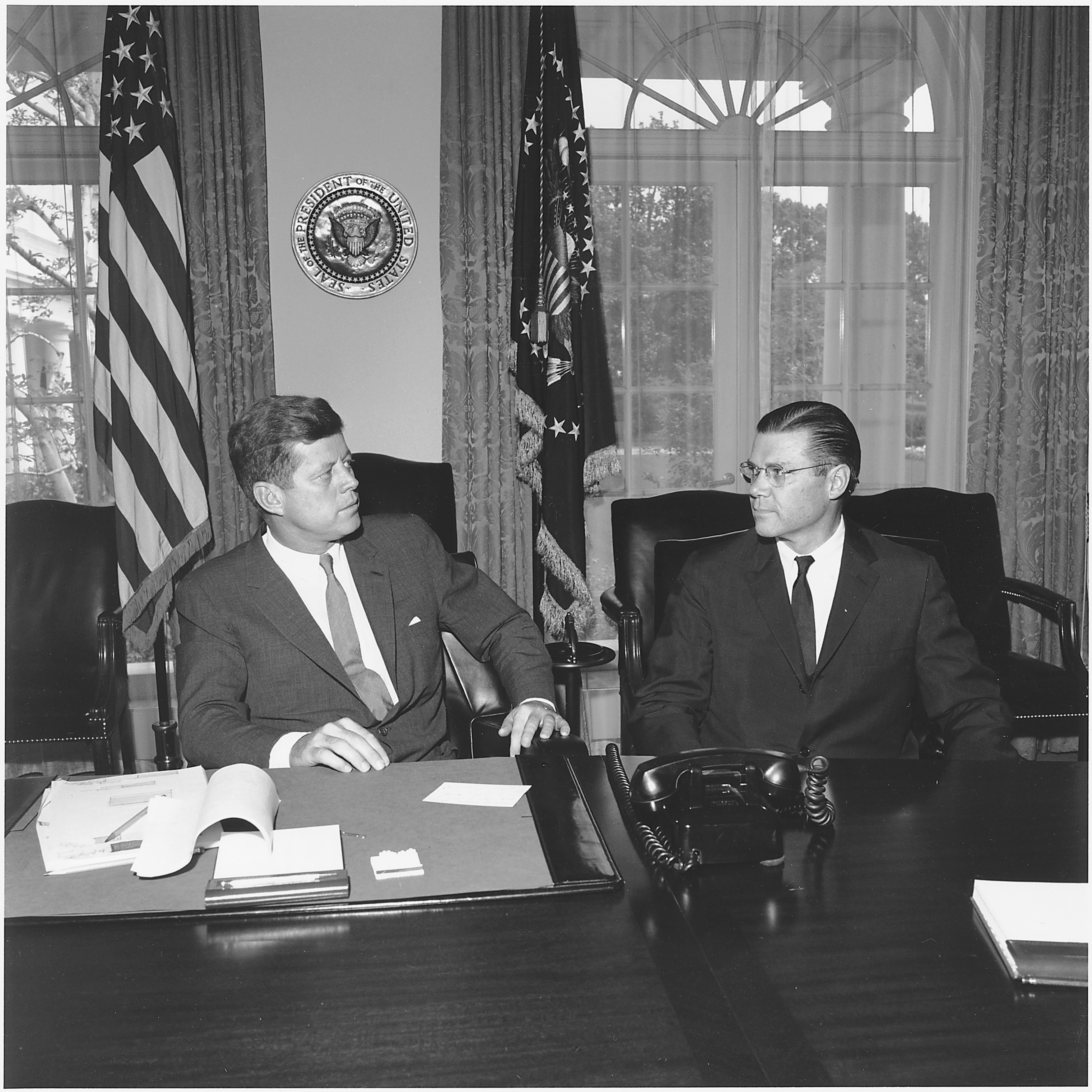
ロバート・マクナマラとケネディ

1961年4月4日、この計画に関する最後の会議が国務省で開かれた。出席者はケネディ、国務長官ディーン・ラスク、国防長官ロバート・マクナマラ、財務長官C・ダグラス・ディロン、また国防次官クラスの閣僚のほか、上院外交委員長J・ウィリアム・フルブライト、アーサー・シュレジンジャーほか2人の大統領顧問とダレス（CIA長官）、ビッセル（CIA作戦局担当次官）、統合参謀本部議長ライマン・レムニッツァーであった。この席で大統領選挙中からキューバ侵攻の可能性を口にしていたケネディは、作戦計画の詳細までは把握できずCIA長官や参謀本部などの軍側の強い要請を受け入れて作戦の実行を命令したものの、「いかなる場合もアメリカ軍の“正規軍”は投入してはならない」こと、および直前の爆撃に関してもアメリカ軍が関わっていることを示してはならないという条件を提示し、出席者は全員ケネディの条件を承諾した。CIAはそれまでピッグス湾に上陸する亡命キューバ人部隊に対してアメリカ正規軍の援助を約束していたが、ケネディの出した条件を守るよう作戦の修正を余儀なくされた。
1961年4月15日に、最初の作戦行動として亡命キューバ人グループによる飛行場への爆撃を行った。しかしこの最初の爆撃で予定していたほどの成果を上げられず、敵・キューバ空軍の40機近い戦闘機の内、わずか5機しか破壊できなかった。そして4月17日にピッグス湾に亡命キューバ人部隊1,400人が上陸したが、この時すでにキューバ軍は20万人の態勢で迎撃し事前爆撃でも損耗がなかったキューバ空軍の空からの攻撃で海岸に釘づけにされ、しかも沖合に待機した補給船が空軍機に撃沈されて弾薬不足をきたし、作戦終盤に反カストロ軍が爆撃機を出撃させた際に連絡ミスで護衛の戦闘機をつけられず爆撃機が撃墜されるなどの失態が重なり、作戦は上陸地点のピッグス湾で完全な失敗に終わった。
この作戦計画はあまりにも粗雑であった。事前に亡命キューバ人側から情報が洩れ、一部アメリカのマスコミまでが作戦計画の存在を知るほどで、キューバ側は事前に反撃の準備を怠らなかった。事前に国内のカストロ政権に対する不満分子を拘束して反乱の芽を摘み取っていた。この作戦がアメリカ政府の主導で実行されたことが世界中に知られるにいたり、ケネディ政権はラテンアメリカ諸国をはじめとする各国からの非難を浴びた。
ケネディは記者会見を行い、失敗のすべての責任が計画の実行を命じた自分にあることを認めた。記者会見で「古いことわざにあるように、勝利した者には百人の生みの親が集まるが、敗北した者には一人も集まらない孤児（みなしご）だというのがある。私は政府の責任者であり、これはきわめて明白なことです」と語っている。のちにCIAに対しては軍事行動の失敗の責任を追及し、ダレスCIA長官、チャールズ・カベル副長官を更迭した。後任にはジョン・マコーンを就任させた。その後、彼は軍部とCIAをまったく信用しなくなった。そして軍事・情報分野の助言者に対しても懐疑的になった。以後、CIAと軍部との関係は冷え込んでいった。
この作戦の最終局面でアメリカ軍による爆撃をケネディが拒否したため、ケネディは亡命キューバ人団体やCIA、軍部から反感を買った。このあとにケネディに反感を募らせた亡命キューバ人グループは、2年後のケネディ暗殺事件での実行犯との疑いが持たれている。ロバート・ケネディは兄が撃たれたという第一報を聞いてCIAに疑いを持ち、マコーン長官に「CIAがやったのか」と詰問している。長官が即座に取り消して以降、亡命キューバ人グループへの疑いを深めている

。
ケネディはキューバへのゲリラ活動や空軍機による空中偵察活動をその後しばらく継続させたが、やがてこの偵察機がキューバにソ連が核ミサイルを持ち込んでいることを空中写真で発見し、米ソ関係に最大の緊張が訪れた。

#### ウィーン会談

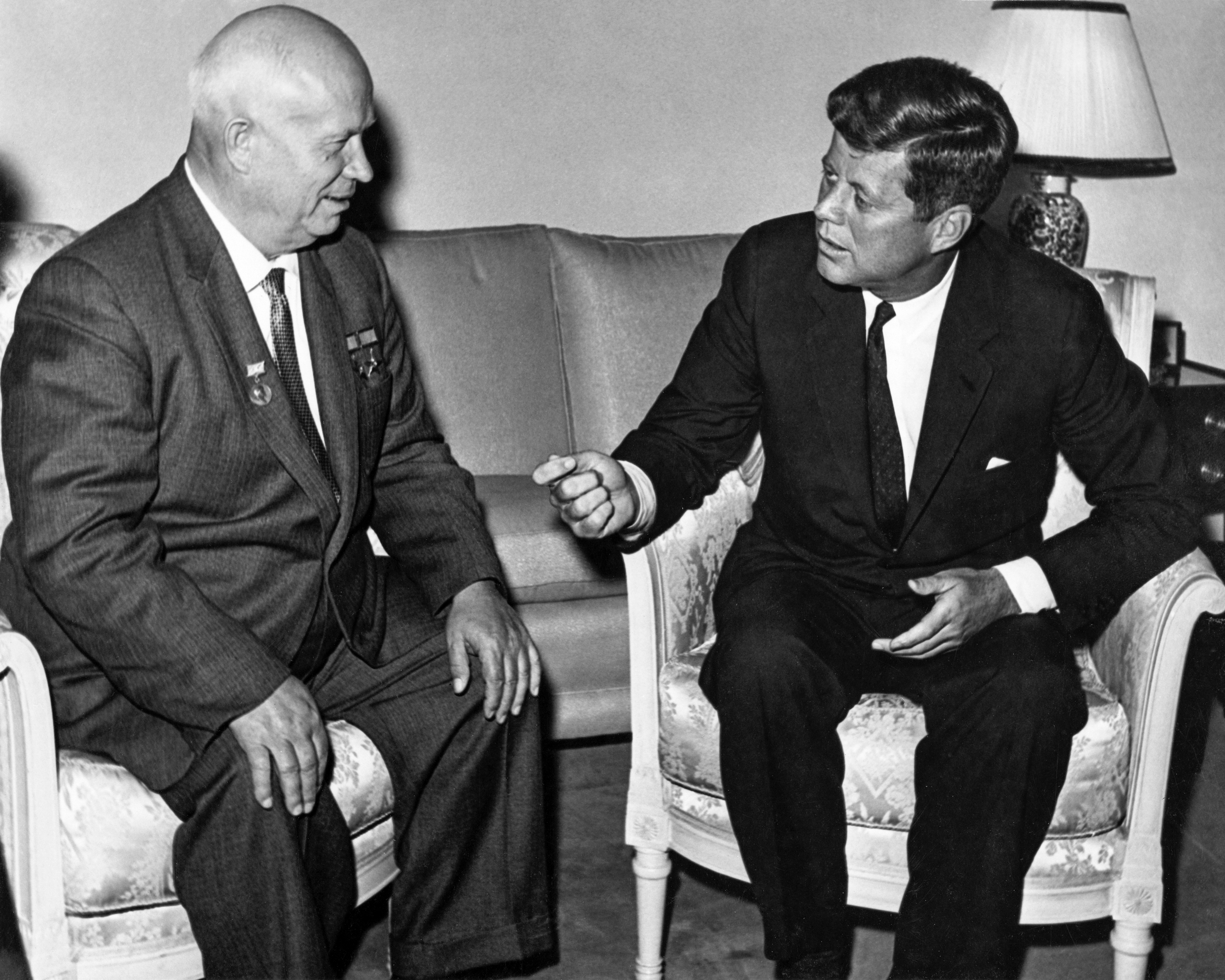
ウィーン会談でのフルシチョフ（左）とケネディ

1961年6月3 - 4日にウィーン会談で、ケネディはソビエト連邦首相ニキータ・フルシチョフ を相手に通訳のみで、一対一の首脳会談に臨んだ。議題は東西関係やキューバ、ラオス、核実験禁止、そしてベルリン問題に関してだった。
二人はラオスの中立化では合意したものの、核実験の禁止、第三世界、ベルリン問題では激しい応酬を展開した。このウィーン会談は結局は何ら成果もなく平行線に終わった。
特に2日目の会談でフルシチョフは、「第二次世界大戦の終結を受けて、西ドイツ（西ベルリンを管理している）、アメリカ、イギリス、フランスの四か国とソ連は、東ドイツと平和条約を結んで第二次世界大戦の戦後処理を終結すべきだ」と主張し、「もしそれがなされれば、米英仏の軍隊は西ベルリンから撤退せねばならない」と説いた。西側の西ベルリン撤退を要求し、ソ連は東ドイツと平和条約を結ぶと通告したのである。
そんなフルシチョフに対してケネディは、「西側の権利は放棄しない」と反論し、もしフルシチョフがその主張を実行に移せば「冷たい冬」となるであろうと警告した。これに対しフルシチョフは、「西側が東ドイツと平和条約を結ぶつもりがないのなら、今年中にソ連は単独で結ぶ」と伝え、ケネディを揺さぶった。しかしケネディは、「西ベルリンの自由を妥協の対象にはしない」と通告。この会談は明日にも戦争が起きそうな緊迫感を帯びていたという。
当時、会談に同席していたフルシチョフの通訳は、のちに会談でのケネディの様子について「明らかに緊張しているのが見た目にも分かった」と証言している。会談終了後、ケネディは周囲の人間に、頑なに姿勢を変えなかったフルシチョフを罵ったとされる。この次の日にロンドンに飛んだケネディを迎えたマクミラン英国首相はのちに「ケネディは生まれて初めて自分の魅力に影響されない男に出会ったのだ」と語っていた。そしてジャーナリストのジョゼフ・オルソップは、ピッグス湾事件よりもこのウィーンでの首脳会談の方がケネディにより深刻な影響を与え、しかし彼が真にアメリカの最高司令官・真の完全な大統領になったのはこのウィーンであったと述べている。

#### ベルリン危機

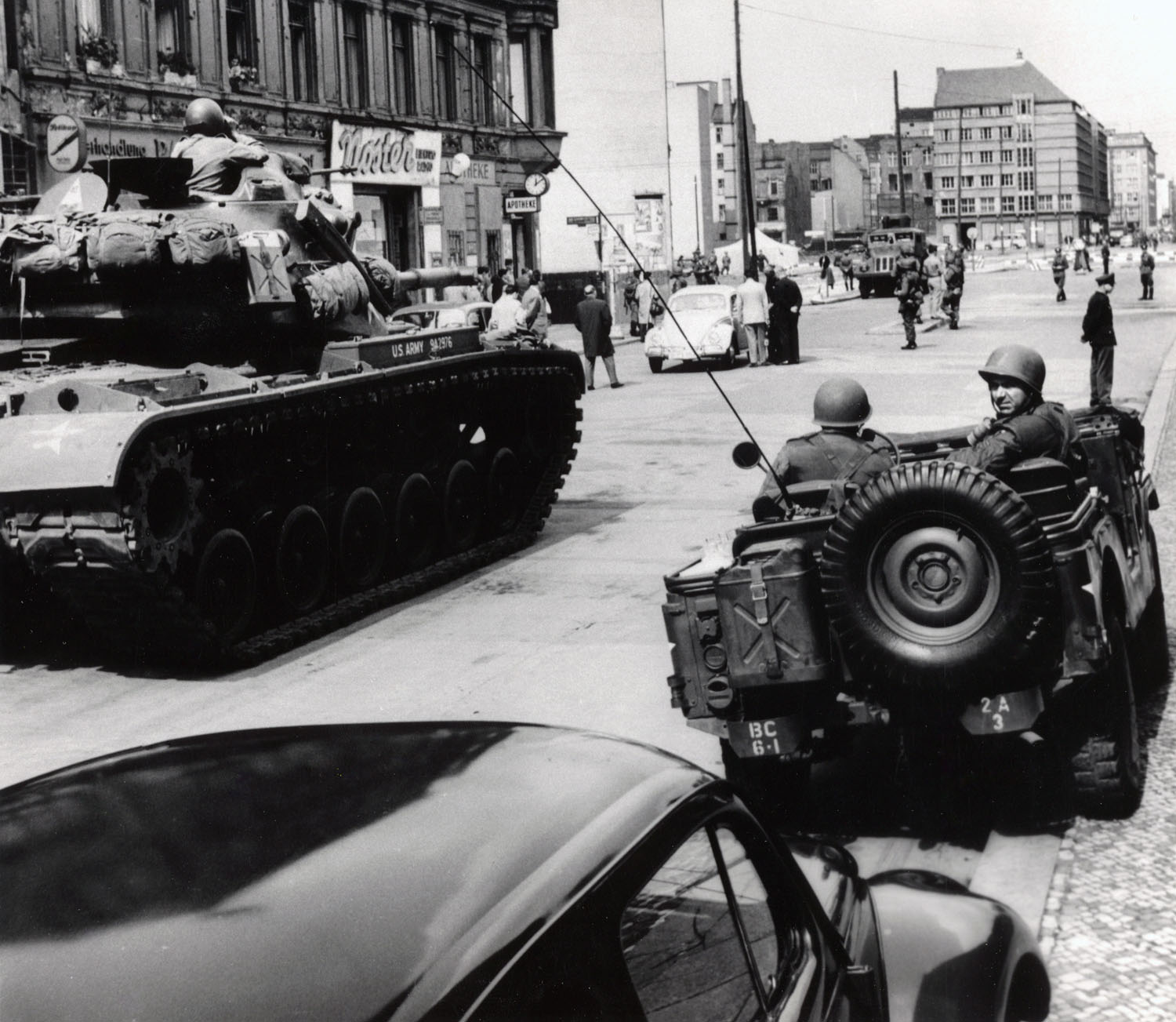
チェックポイント・チャーリーで睨み合う米ソ両軍の戦車（1961年10月27日）

そしてウィーン会談から2か月後、次なる試練であるベルリン危機が勃発した。
これより前の7月25日、ケネディはベルリン危機に関するテレビ演説を行い、改めて西ベルリンを守り抜く決意を表明した。そのために32億5,000万ドルの国防費増額、陸海空三軍の21万7,000人の増加、予備役の招集を発表した。このケネディの強硬姿勢に対して、1961年8月13日、フルシチョフはついにベルリンの壁を建設するという手段で対抗した。この日、東ドイツの警備隊がベルリンの東西を分ける境界にバリケードを築き、ベルリン市民の自由な行動を阻止した。昨日まで自由に東西を往来することができたが、この日から往来が不可能となって家族が離れ離れになる悲劇も生まれた。この日までに1949年以来約250万人の東ドイツ市民が西ベルリンを経由して西ドイツに流出しており、この流出を止めることなく東欧の共産主義体制の安定は不可能であった。バリケードは最初は塀であったが、やがて鉄条網にコンクリートをつけた壁となった。のちにこの壁を乗り越えようとして撃たれて死者が出る事態が生じている。
これに対してケネディは8月18日にジョンソン副大統領とクレイ将軍をボンに派遣し、そこから西ベルリンに飛んで「この島は決して孤立していない」と伝え、20日に西ドイツから陸路で東ドイツを通過してアメリカ陸軍の精鋭部隊1,600人が西ベルリンに到着した。

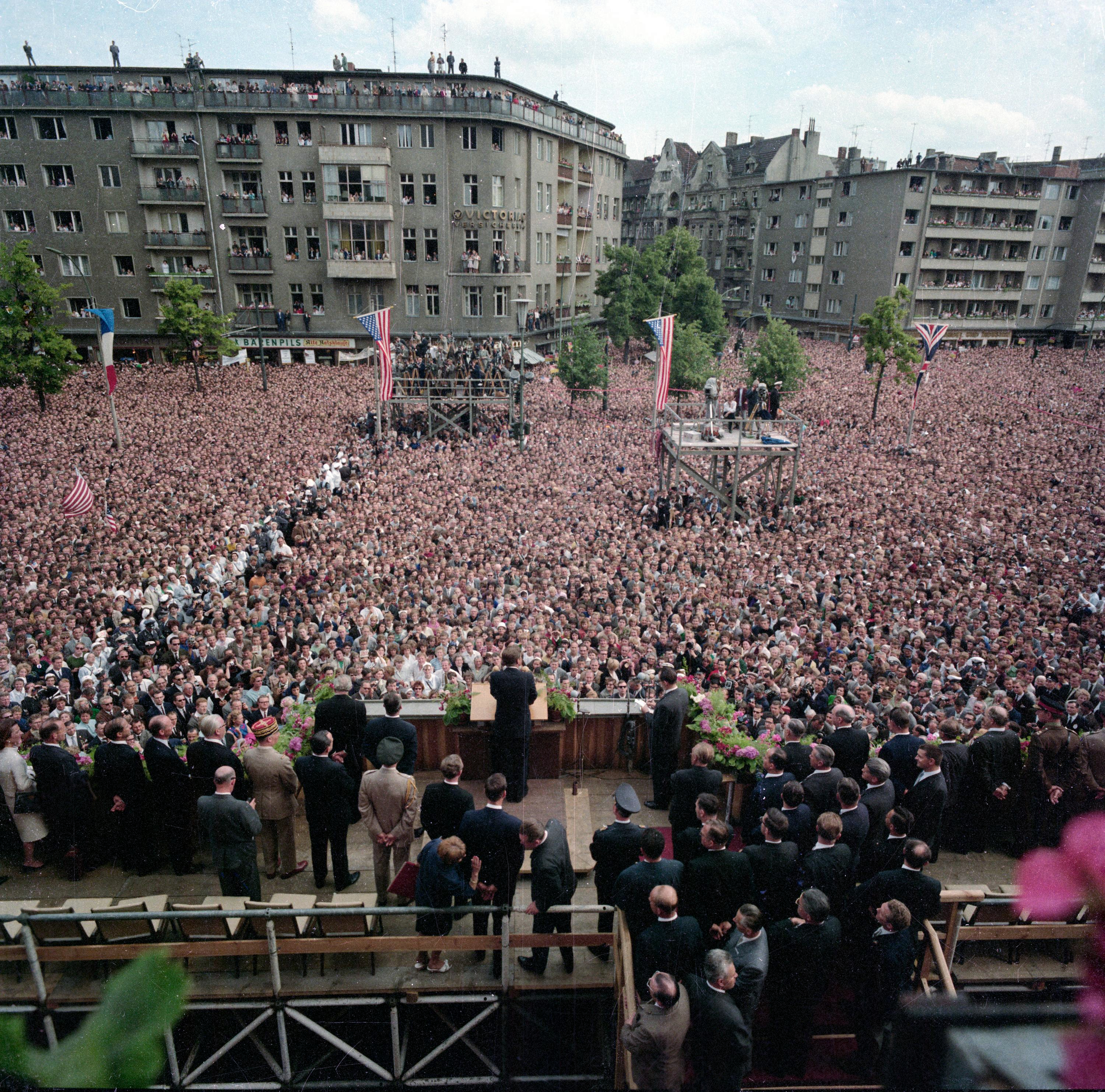
ケネディの演説を聞くために市庁舎前に集まった30万人のベルリン市民（1963年6月26日）

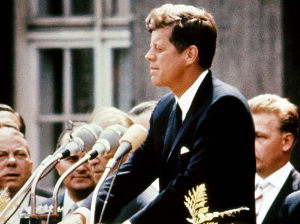
ベルリン市民の前で演説するケネディ（1963年6月26日）

こうしてケネディは西ベルリン駐留軍を強化しただけで、結局ソ連と東ドイツの間に平和条約が結ばれることはなかったが、この後もベルリンをめぐって米ソの緊張は続いた。この間に8月30日にソ連は突如核実験を再開している。
10月27日には、ベルリンの壁の検問所にある外国人専用チェックポイント・チャーリーで、アメリカの司令官が妻とオペラの鑑賞で通過しようとしてパスポートの提示を求められて拒否したことから外交問題に発展し、米ソの戦車が18時間にわたって睨み合いを続け、もし戦闘が始まれば米ソの直接対決により第三次世界大戦の発端になりかねない事件が発生した。水面下でフルシチョフとケネディは連絡を取り、戦車を撤退させることに合意して危機は回避された。11月7日にソ連はすべての部隊を撤退させた。しかし多くのベルリン市民と西ドイツ国民は、アメリカ陸軍の増派以外何もしないケネディに対して「ベルリンは言葉以上のものを期待します。政治的行動に期待しています」と述べたが、これ以上の行動は行われなかった。
この翌々年の1963年6月26日、ケネディは最初で最後となった西ベルリン訪問をした。市内のパレードでアデナウアー首相、ブラント市長とともに100万人の市民の歓呼に答え、ベルリンの壁近くの市庁舎前広場で30万人のベルリン市民を前に演説した。
まだ東西陣営が鋭く対立し、朝鮮やドイツ、キューバ、ベトナムで一触即発の事態が続く中で、自由を守る立場を就任演説で述べたケネディは、ここでまず次の一句から述べた。
そして共産主義を激しく批判し、最後にまたドイツ語で締めくくった。
この言葉はアメリカの西ベルリンに対する決意の強さを表すものとして、ソ連に対する強いメッセージとなった。やがてこの広場で行った演説は彼の政治活動のなかでもっとも成功したものだったと政権関係者は述べている。ケネディ暗殺後、この広場はジョン・F・ケネディ広場と改名された。
しかし実際は、西ベルリン駐留軍を強化しただけで具体的行為を何もしなかったケネディに対して、多くのベルリン市民やドイツ国民の目は冷ややかであった。ベルリン市民やドイツ国民が真に望んでいたベルリンの壁が崩壊したのはこれより26年後の1989年11月9日である。

#### キューバ危機

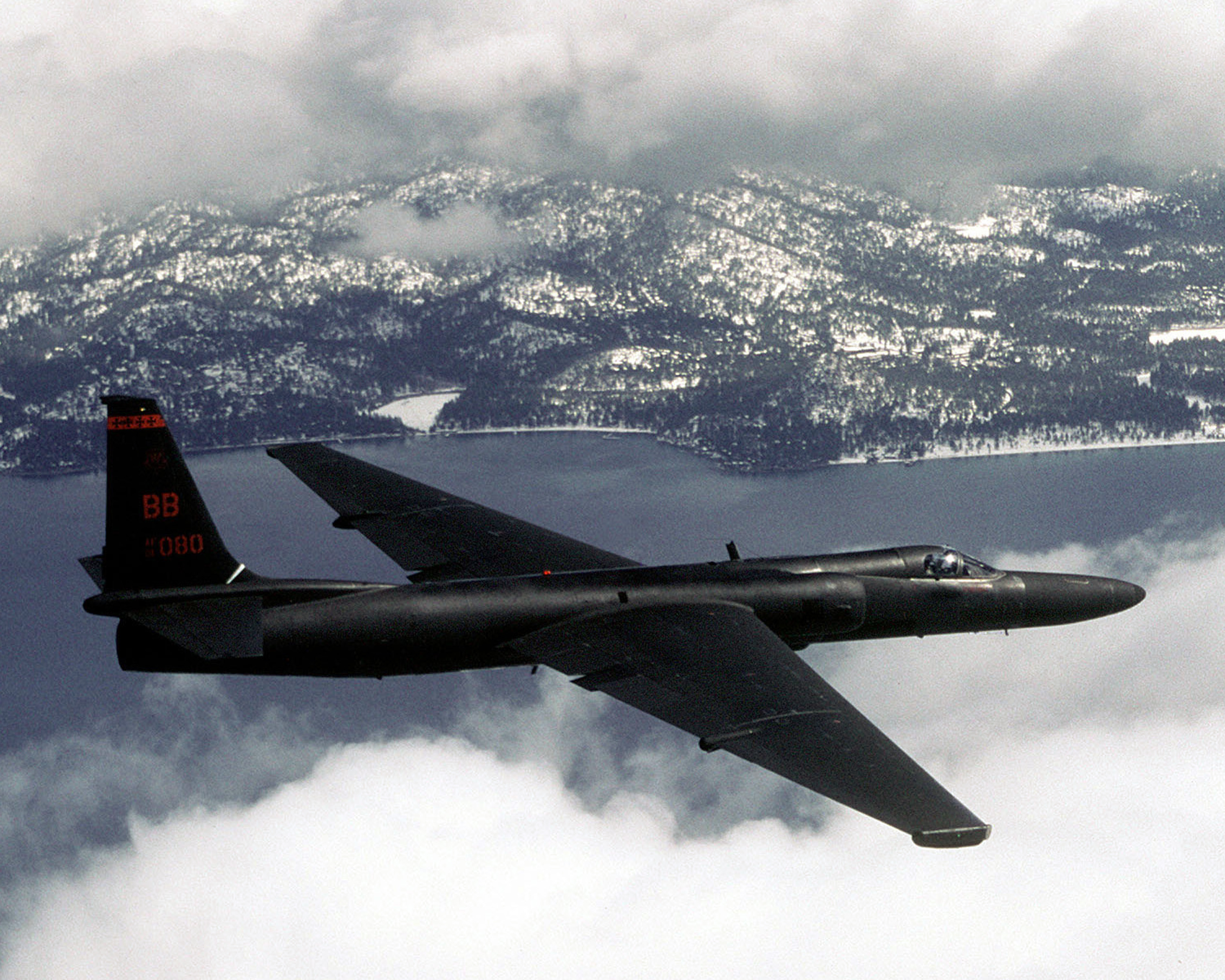
U-2偵察機

キューバ危機の回避は、おそらくケネディの大統領在職中の外交施策の中で数少ない、全面的に称賛されるものであった。巧みな政治手腕と側近からのサポート、そして運によって、ケネディは戦争を望んだ政権中の強硬派のコントロールと、ソ連の脅迫によって脅威が増すことを防ぐことの両方を試み、それに成功した。のちに、多くの人々がキューバ危機を「世界が核戦争にもっとも接近したとき」であると考えている。
1962年5月、フルシチョフはキューバに対してアメリカの侵攻に備えて核ミサイルを配備するように提案した。これはソ連側からみると西欧とトルコに米軍基地があって地上発射型ミサイルがあり、キューバに東側のミサイルを置くことの戦略的重要性を考えていた。一方キューバにとっては、前回のキューバ危機（ピッグス湾事件）の経験からアメリカの軍事侵攻が近いという判断で受け入れていた
。

サン・クリストバルに配置されたソ連のMRBM（10月14日）

ケネディは、ピッグス湾事件の失敗以降もキューバがソ連と急速に親密な関係を築いていたことから、アメリカ空軍機によるキューバ軍施設の偵察活動を継続させていた。1962年8月29日に写真撮影されたカリブ海域でのソ連船に地対空ミサイル（防御用とされている）が積載され、軍事要員が大幅に増員されていることが分かり、ケネディは直後の9月4日に「攻撃用ミサイルがもし見つかったならもっとも憂慮すべき問題が生じるだろう」と警告した。このころにはソ連の人員と設備のキューバ向け輸送が増え、一部のキューバからの亡命者が攻撃用ミサイルがすでにキューバに持ち込まれているとの情報が流れていた。10月14日、アメリカ空軍のU-2偵察機が、キューバにソ連が核ミサイルサイロを建設しているところを発見し、写真を撮影した。ケネディは16日午前9時にマクジョージ・バンディ国家安全保障担当補佐官から報告を受け、11時45分から緊急に国家安全保障会議を招集する決定を下した。しかもこの会議にはいつものメンバーに加えて、それ以外の顔ぶれを集めたため、のちに国家安全保障会議執行委員会（エクスコム）と呼ばれることとなった。
このエクスコムの会議には14 - 15人が集まり、おもな顔ぶれはジョンソン副大統領、ラスク国務長官、ボール国務次官、マクナマラ国防長官、ギルパトリック国防次官、マコーンCIA長官、ロバート・ケネディ司法長官、ディロン財務長官、スティーヴンソン国連大使、テイラー統合参謀本部議長、バンディ補佐官、オドンネル大統領特別補佐官、ソレンセン大統領顧問、アチソン元国務長官、ラヴェット元国防長官などであった。この席でケネディは当面する危険とこれに対処するあらゆる行動コースを即時徹底的に調査するように命じた。そして徹底した機密保持も命じた。この10月16日から13日間が歴史に深く刻まれ核戦争の寸前までいったキューバ危機の期間である。
ソレンセンの著書ではこの16 - 19日までの96時間が午前・午後・夜間を問わず会議の連続であったという。その間に新しい空中写真の分析が進み、近距離用攻撃用ミサイルが配置された地点が6か所に上り、中距離用ミサイル（IRBM）用の基地にするために掘られた箇所が3か所見つかった。これより前の9月11日にソ連は声明を発表しキューバに対する如何なる軍事行動も核戦争を引き起こすであろうと警告していた。そしてメンバーが行動に移す可能なコースとして、
1. ソ連に対して外交的圧力と警告および頂上会談（外交交渉のみ）
2. カストロへの秘密裡のアプローチ
3. 海上封鎖
4. 空爆
5. 軍事侵攻
6. 何もしない

の6つの選択肢を挙げた。そして1.の外交交渉のみと6.の何もしないは最初から真剣に討議された。18日夜の段階でも、外交交渉のみの案を支持するメンバー（おもに国務省関係者）もいたが、ケネディは1.と6.のどちらの選択肢も却下した。そして2.のカストロへのアプローチも、相手はキューバではなくソ連であることで却下となった。そして5.の軍事侵攻も1人 を除いて積極的な意見は出てこなかった。ケネディが「侵攻は最後の手であって最初の手ではない」との意見がほぼ全体のコンセンサスとなった。残るは3.の海上封鎖か4.の空爆で、最初は空爆が有力であった。ソレンセンは少なくとも17日の段階までケネディも空爆に傾いていたと述べている。この17日にアドレー・スティーブンソン国連大使は「平和的解決手段がすべて無駄に終わるまで空爆などはしてはなりません」と大統領に強く主張した。
ここで空爆の前に事前警告の必要が議論の焦点となった。統合参謀本部のメンバーはキューバへの空爆を支持していたが、マクナマラやロバート・ケネディは海上封鎖を主張した。マクナマラは、16日夕方の会議で海上封鎖をしてキューバの動きを見守り、その反応によってはソ連と戦うと述べた。ロバート・ケネディは事前警告なしの空爆は真珠湾の裏返しであり歴史に汚名を残すと述べ、この事前警告をした場合は逆にソ連に反撃のチャンスを与え、かつフルシチョフが反撃に乗り出さざるを得ない状況に追い込んで返って危険な状況となることが予想された。18日の会議でロバート・ケネディは以下の5つの選択肢を提示した。
1. 1週間の準備と西欧諸国とラテンアメリカ諸国への通告のあとに24日にMRBMの施設を爆撃する
2. フルシチョフへの警告の後にMRBMの施設を爆撃する
3. ミサイルの存在・今後阻止する決意・戦争の決意・キューバ侵攻の決意をソ連に通告する
4. 政治的予備会談を実施し失敗の場合に空爆と侵攻を行う
5. 政治的予備折衝無しに空爆と侵攻を行う

ラスクは1.に反対し、国防省関係者は2.に反対した。国務省関係者は3.に賛成であったが、空爆の前提ではなく監視強化が前提であった。4.と5.には意見はなかった。この18日から急速に海上封鎖が有力な案になった。ここまで強硬に空爆を主張してきた軍も最初は封鎖して、ソ連の出方によっては空爆か軍事侵攻も視野に入れることでその主張を後退させた。そして封鎖の場合に撤去させるのは攻撃用ミサイルだけとすることで、10月18日にはケネディは封鎖の選択に傾いた。
しかし19日朝になると統合参謀本部との協議で、テイラー議長はキューバへの軍事行動はベルリンを危険にし西欧諸国から批判を浴び、アメリカを孤立させかねないとする大統領の立場を認めながら、早急な軍事行動が必要とする意見を曲げなかった。そして参謀総長らが空爆や侵攻を強く主張し、空軍参謀のカーチス・ルメイは封鎖は弱腰と判断されるとしてケネディを苛立たせた。この日午前の会議（大統領は中間選挙遊説で欠席）ではアチソン元国務長官、ディロン財務長官、マコーンCIA長官、マクジョージ・バンディ補佐官が空爆に賛成、ラヴェット元国防長官は封鎖に賛成した。午後の会議でマクナマラの空爆を認めながら海上封鎖を優先させるべきとの意見と、ロバートの「会議で空爆と結論を出しても大統領は受け入れないだろう」との意見が通り、海上封鎖を実行し事態が進まない場合は空爆実施という折衷案がまとまった。
10月20日午後2時30分からの正式な会議（国家安全保障会議の第505回会議）でケネディは海上封鎖の実施を決断し、ケネディがその次に打つ手を自由に選べることと、フルシチョフにも選択の余地を残す利点があることで、封鎖での力の誇示がソ連に考え直す機会を与えることになることが決め手になり、何よりも悪いのは何もしないことであると述べている。ここから外交ルートで米州機構への申し入れ、各国首脳と西ベルリン市長あての手紙、フルシチョフへの簡単な通告文書の作成にかかった。ここで封鎖（Blockade）という言葉が好戦的で戦争行為と解釈されるため、以後は隔離（Quarantine）を言葉として使用することも決まった。

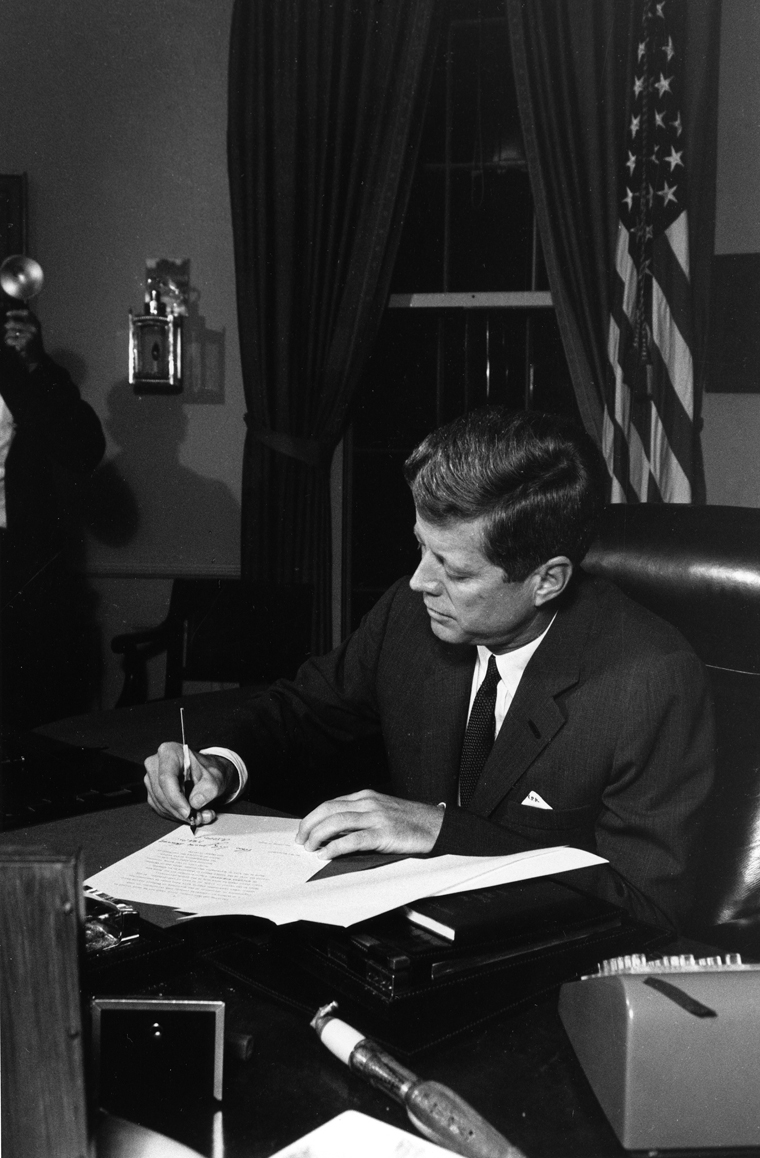
キューバ海上封鎖宣言に署名するケネディ大統領

22日になるとトルーマン政権での国務長官だったディーン・アチソンをフランスのシャルル・ド・ゴールのもとに派遣するとともにイギリスのハロルド・マクミラン、西ドイツのコンラート・アデナウアーのもとに国務次官を送り、NATO主要国である彼らの支持を得た。また、OAS諸国には現地のアメリカ大使から政府に事態を知らせた。元大統領のフーヴァー、トルーマン、アイゼンハワーに対してはホワイトハウスから電話でケネディ自身が状況説明を行い、さらに午後5時から議会指導者に対しても自身で状況説明を行った。この議会指導者との会談でJ・ウィリアム・フルブライト、リチャード・ラッセル・ジュニアの両上院議員は海上封鎖に反対し、キューバ爆撃を主張した。ソ連のドブルイニン大使が国務省に招かれたのが午後6時で、ほぼ同じ時刻にモスクワでコーラー駐ソ大使がクレムリンに向かった。国内の軍隊をアメリカ南東部に移動、空軍戦略航空軍団を最高の警戒レベルに引き上げ、180隻の海軍艦艇をカリブ海に展開させて海上封鎖の準備を整えた。
10月22日午後7時、これらの準備が整ったうえでケネディは演説を行い、キューバに攻撃用ミサイルが持ち込まれた事実と米国によるキューバ海上封鎖措置を発表。ソ連およびキューバ国民に対して、攻撃用ミサイルは何の利益にもならないと強調した。この演説は合衆国海外情報局（USIA）を通してスペイン語に訳され、中南米諸国に放送された。この演説の翌日、OASは全会一致で米国による海上封鎖措置の支持を決議した。ケネディの演説から2日後の朝に海上封鎖が発効し、潜水艦に守られていたソ連船18隻のうち16隻が洋上で停船・またはUターンし、翌日にはこれら16隻すべてがUターンした。
10月25日にはアメリカの国連大使アドレイ・スティーヴンソンがキューバに持ち込まれたミサイル基地の航空写真を用いてソ連のワレリアン・ゾーリン国連大使と対決し、劇的な効果を収めた
。

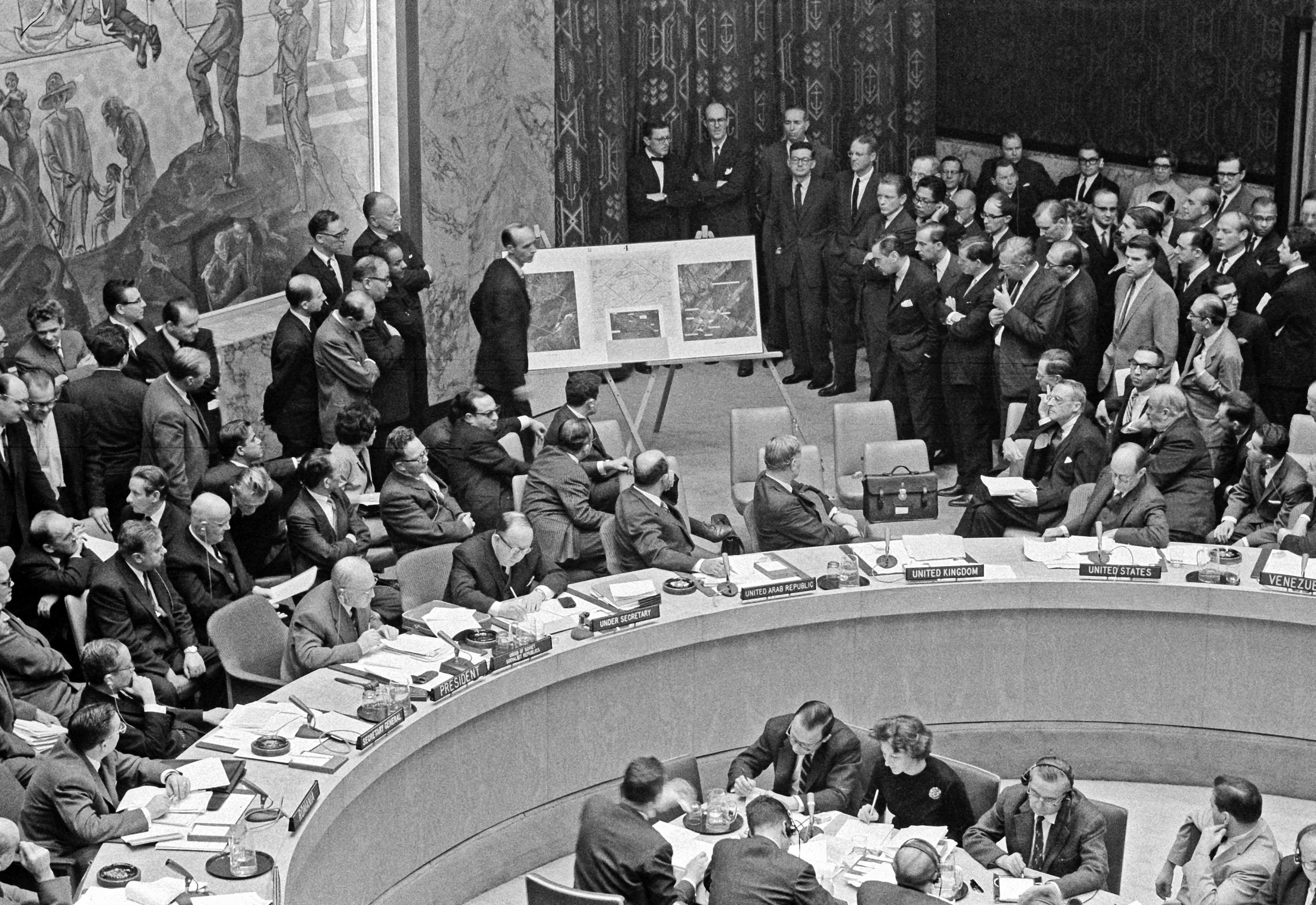
緊急国連安保理でキューバのミサイルの存在を撮影した写真で説明するアドレイ・スティーヴンソン国連大使（10月25日）

スティーヴンソン大使「ゾーリン大使にお伺いします。ソ連がキューバに準中距離および中距離弾道用ミサイルを装備し、たった今も増強していることを否定するのですか」
ゾーリン大使「私はアメリカの法廷に立っているわけではない」
スティーヴンソン大使「あなたは今、世界世論の法廷にいるのです。イエスかノーでお答え下さい」
ゾーリン大使「そんな検事のように質問されてもお答えすることはできない」
スティーヴンソン大使「地獄の火がすっかり凍るまで待てというなら、私はここで返答があるまで待っていよう」
しかしこの後もキューバ国内では、すでに持ち込まれた資材をもとにミサイル基地建設が急ピッチで進んでいた。この間、10月26日と10月27日に、ニキータ・フルシチョフから続けて書簡が届き、前者は柔軟、後者は強硬な内容であった。10月26日に届いた書簡は、ミサイルをキューバに置いたのはキューバを侵攻から守るためで、もしアメリカがキューバを攻撃・侵攻しないと約束すれば国連の監視下で撤去する旨の内容であった。この内容の書簡はウ・タント国連事務総長にもゾリン国連大使から届けられている。
ところが翌27日に来た書簡では、前日の内容にまったく触れずトルコにあるミサイルの撤去を交換条件として要求してきた。これは東西対立の厳しい状況の中でヨーロッパでは東欧の共産圏があって、ソ連にとっては東欧が緩衝地帯で直接アメリカの核ミサイルが脅威ではなかった。しかしトルコはソ連と境界を接し、トルコ国内の核ミサイルが直接ソ連領内に向けられているため、この時代のソ連はトルコのアメリカ軍のミサイルは脅威であった。この前年のベルリン危機でも、アメリカはトルコがソ連の攻撃目標になることを常に念頭に置かなければならない状況であった。しかし、1960年代に入ってトルコに配備しているミサイルはすでに旧型であり、アメリカでは原潜などに移動型ミサイルの配備が進み、さらに米ソ間のミサイルの保有数で圧倒的にアメリカが優位で 必ずしも核ミサイルの固定基地が絶対必要という時代ではもうなかった。しかし、簡単に撤去を了解するとソ連の圧力に屈したことを印象づけ、ほかの同盟国との信頼が低下することをケネディは懸念していた。

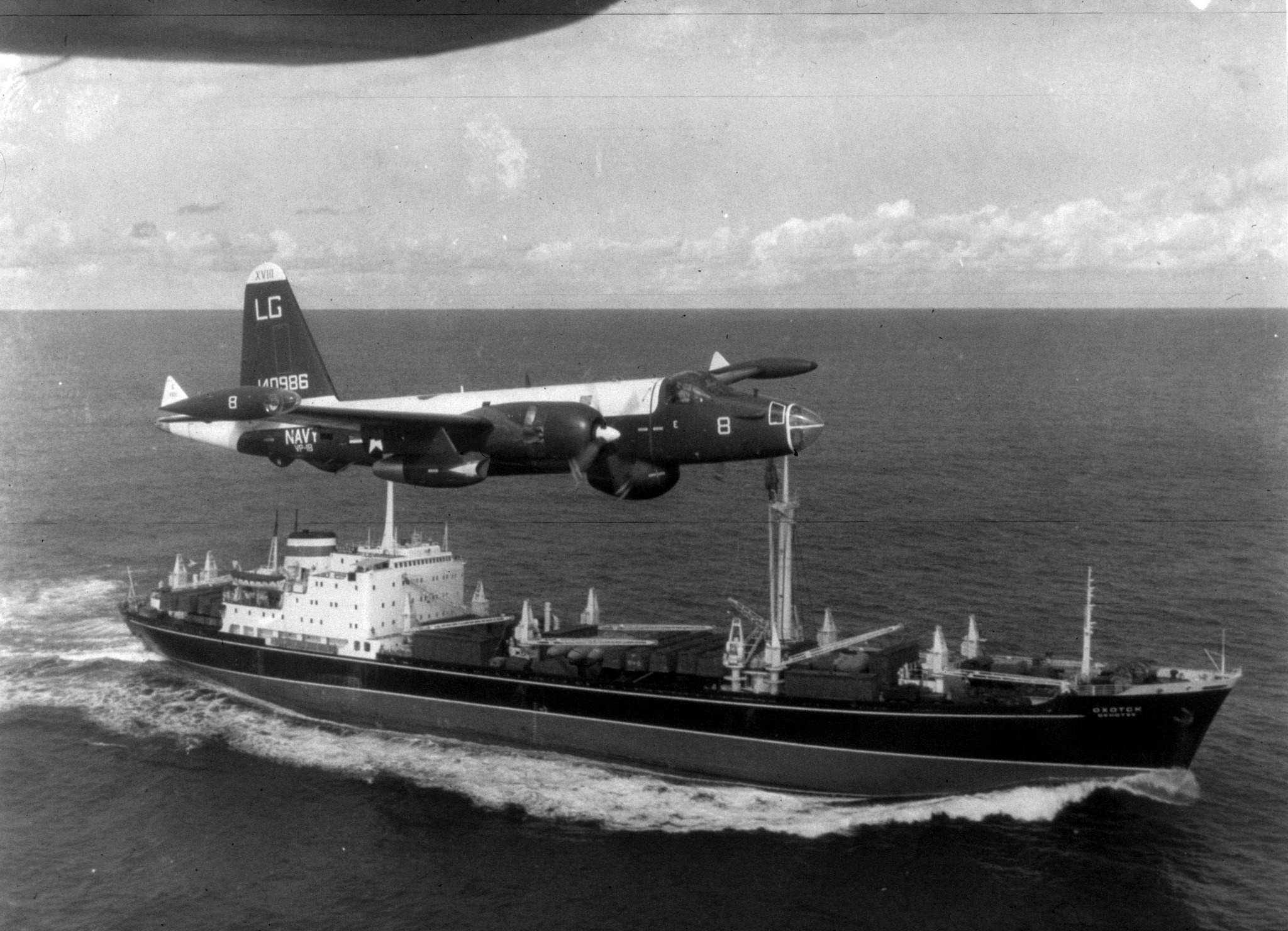
ソ連の貨物船の上空を偵察飛行するアメリカ軍のロッキードP-2 ネプチューン

この10月27日は混乱と緊迫に包まれた1日となった。
この日、ルドルフ・アンサーソン少佐が操縦していたU-2偵察機がキューバのSAM（地対空ミサイル）により撃墜される事件が起こった。16日以降の最初の時期の会議で、もし偵察飛行中に米軍機が撃墜されるような事態が生じた場合はSAM（地対空ミサイル）基地に1回だけ報復攻撃を加え、その後も相手が攻撃を加えてきた場合は全面的に叩き潰す方針を決定していた。従って、これに対する行動はエクスコムのほぼ全員がSAM基地の破壊で一致した。しかしケネディは彼らを引き戻し、キューバに対する攻撃は、ベルリンやアメリカのジュピター・ミサイルが配置されているトルコに対するソ連の攻撃を誘発しかねないとしてきわめて慎重な姿勢を示し、すぐに反撃するのではなく1日待つこととした。しかし参謀本部は一気に態度を硬化して即時空爆を主張し、29日の時点で大規模空爆を仕掛け、即侵攻部隊を送り込むべきとの意見が強まった。そして基地建設が進み、海上封鎖の封鎖線にソ連船舶6隻と東側の3隻の船舶が向かっているとの情報が入った。
ケネディはフルシチョフからの書簡について、26日に届いた柔軟な内容の方にのみ回答する方針を決め、ロバート・ケネディと大統領顧問テッド・ソレンセンにその回答の起草を命じた。そしてスティーヴンソン国連大使が推敲して同日午後8時に公表した。この回答の内容において以下の3つの条件、
1. ミサイル基地建設の中止
2. 攻撃型ミサイルの撤去
3. 国連査察の受け入れ

を提示し、この条件を了解すればアメリカは海上封鎖を解き、キューバを攻撃・侵攻しないと確約するものであった。これが送信されたあと、ロバート・ケネディは兄ジョンの求めで駐米ソ連大使アナトリー・ドブルイニンと密かに会うこととした。このドブルイニン大使との席でロバートは、この返書は大統領個人のものであり、軍部からの強硬な意見を無視した決断であること、米軍機の撃墜と操縦士の死亡は軍部を強く刺激してもはや平和的な解決を図るには時間がなくなったことを強調した。そして懸案のトルコのミサイル撤去について「キューバのミサイル撤去が確認された段階で必ずトルコから撤去する」とし、もしこの約束が漏れたら責任はすべてソ連側にあり、この提案すべてが反故になると強く告げることを忘れなかった。
このケネディの回答に対するフルシチョフの返事は、翌日の27日午前9時にワシントンに届いたモスクワ放送のラジオニュースで明らかになった。この中で、フルシチョフはアメリカがキューバに侵攻しないことと引き換えにキューバのミサイルを撤去することに同意した。そしてキューバ危機のあと、ケネディはトルコに配置してあるジュピター・ミサイルを撤去した。のちの歴史学者の間では、当時のソ連第一副首相アナスタス・ミコヤンからの強い進言がフルシチョフにキューバの核ミサイル撤去に踏み切らせたと考えられている。
なおアメリカは、このときにキューバのミサイル発射基地の建設の動きは見ていたが、本当に核ミサイルがソ連から運び入れられているとは考えていなかった。それはこれから起きる事態だと予想していた。しかし実際はこの時点ですでに核ミサイルが秘密裏に搬入されており、封鎖の動きに対抗してカストロはフルシチョフに核ミサイルの使用を呼びかけていたと、36年後にカストロとマクナマラが同席した懇談会の場でカストロが明らかにし、それを聞いたマクナマラは驚愕してもう一度聞き直す一幕があった。キューバ危機とは、すでに核兵器のうえでアメリカ、ソ連、キューバが踊り、計算違いが一つあれば核戦争に突入してもおかしくない事態であった。
ケネディとフルシチョフは、互いの陣営を巧みに操りながら核戦争の危機をうまく回避したことにより、世界中からの尊敬を集めた。しかしケネディは当初からソ連の狙いはベルリン問題にあると見ていた。そしてフルシチョフもベルリンとキューバを一体のものと捉えていた。ピッグス湾事件でケネディを過小評価し、ウィーン会談で脅しに近い形でベルリン問題に決着をつけようとして反発されたが、そのあとにベルリンの壁を作り、キューバに核ミサイルを置くことでケネディに対して有利な立場を築こうとした行動が今回のキューバ危機であった。ケネディは、このときに自分が柔軟に対応しようとすれば、逆にフルシチョフをますます強硬な姿勢にするだけだと学んでいた。もしフルシチョフが当初にケネディは弱いと受け止めていなければ、キューバのミサイル危機は起きなかっただろうと言われている。フルシチョフはのちに「アメリカはあのときに、自分の国土が、自分の国民が脅かされるとはどういうものか初めて学んだ」と回想している。
フルシチョフは、この2年後の1964年10月14日に同志たちの裏切りで突然失脚させられてしまった。日本では東京オリンピックが開催中で国中が沸いていたときであった。

#### 「平和のための戦略」
キューバ危機が去ったあと、米ソ両国の指導者は核戦争を回避するための道を模索し始めた。実戦用ICBMやポラリス型ミサイル、長距離爆撃機は数の上ではアメリカが優位であり、前年のキューバ危機でケネディもフルシチョフもその教訓を得た。もはや軍備競争で勝者になろうとしても不可能であることを悟った。1962年11月29日、キューバからの帰途につく中でワシントンに立ち寄り、ホワイトハウスを訪ねたミコヤン第一副首相は、今後米ソ間でのすべての主要な問題について交渉することをケネディに伝えた。それからほぼ半年、米ソと英国のマクミラン首相を加えての水面下での交渉が始まった。そして1963年6月10日、ケネディはアメリカン大学の卒業式において冷戦を変える必要があることをアメリカ国民とソ連に呼びかけた演説を行った。のちにこの演説は『平和のための戦略（THE STRATEGY OF PEACE）』演説として歴史に残った。
この演説の中でケネディは、米英ソの間で核実験禁止に関する話し合いを始めることを宣言した。この演説はノーカットでソ連の新聞やラジオで伝えられた。その後、6月20日に危機管理のためのホットラインが米ソ両国間で設置され、8月5日、米英ソの間で部分的核実験禁止条約（PTBT）を締結することになる。
この条約で大気圏内、大気圏外、海中における核実験は禁止された。この条約はその内容よりも、「核軍縮への第一歩としてのシンボルである」という点に重点を置かれていたため、実際にはこの条約は地下での核実験は禁止されていなかったために、その後も地下核実験はこれまで同様に行われた。さらに、この条約に調印しなかったフランスや、その後新たに核兵器を保有することとなった中国は、その後も大気圏内での核実験を行っていた。また通常兵器の削減もまったく考慮されていなかったために、ケネディは前述のようにベトナムでの軍事介入を続けたうえに、通常兵器に対する予算が削減されたわけでもないため、核兵器の製造や配備はその後も削減されずに継続された。
しかしこれ以降米ソは世界の安定、現状維持、危機管理の方法の確立、核不拡散などの点で共通の利害を有するとの認識が深まることで、デタントの流れを形成していった。

#### ベトナム政策
ケネディ政権がその短い政権期間に行った外交政策の中で、もっとも大きな議論を呼ぶとともに、もっとも大きく非難され、さらにその後のアメリカの外交政策だけでなく、内政に対しても長く深刻な影響を残したのが対ベトナム政策の拡大である。ちなみにケネディは、その生涯を通じて南北双方のベトナムに訪問したことはなかった。
アイゼンハワーの後を継いで大統領に就任したケネディは、就任直後に、東南アジアにおける「ドミノ理論」の最前線にあったベトナムに関する特別委員会を設置するとともに、統合参謀本部に対してベトナム情勢についての提言を求めた。これを受けて特別委員会と統合参謀本部はともに、ソ連や中華人民共和国の支援を受けてその勢力を拡大する北ベトナムによる軍事的脅威を受け続けていたベトナム共和国（南ベトナム）へのアメリカ正規軍による援助を提言した。

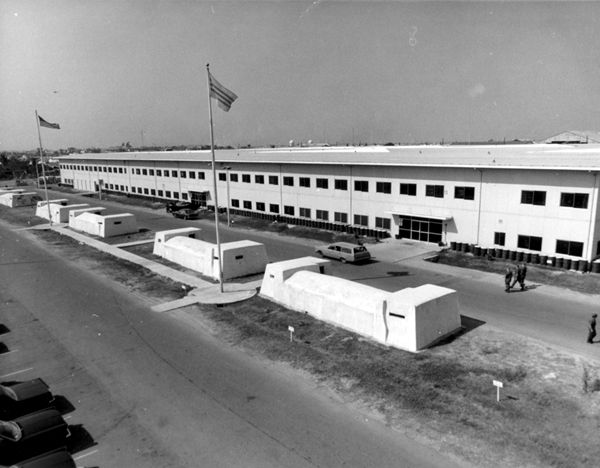
南ベトナム軍事援助司令部本部

これらの報告を受けてケネディは、正規軍の派兵は「ピッグス湾事件」「キューバ危機」「ベルリン危機」などのほかの地域において起きていた対立を通じて、世界各地で緊張の度を増していたソビエト連邦や中華人民共和国を「過度に刺激する」として行わなかった。その反面、「（北ベトナムとの間で）ジュネーブ協定の履行についての交渉を行うべき」とのチェスター・ボウルズ国務次官とW・アヴェレル・ハリマン国務次官補の助言を却下し、「南ベトナムにおける共産主義の浸透を止めるため」との名目で、アメリカ軍の正規軍人から構成された「軍事顧問団」の派遣と軍事物資の支援を増強することを決定した。
この決定にあわせてケネディは、フルブライト上院外交委員会委員長に対し、「南ベトナムとラオスを支援するために『アメリカ軍』を南ベトナムとタイに送る」と通告した。また、この決定を正当化させるために、ジョンソン副大統領とマクナマラ国防長官をベトナムに派遣し情勢視察にあたらせた。ジョンソンはベトナム視察の報告書の中で、「アメリカが迅速に行動すれば、南ベトナムは救われる」として迅速な支援を訴え、同じくマクナマラも、その後南ベトナムの大統領となるグエン・カーンへの支持を表明し、「我々は戦争に勝ちつつあると、あらゆる定量的なデータが示している」と報告、ケネディの決定を支持した。
その後ケネディは、アイゼンハワー政権下の1960年にはわずか685人であった南ベトナムに駐留するアメリカ軍事顧問団を、1961年末には3,164人に増加させ、さらに1963年11月には16,263人に増加させた。
また、ケネディ政権はベトナムに1961年11月に枯葉剤の撒布を行うことを決定した。悪名高いこの作戦は、名目上はマラリアを媒介するマラリア蚊や蛭を退治するためとされたが、実際は南ベトナム解放民族戦線の隠れ場となる森林の枯死、およびゲリラ支配地域の農業基盤である耕作地域の破壊が目的であった。実際に枯葉剤はアメリカ軍事顧問団によりゲリラの根拠地であったサイゴン周辺やタイニン省やバクリエウ省のホンザン県などに大量に撒布され、その後1971年にニクソン政権により停止されるまで散布が続けられ、アメリカ復員軍人局の資料によれば確認できるだけで8万3600キロリットルの枯葉剤が撒布された。ベトナム政府によれば、最大300万人のベトナム人が枯れ葉剤にさらされ、21世紀の現在もなお先天性欠損を抱える子ども15万人を含む100万人が健康への深刻な影響を受けているとしている。
あわせて1962年2月にケネディは「南ベトナム軍事援助司令部（MACV）」を設置し、爆撃機や武装ヘリコプターなどの各種航空機や、戦車などの戦闘車両や重火器などの装備も送るなど、「軍事顧問団」を、その規模・内容ともに「実質的にはアメリカ軍の正規軍と変わらない」ものとさせた。さらにケネディは、1962年5月に南ベトナムとラオスへの支援を目的に、タイ国内の基地に数百人規模の海兵隊を送ることを決定した。また日本の沖縄には正規軍の基地と、数千人の海軍と海兵隊が常駐していた。
このようにケネディは、アメリカ軍事顧問団の増派とその後の南ベトナム軍事援助司令部への拡大、南ベトナム軍への軍事物資支援の増強と枯葉剤の散布という形の軍事介入拡大政策を通じてベトナム情勢の転換を図ろうとしたものの、ケネディやジョンソン、マクナマラの思惑に反して、アブバクの戦いで南ベトナム軍とアメリカ軍事顧問団が南ベトナム解放民族戦線に敗北するなど、一向に事態は好転しなかった。しかももともとカトリック教徒であるゴ・ディン・ジェムは仏教を徹底的に弾圧して、これに抗議する仏教徒が焼身自殺を図り、これに対してゴ・ディン・ジェムは仏教寺院を徹底的に攻撃するなど南ベトナム国内の政情が次第に不安定となり、悪化していった。

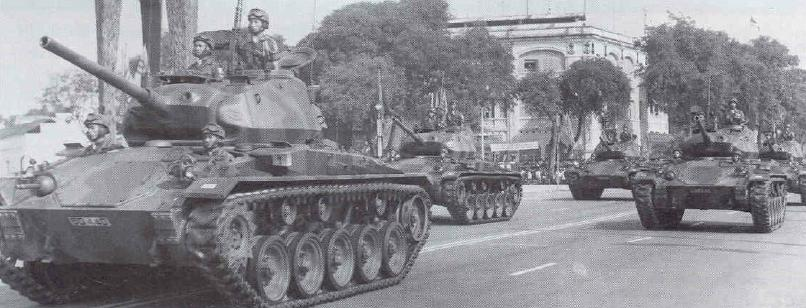
南ベトナム陸軍にアメリカから貸与されたM24軽戦車

その後、ケネディ政権を完全に敵対視するようになった南ベトナム大統領ゴ・ディン・ジェムに対して、ケネディは1963年9月2日にウォルター・クロンカイトとのインタビューの中で「サイゴン政府（南ベトナム）が国民の支持を得るためにより大きな努力をしなければこの戦争には勝てない。最終的にはこれは彼らの戦争だ。勝つか負けるかは彼らにかかっている。我々は軍事顧問団を送り、武器を援助することはできる。しかしこの戦争で実際に戦い勝たねばならないのは彼ら自身なのだ」とジェムに対して警告した。
さらにケネディは「『アメリカは（南ベトナムから）撤退すべきだ』という人たちには同意できない。それは大きな過ちになるだろう」と述べ、南ベトナムからのアメリカ軍「軍事顧問団」の早期撤収を主張する国内の一部の世論に対して反論した。これはケネディ政権内部でのゴ・ディン・ジェムに対する見方が分かれていたことも起因していた。

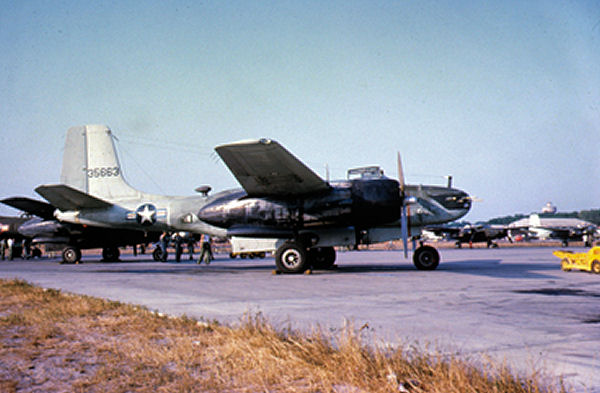
ビエンホア基地に展開するアメリカ軍「軍事顧問団」のダグラス B-26(A-26)爆撃機

続いて、ジェム率いる南ベトナム政府への単純に軍事支援を続けることに限界を感じていたケネディとマクナマラは、対立が深まりアメリカ政府によるコントロールが利かなくなっていたジェムへの揺さぶりをかけることも踏まえて、これまでのような軍事顧問団の増強方針から一転して、10月31日に「1963年の末までに軍事顧問団から1,000人を引き上げる予定」であることを発表した。また「1965年12月31日までには完全撤退させる計画がある」と明言し、ジェム政権に揺さぶりをかけた。しかしジェム政権は意に介す様子はなかった。
ケネディはもう一つの方策を指示していた。ケネディが上院議員選挙でマサチューセッツ州の対抗馬であったヘンリー・カボット・ロッジ・ジュニアを南ベトナム大使に任じ、そのロッジはジェム政権のナンバー2で弟のゴ・ジンヌー夫妻を「排除（事実上の外国首脳の殺害）」することを要望していたが、事態はケネディの求めるとおりにジェム政権の排除へ動いていた。そして11月1日、南ベトナムでケネディ政権のアメリカ政府および軍の「黙認（事実上の承諾）」を受けた軍部のクーデターが起き、ゴ・ディン・ジェムとゴ・ジンヌーは殺害された。その後、南ベトナム軍部での権力闘争が激化して短期間で最高指導者が変わり、ベトナム情勢はより複雑となった。
なお、後に泥沼化したベトナム戦争からのアメリカ軍の完全撤収を決めた「パリ協定」調印に向けた交渉を行ったヘンリー・キッシンジャーは、ケネディ政権による「軍事顧問団の完全撤収計画」の存在を否定しており。このケネディ政権による「軍事顧問団の完全撤収計画」の発表は単なるジエム政権に対するブラフであり、これ以降も軍事介入拡大政策を取り続ける意向であったことが明らかになっている。

#### 対イスラエル政策
ケネディはまた、イスラエルの核開発に対し強硬に対応した数少ない合衆国大統領として知られている。建国直後からアメリカやイギリス、フランスなどから陰に陽に協力を得て核開発に邁進したイスラエルだが、ケネディは大統領就任直後から「イスラエルが核を取得することは中東に大きな戦禍をもたらすことになる」という考えをもとに何度も外交勧告を行い、ついには査察団まで送り込んでいる。

#### 「平和部隊」
ケネディが最初に行ったことのうちの1つは、1961年3月1日に大統領令10924号に署名し、「平和部隊」（Peace Corps）を創設することだった（同年9月22日に議会により承認）。志願した人々によって開発途上国で実行されたプログラムは、「教育、農業、ヘルスケアおよび建設の部門で友好国の支援にあたる」とされ、一部からは「アメリカによる過剰な他国への介入の象徴」として批判された。アメリカ企業の進出の地盤固めとして機能しているという指摘も多いが、発足から50年を経て延べ21万人のアメリカの若者が計139か国に派遣された。この平和部隊の実施は、日本にものちに青年海外協力隊の発足につながった（平和部隊参照のこと）。

#### ラテンアメリカと進歩のための同盟
進歩のための同盟参照のこと。

## ホワイトハウスの1日
ケネディが大統領に就任してホワイトハウスに入ってから、ホワイトハウスでの1日の過ごし方はほぼ以下の通りであった。
毎朝午前7時に目を覚まし、ベッドの中ですぐにその日の新聞に目を通した。『ニューヨークタイムス』『ワシントンポスト』『ウォールストリート』などの主要紙で、速読が得意であったので15分くらいの時間であった。その後、ベッドで朝食をとり、オレンジジュースにベーコン、マーマレードをたっぷり塗ったトースト、半熟卵2個、そしてクリーム入りコーヒーと、ほぼ毎日同じ朝食であった。午前8時にバスタブに浸かった。そして午前9時に大統領執務室に入る。デスクでまずケニー・オドンネルがその日の行動スケジュールを伝え、その後、デイブ・パワーズ、アーサー・シュレジンジャー、セオドア・ソレンセン、ピエール・サリンジャーなどの各補佐官から最新の国際情勢についての報告を受けた。午後1時に本館と西棟の間にある室内の水温32度の温水プールに滑り込む。これは腰の痛みを和らげるためで、温水と30分の平泳ぎは治療の一環であった。
水泳を終えるとプライベートフロアで簡単なランチを済ませる。時にはハンバーガー1個であったり、非常に少食であった。そしてきっかり45分間の睡眠をとった。ケネディにとって午睡は回復の時であった。大統領の日々のスケジュールは、集中的に仕事に取り組む時間帯を中心に体力の回復を図る休憩が挟まれていたのである。そしてジャクリーン夫人に起こされて再び大統領執務室に戻る。夜8時ごろまで執務を行い、プライベートフロアに戻ってディナーとなる。このときにジャクリーン夫人が思い立って何人か呼びディナーパーティーを催すこともあった。
このあとはプライベートな時間となるが、ホワイトハウスには映画館があり、ケネディは第二次世界大戦の映画と西部劇をよく見ていたといわれる。
しかし、1980年代後半に公表されたFBIの報告によると、ホワイトハウスを監視していたFBI当局は、在任2年10か月の間に大統領がホワイトハウスで親密な関係を持った女性を少なくとも32名リストアップしている。もちろんこれらはこのスケジュールに入っていない。

## 暗殺

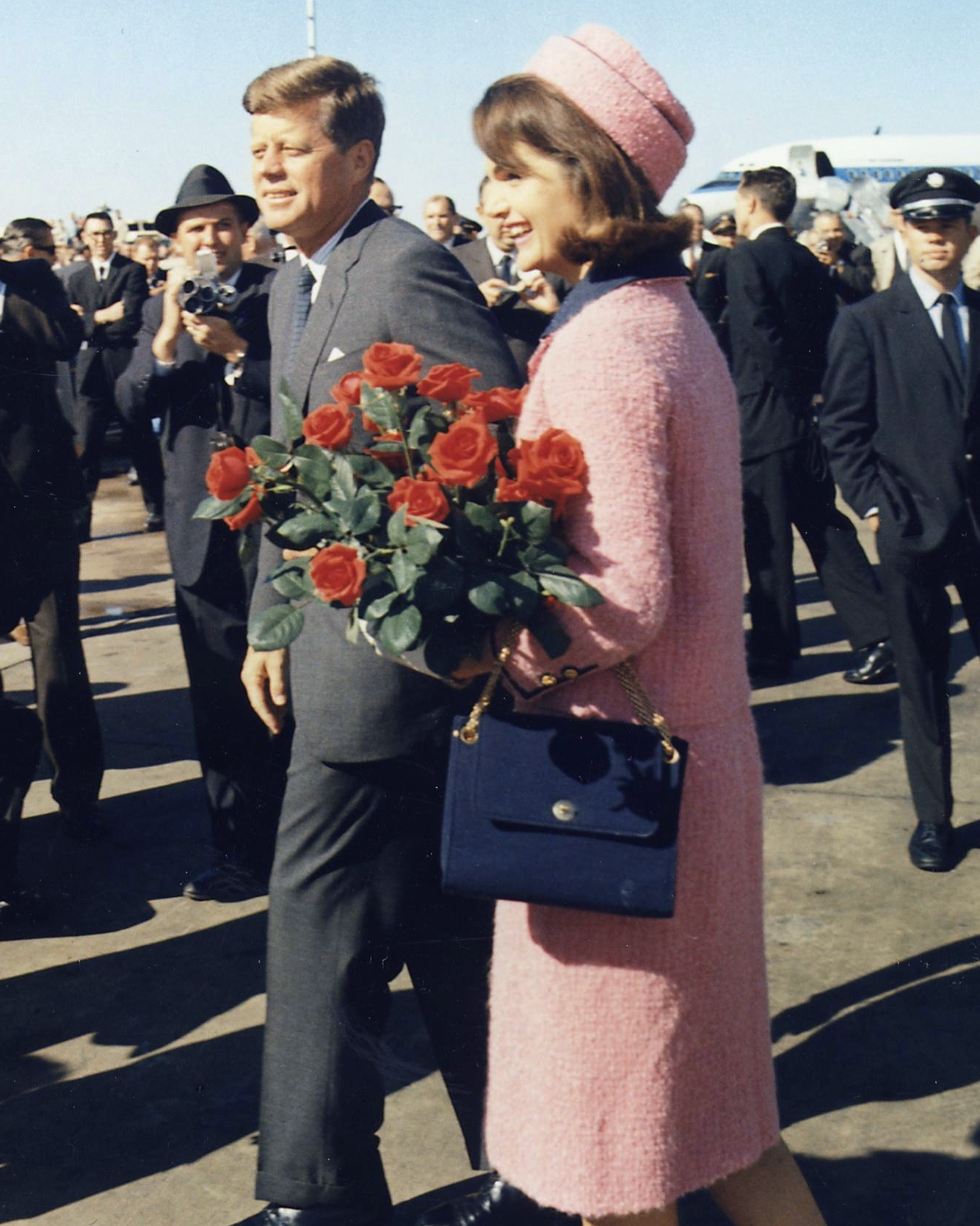
ダラスに到着直後のケネディ大統領夫妻（1963年11月22日11時40分）

最初の銃弾が命中し喉を押さえるケネディ大統領（12時30分）《ザプルーダー・フィルムより》

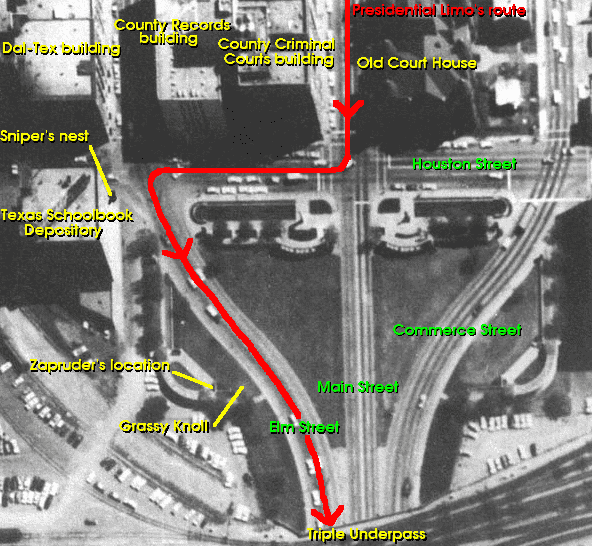
赤線がパレードの経路。黄色字のザプルーダーの位置のほぼ正面の赤線上で射撃された。

1963年11月22日、翌年の大統領選挙キャンペーンとしてテキサス州を訪れ、この日フォートワースからダラスに到着して、市内をオープンカーでパレード中に、多くの市民が見ている前で何者か（リーハーヴェイ・オズワルドであると言われている。彼はダラス警察に捕まり、署内でジャック・ルビーによって射殺されたため、真相は明らかではない）に狙撃され死亡した。43歳で大統領に就任してから、わずか2年10か月と2日の在任期間であった。
ケネディとジャクリーン夫人はこの日、午前11時40分にテキサス州ダラス郊外のラブフィールド空港に到着（このとき、夫妻に渡されたのはダラスの象徴である「黄色いバラ」ではなくなぜか「赤いバラ」であった。)「ケネディ側近の依頼で防弾ハッチが取り外された（これが間接的にケネディの命を奪うことになった）」と誤解されているが、この当時のバブルトップは雨だけを防ぐプラスチック製のものであり、当日は雨が上がったので使用する必要がなかった。大統領専用車に乗ってコナリー州知事夫妻とともに市内をパレードした。
ヒューストン通りからエルム通りに左折してデイリープラザに入った12時30分、あたりに銃声が鳴り響き、後方のテキサス教科書倉庫ビルを含む複数個所から数発の銃弾が発射されたらしく、あたりは混乱の坩堝と化した。その間に2発がケネディに命中し、最初の一発が喉を撃ち抜き、苦痛で前かがみになりかけたケネディの頭部にあとの1発が命中して致命傷となり、後方でオートバイに乗っていた警官にまで脳漿が飛んだ。急いでパークランド記念病院に担ぎ込まれたもののすでに頭部を砕かれて心肺停止の状況であり、手の施しようの無いまま午後1時に死亡が確認された。病院から大統領専用機に遺体が運ばれ、ジャクリーン夫人が同席して副大統領のジョンソンが第36代大統領に昇格、就任宣誓が行われた。

### ザプルーダー・フィルム
当時ダラスで婦人向け衣料の販売店を経営していたエイブラハム・ザプルーダーによって撮られた、暗殺の瞬間を映した8ミリ映像（ザプルーダー・フィルム）では、ケネディの頭部は致命的と見られる射撃によってひどく破壊され、後方に動いている。その致命的な射撃は前方から行われたようにも見えることから、この映像はリー・ハーヴェイ・オズワルド以外の狙撃者の存在についてさまざまな議論を生んだ。直後にジャクリーン夫人が動揺した様子で後方に目を移し、オープンカーの後方部分に這い出て、シークレットサービスにすぐ引き戻されている映像が独立した複数の映像から確認できる。ただし、ジャクリーン夫人自身はその後のウォーレン委員会でそのことはまったく覚えていないと証言している。彼女はケネディの頭部の骨片を医師に渡している。

### ウォーレン委員会
ケネディ暗殺事件に関しては、直後に最高裁長官アール・ウォーレンを委員長とした調査委員会（ウォーレン委員会）が設置された。翌1964年9月、大統領暗殺に関する公式な政府報告書（ウォーレン報告）がまとめられ、犯人とされたオズワルドの単独犯行と結論づけられた。しかし結論に至るまでの記述が結論ありきな部分が見られた為に、多くの人々から様々な疑惑を提示された上、証拠物件の公開が政府によって2039年(現在は短縮されている)まで不自然に制限されたり、大規模な証拠隠滅が行われたと推測できる事象が多くあるため、13年後に設置された特別委員会（下院暗殺調査委員会）の報告でオズワルドが犯人であるという結論を出しつつ、単独犯でなく共犯者のいる可能性を否定できないとしている（しかし、特定の団体が関係しているとはいえないと結論づけている）。
特に重要なことはケネディが撃たれた場所の前方の丘の上（グラシー・ノール）での不審な事象について、複数の一般人の証言 が見られたことである。これらは射撃がすべて「後方から」オズワルド一人によって行われたとするウォーレン報告の内容とは矛盾しており、陰謀の存在が指摘される理由となっている。そしてキューバに対するケネディの対応に不満や反感を持つCIAや亡命キューバ人グループあるいはマフィア、カストロ暗殺計画を進めたことに対して反応したキューバ政権、および南ベトナム情勢が悪化してもいっこうに動かないケネディに対して反感を持つ軍産複合体などの謀略説など、さまざまな主張が存在する。

### オズワルドとルビー
暗殺犯とされたオズワルドは、警察の尋問に対し一貫して「はめられた」と主張するのみだった。事件の2日後の11月24日の午前中、ダラス市警察本部から郡拘置所に移送するため市警本部の地下通路を護送中に、市内のナイトクラブ経営者でマフィアと（そして、ダラス市警察の幹部の多くとも）関係が深いジャック・ルビーに射殺された。この射殺事件にもケネディの暗殺事件の真相の隠蔽行為（口封じ）であるとする意見がある。ルビーは1964年3月に殺人罪で有罪判決が下されるが、事件について多くを語らないまま4年後に肺塞栓症により病院で死亡した。

### クレイ・ショー裁判
ケネディ暗殺はアメリカ史上でも最暗部に属する事件であるが、それが唯一法廷上で検討されたのがクレイ・ショー裁判であった。ニューオーリンズの検事ジム・ギャリソン（民主党員）はクレイ・ショーを大統領暗殺に関わる陰謀罪で逮捕した。この裁判において、上述のザプルーダー・フィルムが初めて一般公開され、大衆の目に留まることになった。のちに裁判の経緯を記したギャリソンの原作をもとに映画『JFK』がオリバー・ストーン監督によって製作された。
ギャリソンはショーがCIA経由で暗殺事件に関わっており、事件はCIA、軍部、国家の関与したクーデターであると主張した。最終的に裁判はギャリソン側が敗訴するが、のちにCIAがウォーレン委員会の批判者たちへ圧力をかけていたこと、ショーが実際にCIAのために働いていたことが公的に示され、 ギャリソンの主張を荒唐無稽と断ずることが出来ないと指摘する研究者も多い。
なお、ケネディ暗殺事件を調査していた人々から取材の為の証人探しの時に、多くの目撃者、関係者が変死しているとの報告が相次いでおり、事件後に証人達を組織的に暗殺する動きがあったとする陰謀説がある。

## 国葬

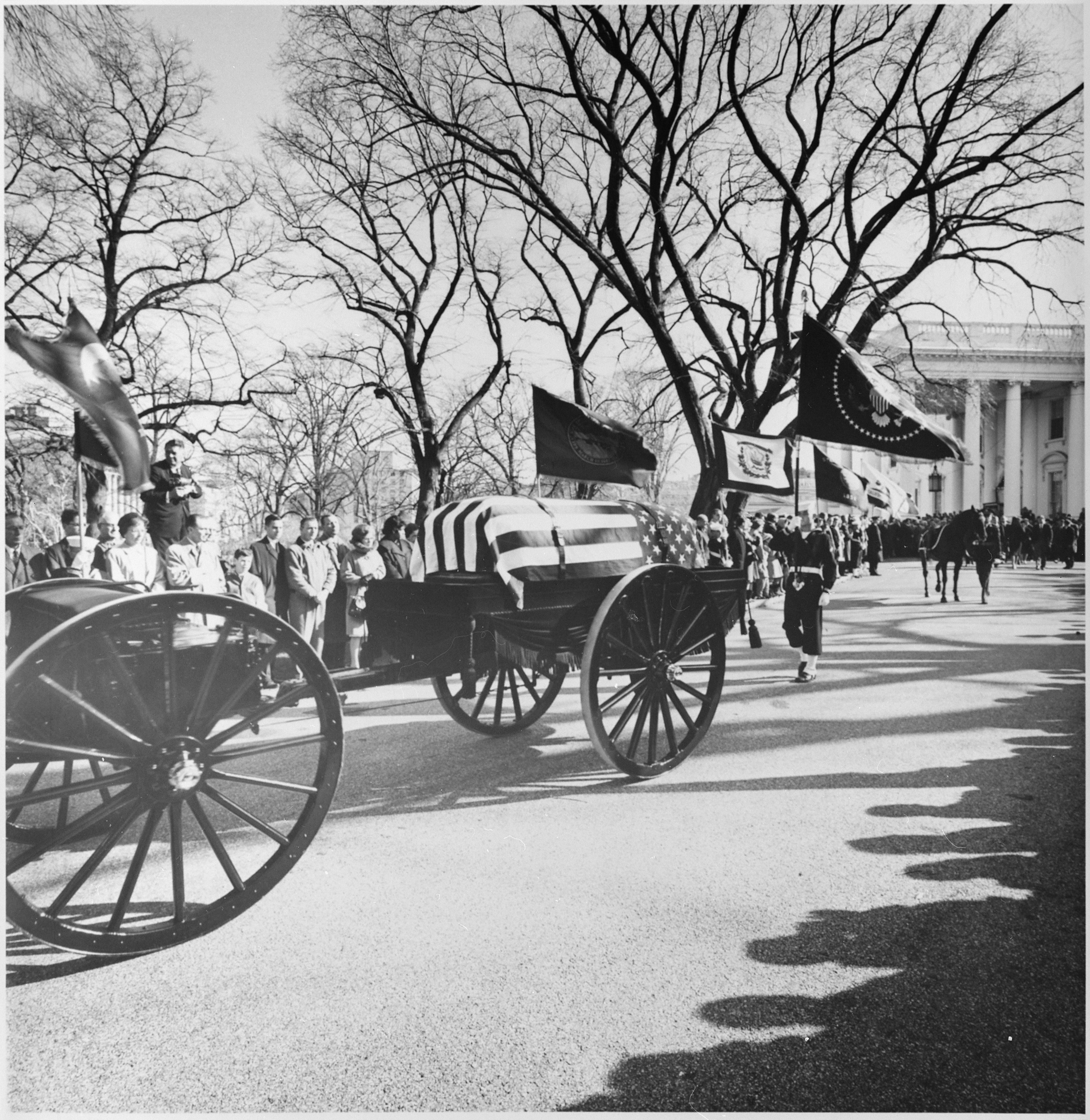
ホワイトハウスを後に砲車に載せられて進むケネディ大統領の棺

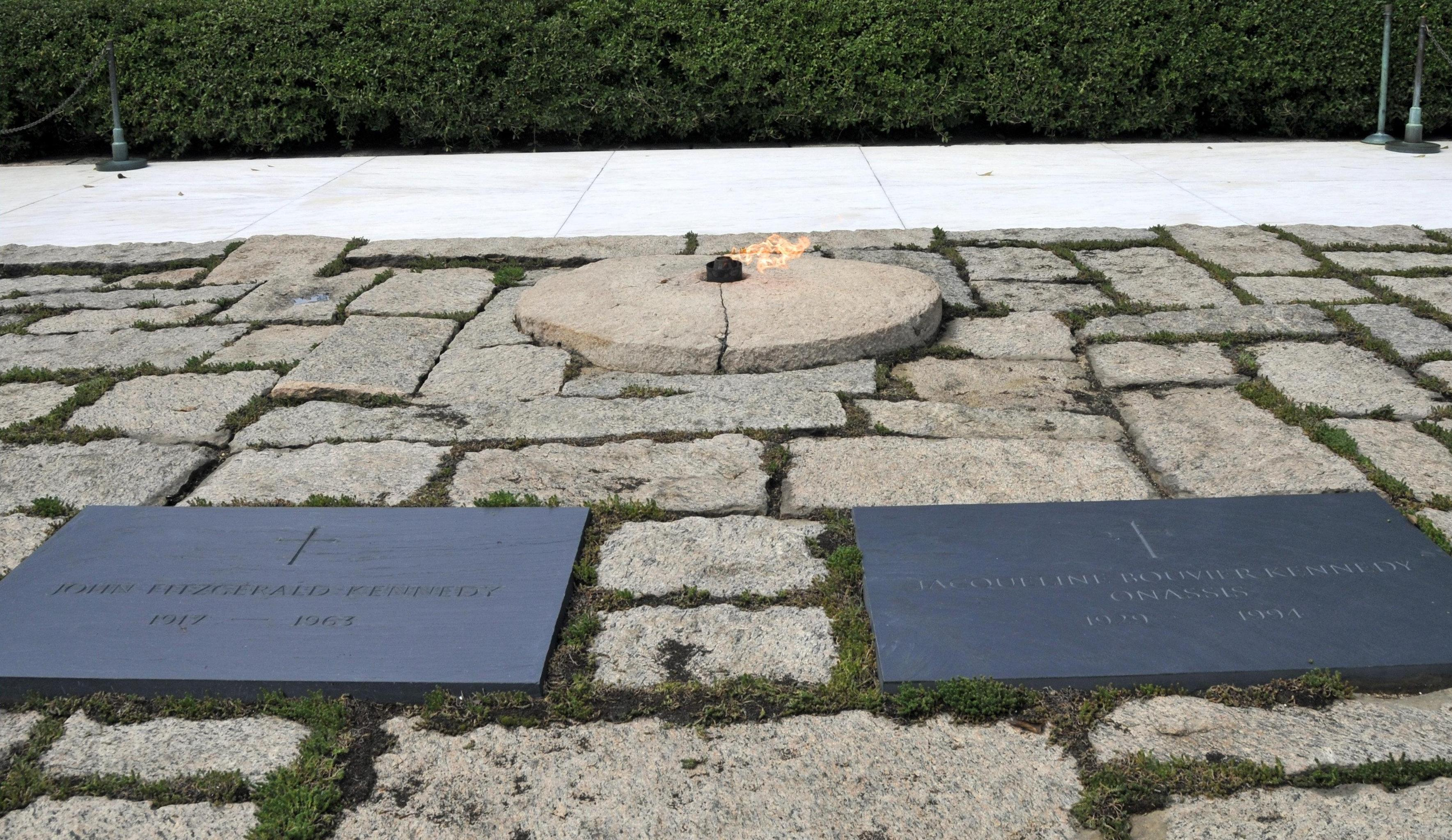
ケネディの墓

ケネディの国葬は暗殺事件の3日後の11月25日（月）に行われ、全国民が喪に服した。この国葬には92か国から首脳・政府高官ら220人が参列した。
フランスから大統領のドゴールと外相のクーヴ・ド・ミュルヴィル、イギリスからエリザベス女王の夫エジンバラ公フィリップと首相であるヒュームおよび労働党党首のウィルソン、西独から首相のエアハルトと西ベルリン市長のブラント、日本から首相の池田勇人と外相の大平正芳
、韓国から大統領の朴正煕、ソ連から第一副首相のミコヤン、そして国連事務総長のウ・タントなど。国内では元大統領トルーマン、元大統領アイゼンハワー、前副大統領ニクソン、ニューヨーク州知事ロックフェラー、上院議員のゴールドウォーター、アラバマ州知事ウォレス、マーティン・ルーサー・キング、ジョン・グレンなどであった。
車で国会議事堂からホワイトハウスに進み、そこから参列者全員がセント・マシュー大聖堂まで歩いた。ホワイトハウスからの葬列は、スコットランドのバグパイプ隊がアイルランドの曲を奏でる中を、まず海軍が先導して、カトリック司祭が2名、その後ろから6頭の馬に引かれて大統領の棺を載せた砲車、大統領旗を持った旗手、誰も騎乗しない馬、その後をジャクリーンとロバートとエドワードの3人が先頭で歩き、その後を米国政府首脳（その中には新大統領であるジョンソンも含まれた）、そして各国首脳が距離にしておよそ2キロメートルの行程を歩き、セント・マシュー大聖堂に到着した。教会で告別のミサが行われ、セント・マシュー大聖堂の階段下で葬列が出発する際に、ケネディ大統領の長男であった当時3歳のジョン・フィッツジェラルド・ケネディ・ジュニアが目前で砲車に載せられて曳かれゆく父の棺に対し挙手の敬礼をした。棺は埋葬のために葬送のドラムの音とともにアーリントン国立墓地に向かった。墓地で埋葬式が行われ、3台の礼砲が21発の轟音を放ち、礼装の兵士たちがそれぞれ3発の銃声を響かせ、陸軍軍曹が葬送ラッパを吹き、その悲しみの音が暮色のアーリントンの丘に吸い込まれた。そして永遠の炎にジャクリーン、ロバート、エドワードが松明で点火し、棺を覆っていた国旗がジャクリーンに手渡されて葬儀は静かに終わった。

## スキャンダル

### 複数名との不倫

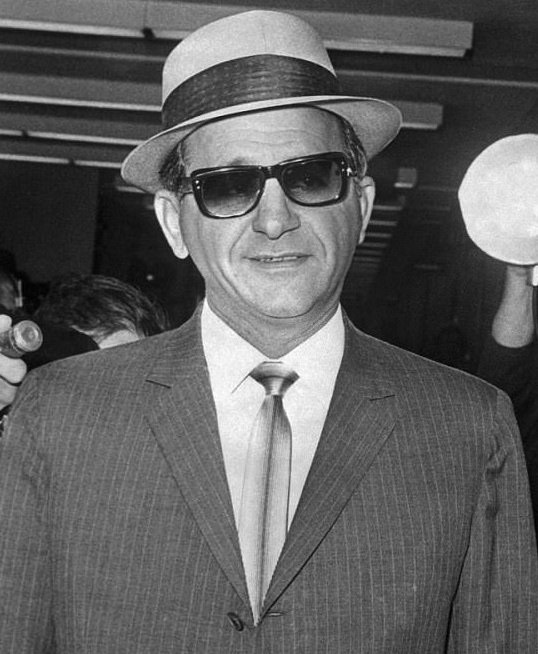
ケネディが愛人を分けあったサム・ジアンカーナ

今日、ケネディは結婚前の女性関係のみならず、結婚後、そして大統領就任後も複数の女性と不倫関係を持ち続けていたことが明らかになっている。その中には女優やマフィアの愛人から部下の妻（いわゆる「ダブル不倫」）までが含まれている。
上院議員時代の議員事務所の受付嬢だったパメラ・ターニャ、女優のアンジー・ディキンソン、同じく女優のジーン・カーメン、ホワイトハウスのワーキングガールのプリシア・ウイアとジル・カウエン、メアリー・ピンショー・マイヤー、そしてドイツ人外交官の妻である。
1980年代後半に公表されたFBIの報告によると、ホワイトハウスを監視していたFBI当局は在任2年10か月の間に、大統領がホワイトハウス内で親密な関係を持った女性を少なくとも32名リストアップしている。
ホワイトハウスのシークレットサービス（警護官）が恐れていたのは、ケネディの女性関係がもたらす警備上の危険であった。補佐官のデーブ・パワーズが女性を入れる場合に必要なセキュリティチェックや身体検査を認めず、ただ警護官の前を素通りするだけであった。警護官の1人ラリー・ニューマンはのちに、ジャーナリストのシーモア・ハーシュに「我々には大統領が翌朝死んでいるか生きているか見当もつかなった」と述べた。同じ警護官だったトニー・シャーマンは、突然ジャクリーン夫人がやって来た場合は側近に「急を知らせる」役割が任務に含まれていた、としている。キューバ情勢から暗殺を企てているかも知れないとの警告が発せられた時期であった。

### モンローとの不倫

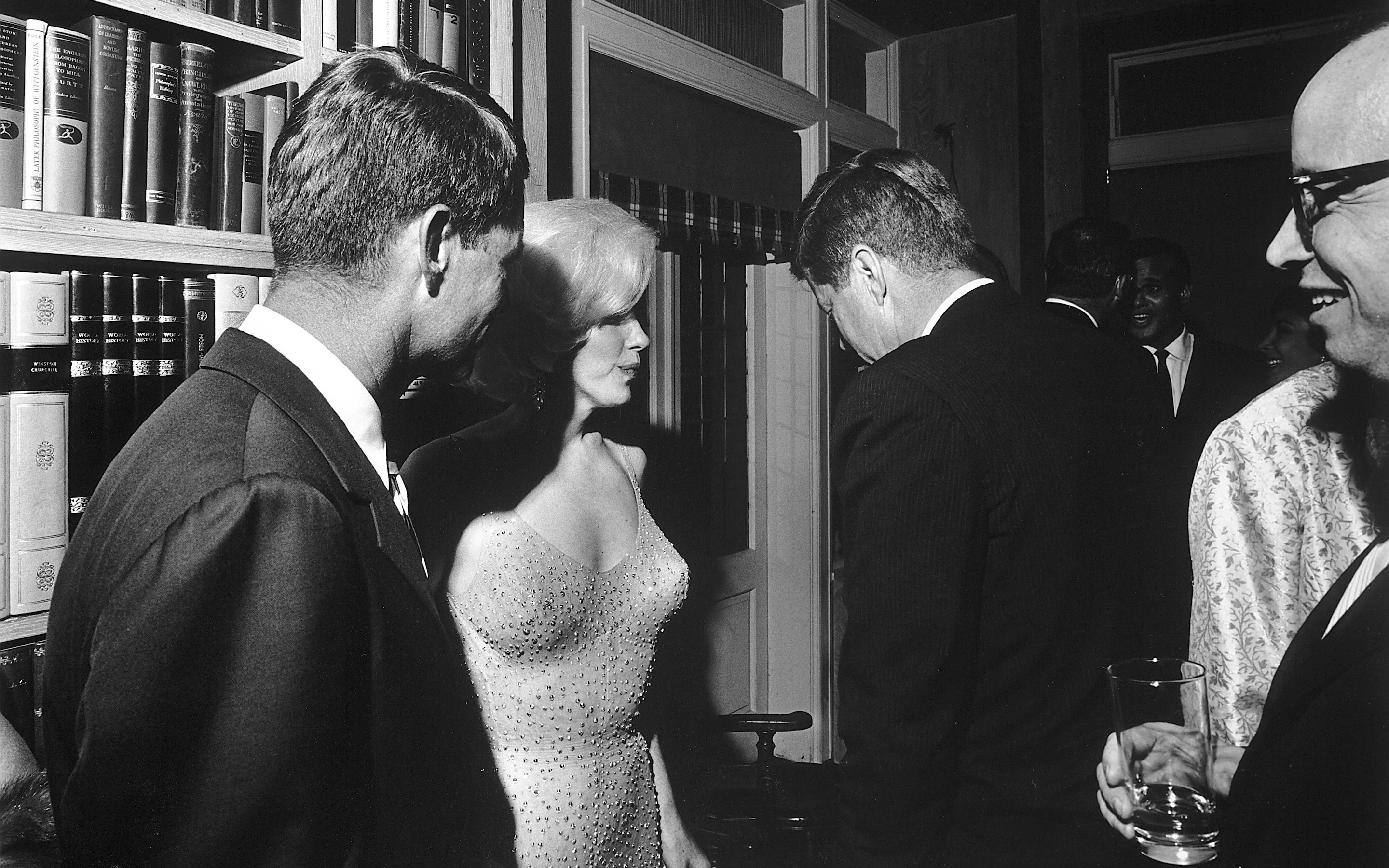
マディソン・スクエア・ガーデンで行われたケネディの誕生パーティーの後にケネディと話すモンロー（1962年）

そしてもっとも有名なのは、1950年代後半から妹パトリシアの夫でハリウッド俳優のピーター・ローフォードから紹介された映画女優のマリリン・モンローで、就任後の1962年5月まで不倫の関係にあったことが、ローフォードやモンローの家の家政婦のレナ・ペピートーンなどにより証言されている。
さらに大統領予備選挙前の1960年2月にシカゴのマフィア「シカゴ・アウトフィット」のボスのサム・ジアンカーナの指示を受けたフランク・シナトラから、シナトラの元恋人でありジアンカーナの愛人でもあったジュディス・キャンベルを紹介され、その後の大統領予備選挙時においてもモンローと併行して不倫関係を持っていただけでなく、その後もたびたび会っていたことが明らかになっている。ホワイトハウスでのキャンベルとの通話記録は70回を数え、2人きりの食事が20回はあったという。
なお、モンローとの関係は、ケネディがマフィアと関係の深いシナトラを介してモンローと知り合ったうえに、ジアンカーナらのマフィアが2人の関係を知っており、このことをマフィアの取り締まりを強化しようとしていたケネディ政権に対する取引に使おうとしていたことを憂慮したFBI長官ジョン・エドガー・フーヴァーが、司法長官を務めるロバートに強く忠告したことで終焉を迎えた。同じくキャンベルとの関係もまもなく終焉を迎えることになった。
モンローは、その関係が終焉を迎えた直後の1962年5月19日に、ニューヨーク州のマディソン・スクエア・ガーデンで行われたケネディの45歳の誕生日パーティーに、体の線が露わになったドレス姿で赴き、「ハッピーバースデー」の歌を披露した（ハッピーバースデー・ミスタープレジデントも参照）。
なおこの際に、ケネディとモンローの性的関係を快く思っていなかったジャクリーン夫人は、パーティーにモンローが来ると知ってあえて欠席した。なお、ケネディとモンローが同時に写っている写真は、シークレットサービスにより回収されたために、この際に撮影された写真が現存が確認されている唯一のものとなっている。

## エピソード
- ケネディは喫煙者であった。特にキューバ産葉巻を好んだ[222][223][224]。身長6フィート1インチ（約185cm）[225]。
- 感謝祭前日に、ホワイトハウスで七面鳥を「恩赦」で放鳥する行事は、もともと暗殺事件直前にケネディのもとに送られた「Good Eatin', Mr. President（美味しく食べてね、大統領）」というメッセージを首からぶら下げた七面鳥をケネディが食べなかったことが由来とされており、後年ジョージ・H・W・ブッシュ大統領の時代の1989年になって行事化されたものである[226][227]。
- かつてギネスブックの「最も早口の人」の項目の中で、1961年12月に行った演説での「1分間327語」の記録が政治家で最高のスピードとして認定されていたことがある[228]。

## ケネディ家

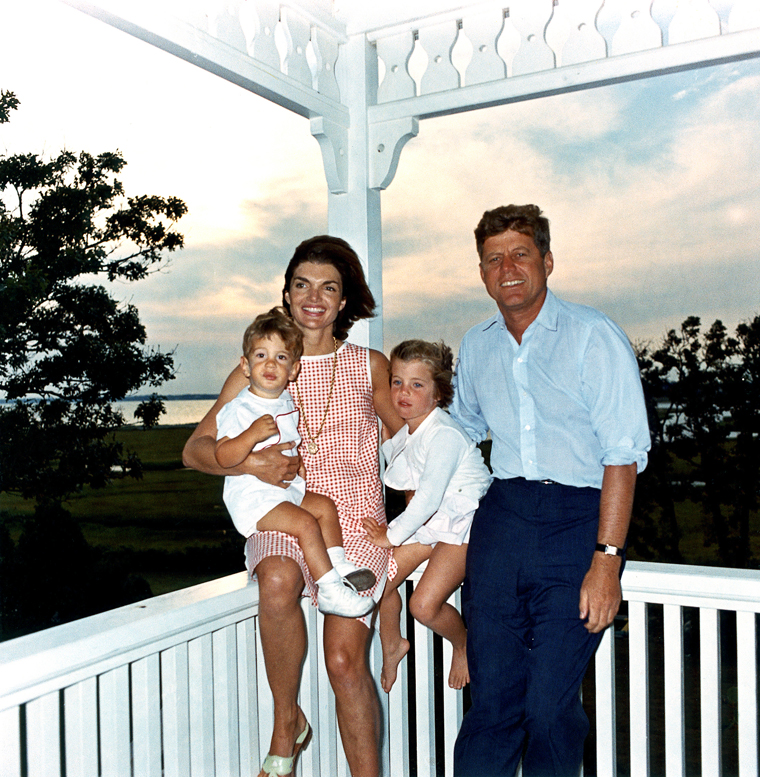
ケネディ一家

- ジョセフ・パトリック・ケネディ・ジュニア（1915年 - 1944年）ジョー
  - 第二次世界大戦に参加。英国で危険な任務で爆撃機に乗ったが、飛行中に爆発して戦死。
- ジョン・フィッツジェラルド・ケネディ（1917年 - 1963年）ジャック
  - 第35代大統領に就任。テキサス州ダラスで暗殺される。
- ローズマリー・ケネディ（1918年 - 2005年）
  - 幼年時はおとなしい少女だったが、成長が遅く両親が彼女が23歳のときにロボトミー手術を受けさせたが失敗。知的障害の後遺症に加えて廃人となり、ホームに隔離されたまま生涯を終えた。
- キャスリーン・アグネス・キャヴェンディッシュ（1920年 - 1948年）キック
  - イギリス大貴族の第10代デヴォンシャー公爵エドワード・キャヴェンディッシュの長男ハーティントン侯爵と結婚したが、4か月後にハーティントン侯爵はベルギーで戦死した。彼女は戦後イギリス人ピーター・フィッツウイリアムと再婚を考えていたが、旅行中に専用小型飛行機が墜落し死去。最初の夫との結婚式は相手がプロテスタントで両親が認めず長兄ジョセフだけが出席し、死後の葬式は父・ジョセフだけが参列し母・ローズは参列しなかった。
- ユーニス・メアリー・ケネディ（1921年 - 2009年）
  - 平和部隊の初代長官となったサージェント・シュライバーと結婚。1968年には夫とともに「スペシャルオリンピック」を組織。サンタモニカ市会議員である長男ロバートがこの組織を引き継いでいる。長女マリアは映画俳優アーノルド・シュワルツェネッガーと結婚。姉妹の中でもっともしっかり者であったと言われている[229]。
- パトリシア・ケネディ（1924年 - 2006年）
  - イギリス人俳優でフランク・シナトラ率いる「シナトラ一家（ラット・パック）」の大幹部的存在のピーター・ローフォードと結婚。しかし1966年に離婚。ジョンがもっとも可愛がった妹と言われている[229]。
- ロバート・フランシス・ケネディ（1925年 - 1968年）ボビー
  - ケネディ暗殺後のジョンソン政権下で司法長官を務めた、1964年秋に上院議員選挙に当選。1968年の大統領選挙で民主党の候補争いに加わりカリフォルニア州予備選挙で勝利宣言のあとに暗殺された（ロバート・ケネディ暗殺事件）。
- ジーン・アン・ケネディ（1928年 - 2020年）
  - ケネディ家の金庫番であったスティーブン・スミスと結婚。1974年に障害を持つ人々の芸術活動を支援「ベリー・スペシャル・アーツ」を創設。姉妹の中でもっとも陽気な性格の持ち主と言われている[229]。
- エドワード・ムーア・ケネディ（1932年 - 2009年）テッド
  - 1969年に自身で起こした人身事故で女性秘書を死なせる不倫スキャンダル「チャパキディック事件」を起こし、政治生命に致命的なダメージとなる。にもかかわらず1980年に現職カーターと民主党大統領候補の座を争ったが敗れ、大統領への道は絶たれた。以後は民主党リベラル派の重鎮として長期にわたり上院議員を務め、2008年の大統領選挙でバラク・オバマの勝利に大きく貢献。2009年に死去。
- ジャクリーン・ケネディ（1929年 - 1994年）ジャッキー
  - 1968年にアリストテレス・オナシスと再婚し世界を驚かせた。オナシスと死別後はニューヨークで編集者となる。1994年病死。遺体はアーリントン墓地に眠るジョンの横に葬られた。
- キャロライン・ケネディ（1957年 -  ）
  - デザイナーのエドウィン・シュロスバーグと結婚。一人息子ジャック・シュロスバーグがいる。政治活動にはほとんど関わらなかったが、オバマ大統領を支持して2013年11月12日にオバマ政権の駐日アメリカ合衆国大使に就任。
- ジョン・フィッツジェラルド・ケネディ・ジュニア（1960年 - 1999年）ジョンジョン
  - 大統領暗殺後の国葬で教会前で砲車に載せられて曳かれてゆく父の棺に敬礼した姿は有名。地方検事補を経て、弁護士、雑誌発行人として活動。アシェット・フィリパッキ・メディアから政治雑誌『ジョージ』を出す。1999年に自家用機を操縦して別荘へ向かう途中、大西洋上で空間識失調から墜落し事故死。
- パトリック・ブーヴィエ・ケネディ（1963年）
  - 1963年8月9日、ジョンとジャクリーンとの間で3人目の次男として帝王切開により予定より6週間早く生まれたが、早産で未熟児であったため39時間後に死去。
- ジャック・シュロスバーグ（1993年 - ）
  - キャロライン・ケネディの長男。ジョン・F・ケネディの唯一の男孫。

なお、ケネディ夫妻は1956年にも女児を死産により失っている（夫妻はこの娘を「アラベラ」と名づける予定だった）。

## ケネディの名を冠した施設など

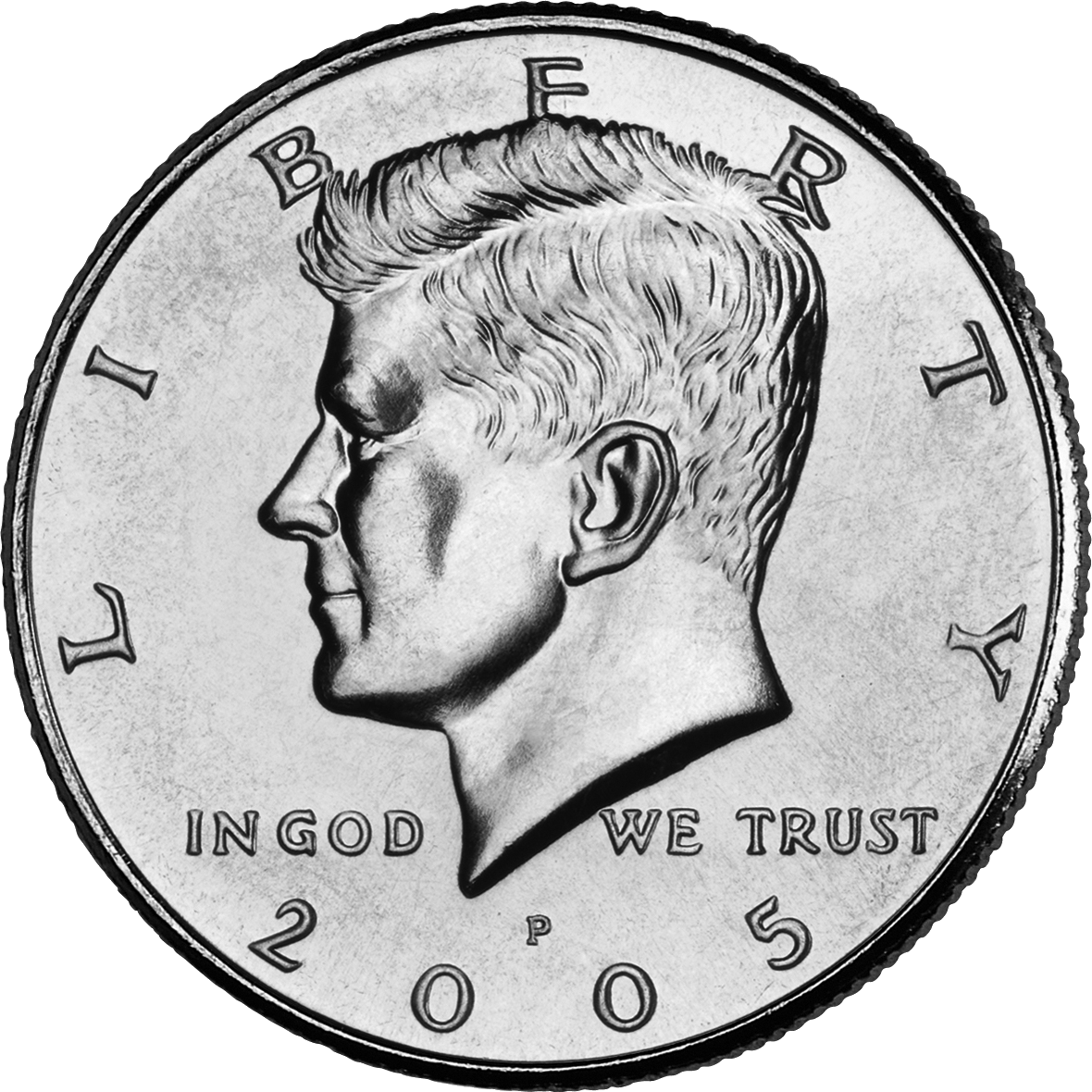
ケネディの肖像を使用した50セント硬貨

- 1964年3月に発行された50セント硬貨にケネディの肖像画（横顔）が使用された。この硬貨は同年8月までの鋳造枚数が9,870万枚にもおよんだが私蔵されてしまい、現在ではほとんど流通していない[230]。
- キティホーク級航空母艦の4番艦（USS John F. Kennedy, CVA-67/CV-67）。
- ニューヨークのジョン・F・ケネディ国際空港（旧名アイドルワイルド国際空港）。
- フロリダ州のジョン・F・ケネディ宇宙センター。
- ケネディが卒業したハーバード大学にある行政・政治学大学院の名称は、アメリカ政治におけるケネディの貢献を記念してケネディ死後の1966年に「ケネディ・スクール（John F. Kennedy School of Government）」と改称された。
- ワシントンD.C.のジョン・F・ケネディ・センター（The John F. Kennedy Center for the Performing Arts）1971年落成の総合文化施設。
- アメリカ陸軍の特殊部隊兵士を養成する機関、ジョン・F・ケネディ特殊戦センター・アンド・スクール。
- ジェラルド・R・フォード級航空母艦の2番艦（2024年就航予定）（USS John F. Kennedy, CVN-79）。
- 出身地ボストンのジョン・F・ケネディ大統領図書館・博物館（英語版）（1979年開場）。マサチューセッツ大学ボストン校キャンパス内にあるケネディを記念した任期中の資料などが集められた大統領図書館・博物館。隣接してエドワード・M・ケネディ上院議員研究所がある。

## 著書（訳書）
- ジョン・F・ケネディ 著、下島連 訳『英国はなぜ眠ったか』日本外政学会、1963年4月28日。NDLJP:9580983。
- ジョン・F・ケネディ 著、黒田和雄 訳『ケネディ大統領演説集 : 英和対照』原書房、1963年12月20日。NDLJP:2988180。
- ジョン・F・ケネディ 著、宮本喜一 訳『勇気ある人々』英治出版、2008年1月。ISBN 4-86276-023-6。
- ジョン・F・ケネディ 著、高村暢児 編訳『ケネディ登場』 中公文庫BIBLIO、2004年、改版『ケネディ演説集』2014年

## 伝記ほか（近年刊）
- ロバート・ダレク『JFK 未完の人生』鈴木淑美訳、松柏社、2009年
- ジャック・ロウ『ケネディ回想録　フォト・メモワール』龍和子訳、原書房、2013年

## ケネディに関連する作品
ケネディ大統領暗殺事件#ケネディ大統領暗殺事件を扱った作品も参照。

### 映画
- 『魚雷艇109』（1963年） - 暗殺事件の5か月前、1963年6月に全米で公開され、日本でも同年8月に公開された。レスリー・H・マーチンソン監督。クリフ・ロバートソン主演。ワーナーブラザース製作。
- 『フォレスト・ガンプ/一期一会』（1994年） - トム・ハンクス演じる主人公がJ・F・ケネディに会うシーンがあるが、このシーンは記録映像を基にCGで合成したものである。
- 『13デイズ』（2000年） - ブルース・グリーンウッドがJ・F・ケネディを演じた。

### テレビドラマ
- 『ケネディ』（1983年） - TVミニシリーズ。
- 『ケネディ家vsFBI長官フーバー/第2次南北戦争・スキャンダルと陰謀の日々』（1987年） - TVムービー。
- 『若き日のJFK』（1990年） - TVムービー。
- 『ラット・パック/シナトラとJFK』（1998年） - TVムービー。
- 『ケネディ家の人びと』（2011年）

### 舞台
- 『JFK』　宝塚歌劇団雪組が1995年に上演。

### 音楽
- 『ケネディと歌おう』 - Sing Along With JFK
音楽プロデューサーのジョージ・アトキンスとハンク・レヴィンの手により、1961年の就任演説を今で言う「サンプリング」の手法でコーラス曲と絡ませ1963年に制作したアルバム。没後に「自由の讃歌 (LET US BEGIN BEGUINE)」がシングルカットされ、特に日本では1986年にシルヴェスター・スタローンが出演した麒麟麦酒のCMに改めて使用される（チューインガムと鈴木康博のカヴァー・ヴァージョンが改めてシングルカットされた）ほどのヒットとなっている（参考リンク）。
2012年、NTTドコモ家族セット割「ドコモダケTOGETHER」篇で使用された。

### ゲーム
- 『コール オブ デューティ ブラックオプス』　- 作中舞台の時の大統領としてロバート・マクナマラ国防長官と共に登場する。キャンペーンでは主人公にドラゴヴィッチの暗殺命令を与える場面のみの登場だが、ゾンビモードのFIVEにおいてはプレイアブルキャラクターとしてマクナマラ長官、フィデル・カストロ、リチャード・ニクソンらと共にゾンビの大軍と対峙する事になる。